# Leopoldo I de Bélgica
Leopoldo I de Bélgica, (Leopold Georg Christian Friedrich; Coburgo, 16 de diciembre de 1790-Laeken, 10 de diciembre de 1865) fue un príncipe alemán de la casa de Sajonia-Coburgo y Gotha, convertido en el primer rey de los belgas en 1831, así como el fundador de la casa real de Bélgica.  
Es antepasado del actual gran duque de Luxemburgo, del anterior pretendiente al trono de Italia y del príncipe Napoleón. Reinó bajo el nombre de Leopoldo, rey de los belgas, príncipe de Sajonia-Coburgo y Gotha, duque en Sajonia.
Nacido en la casa ducal que gobernaba sobre el pequeño ducado alemán de Sajonia-Coburgo-Saalfeld, fue el tercer hijo varón y el octavo de los nueve hijos del duque soberano Francisco de Sajonia-Coburgo-Saalfeld y su segunda esposa la princesa Augusta de Reuss-Ebersdorf. Gracias al matrimonio de su hermana Juliana con el gran duque Constantino de Rusia, Leopoldo se convirtió en oficial del Ejército Imperial Ruso y luchó contra Napoleón I después de que las tropas francesas invadieran Sajonia-Coburgo durante las guerras napoleónicas. Después de la derrota de Napoleón, se trasladó al Reino Unido, donde se casó con la princesa Carlota Augusta de Gales, única hija y heredera del Príncipe-Regente, convirtiéndose en el futuro consorte potencial de Gran Bretaña. Sin embargo, Carlota murió en el parto en 1817. Viudo a los 27 años y sin perspectivas reales de futuro, Leopoldo permaneció en Inglaterra, donde mantuvo un importante y lucrativo estatus.
Después de la guerra de Independencia de Grecia (1821-1829), a Leopoldo se le ofreció el trono de Grecia, que finalmente rechazó, temiendo que la situación fuera demasiado inestable. Por otro lado, cuando el Congreso del nuevo Reino de Bélgica lo consideró por sus relaciones con las casas reales de Europa y lo eligió como el primer soberano belga el 4 de junio de 1831, decidió aceptar. Hizo el juramento constitucional el 21 de julio de 1831, que se convirtió en la fiesta nacional belga.
Su reinado estuvo marcado, desde un punto de vista internacional, por los intentos neerlandeses de recuperar Bélgica y por la voluntad real de asentar el reino entre vecinos poderosos. Desde el punto de vista interior, las pugnas políticas entre liberales y católicos marcaron su reinado. Leopoldo, considerado liberal, fomentó la modernización de la economía, desempeñando un papel importante en la extensión de las líneas ferroviarias belgas y la posterior industrialización. En el contexto de una constitución que limita los poderes de la monarquía, logró extender estas prerrogativas a su culmen.
Habiéndose convertido en rey de los belgas, su influencia no se limitó a las fronteras del país sobre el que reinaba. El rey trabajó para establecer a miembros de su familia en varias cortes europeas: Francia, Austria, Portugal y Reino Unido. Debido a su experiencia y al asesoramiento político y diplomático que dio a los monarcas y gobernantes, fue apodado el "Néstor de Europa".
Murió a la edad de 74 años en 1865, dejando a su hijo Leopoldo II como sucesor.

## Biografía

### Infancia y juventud

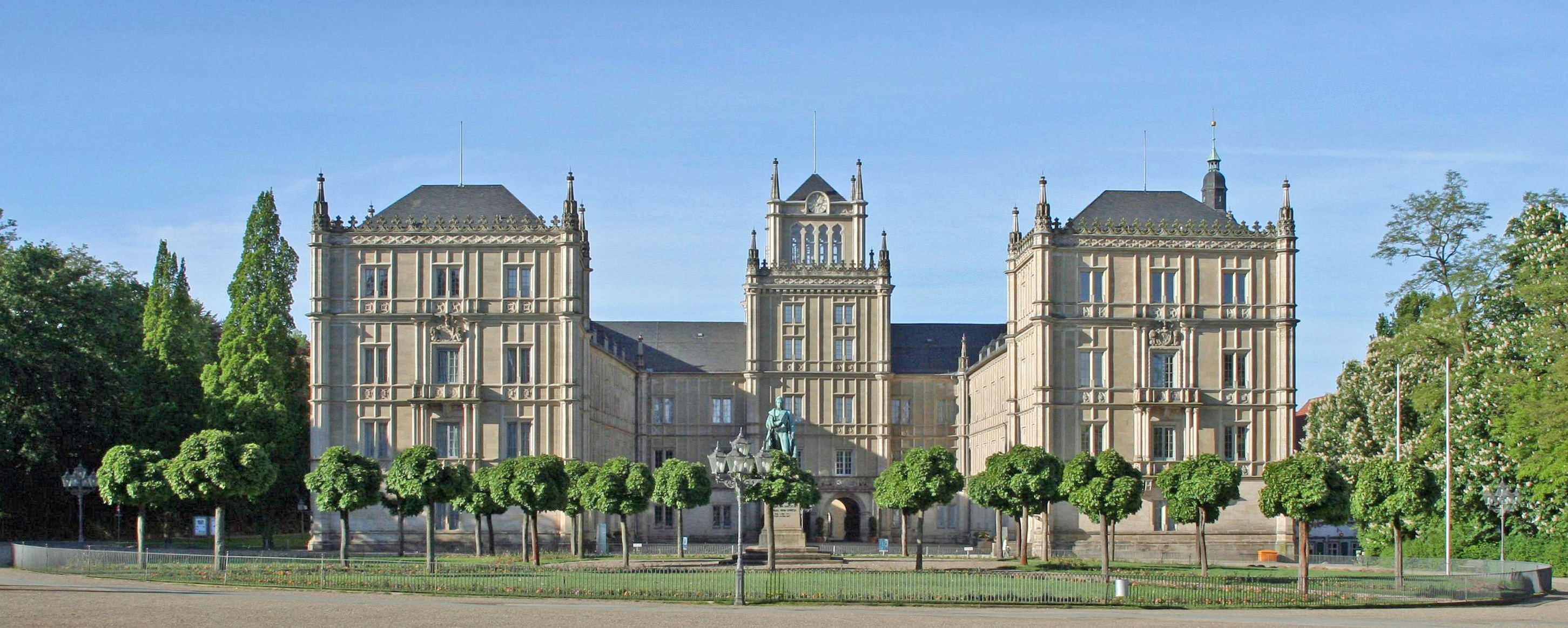
Palacio de Ehrenburg, Coburgo, lugar de nacimiento de Leopoldo.

Octavo de los nueve hijos del duque Francisco de Sajonia-Coburgo-Saalfeld y su segunda esposa, la princesa Augusta de Reuss-Ebersdorf (casados en Ebersdorf bei Coburg el 13 de junio de 1777); el futuro rey de los belgas nació en el palacio de Ehrenburg en Coburgo, en el ducado de Sajonia-Coburgo-Saalfeld, el 16 de diciembre de 1790. Fue bautizado como Leopoldo al día siguiente de su nacimiento, en honor al nuevo emperador Leopoldo II.
Sus padres formaron una pareja muy unida. Leopoldo tenía cinco hermanas mayores: Sofía (1778-1835), Antonieta (1779-1824), Juliana (1781-1860), Victoria (1786-1861) y Mariana (1788-1794); y dos hermanos mayores: Ernesto (1784-1844) y Fernando (1785-1851); así como un hermano menor: Maximiliano (1792-1793).
En 1826, el ducado de Sajonia-Coburgo adquirió la ciudad de Gotha del vecino ducado de Sajonia-Gotha-Altemburgo a cambio de Saalfeld, convirtiéndose en Sajonia-Coburgo y Gotha. Leopoldo se convirtió por lo tanto en príncipe de Sajonia-Coburgo y Gotha.
Además de sus padres, una figura central marcó su infancia: su abuela paterna, Sofía Antonia de Brunswick-Wolfenbüttel, una mujer imperiosa y pródiga con los suyos, que cuidaba muy de cerca a su nieto, para quien mostró una marcada preferencia. La dama murió en Coburgo el 17 de mayo de 1802.
En 1797, Leopoldo fue puesto bajo la dirección del pastor de la corte, Charles-Theodore Hoflender, graduado de la Universidad de Jena antes de ser nombrado profesor en el Collegium Casimirianum en Coburgo. Hoflender enseñó al príncipe matemáticas, griego, latín y algo de ruso básico, además de historia bíblica, moral y doctrina cristiana. En 1799, Jean-Philippe Hohnbaum ingresó a la corte ducal como secretario del príncipe heredero Francisco y tutor de Leopoldo y sus hermanos con el título de consejero. Desde el comienzo se dio cuenta de las habilidades y cualidades de su alumno, a quien enseñó la historia de Sajonia, Gran Bretaña y Alemania; el niño estaba particularmente interesado en la guerra de los Treinta Años. El mismo Hohnbaum le dio tareas de mantenimiento y ejercicios físicos para fortalecer su constitución y prepararlo para los peligros de la guerra.
Otro clérigo, Gottlieb Scheler, pastor en Coburgo, le enseñó el catecismo. Este ministro de culto abogaba por una forma particular de luteranismo: el pietismo —una tendencia orientada hacia la espiritualidad y la práctica religiosa personal, que tuvo gran influencia en la mentalidad y la sensibilidad del príncipe. En 1804, cuando solo tenía 13 años, ya mostraba un espíritu organizado y ahorrativo: regularmente guardaba un libro de cuentas. El príncipe también se esforzaba por aprender francés, inglés e italiano, así como historia y derecho público, y le gustaba dibujar la naturaleza.
En cuanto a las artes militares, Leopoldo se benefició de las enseñanzas de su tío abuelo, el príncipe Josías de Sajonia-Coburgo-Saalfeld, que tenía una larga y gloriosa carrera militar. Escuchaba las historias de este mariscal de campo del Sacro Imperio, que luchó desde la guerra de los Siete Años hasta la batalla de Fleurus. En cuanto a su padre, el duque Francisco, se trataba de un hombre de estudios, apasionado por materias como la botánica, la zoología y la astronomía, de buen grado transmitió al joven Leopoldo sus conocimientos científicos, inspirando al niño una predilección por los largos paseos por el campo y sus gustos por la colombofilia, la floricultura y el diseño de parques y jardines.

### Carrera militar

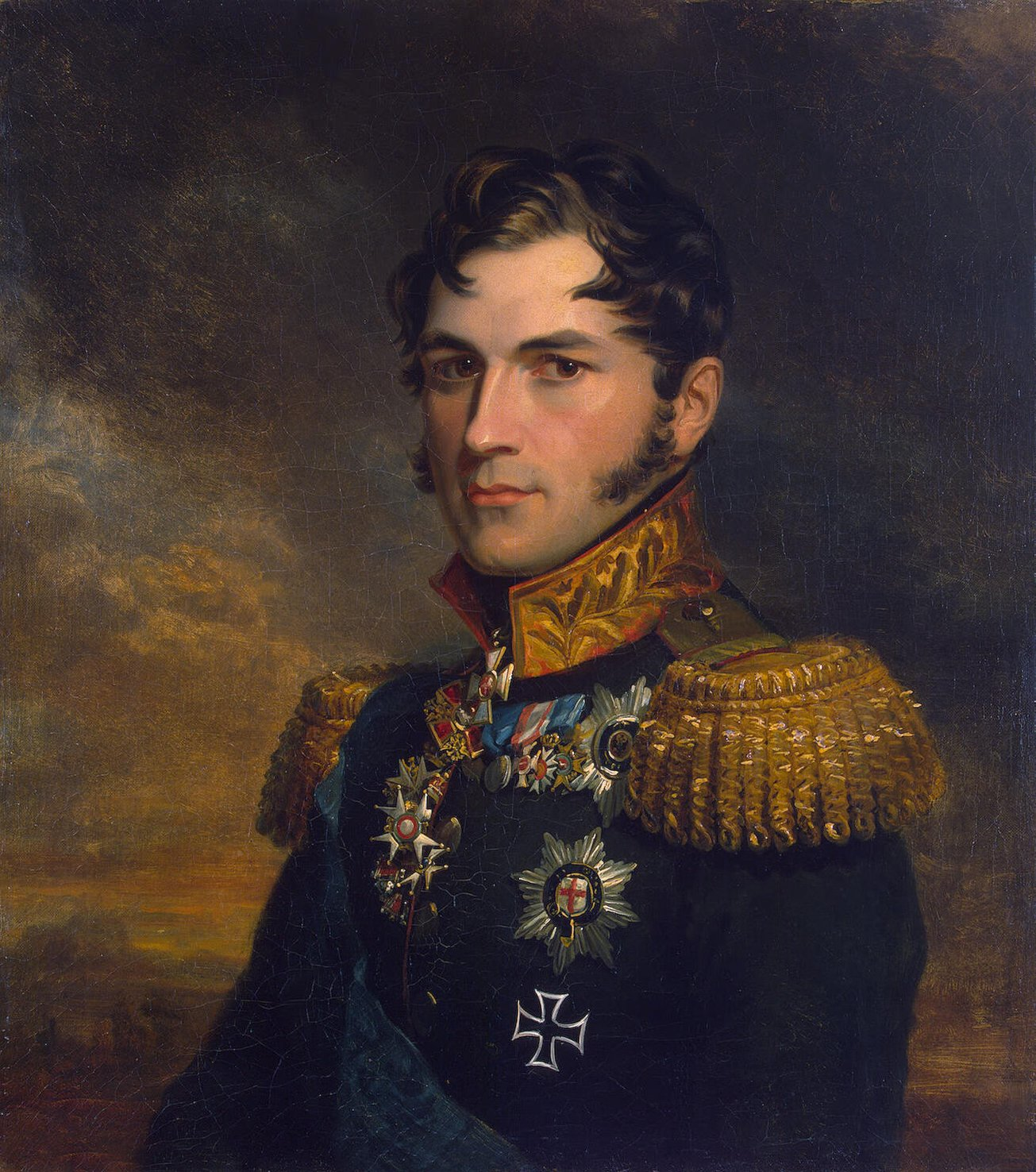
Leopoldo de Sajonia-Coburgo-Saalfeld vestido de general de la Armada rusa durante el período napoleónico, por George Dawe. Palacio de Invierno, San Petersburgo.

Cuando Juliana de Sajonia-Coburgo-Saalfeld, su hermana mayor, se casó con el gran duque Constantino de Rusia en 1796, posible sucesor del zar Alejandro I de Rusia, Leopoldo comenzó a ser considerado como un pariente cercano de los Románov. Por eso, a partir de los seis años, el niño empieza a recibir honores rusos, unidos a un rango militar. Fue nombrado capitán el 7 de mayo de 1797 y coronel del regimiento Izmailovsky de la Guardia Imperial el 11 de septiembre de 1798. Fue destinado en 1801 al Regimiento de Caballería de la Guardia Imperial, donde, a la edad de 12 años, el 16 de mayo de 1803, fue elevado al cargo de General.
En 1805, cuando tenía 14 años, Leopoldo hizo su verdadero debut en el Ejército ruso. Junto a su hermano Ernesto, acompañaron al zar Alejandro a Moravia, donde se libró la batalla de Austerlitz. Tras la derrota, se marchó a Saalfeld, donde se había refugiado su padre tras la ocupación francesa de Coburgo. Allí mismo, el 9 de diciembre de 1806, falleció su padre, seis días antes de la firma del Tratado de Poznan, que unía el ducado de Sajonia-Coburgo a la Confederación del Rin.
Dado que el heredero, Ernesto, seguía prestando sus servicios a Rusia, Napoleón confiscó las propiedades de la familia gobernante. Leopoldo y su madre, confinados en una parte del castillo, sobreviven gracias a la ayuda de sus antiguos sirvientes. A su hermana Sofía, Leopoldo escribe: "El pobre Estado de Coburgo está terriblemente desplumado; tiene que pagar 981 000 francos. Algo inmenso. Nuestras arcas y propiedades, en resumen todos nuestros ingresos, fueron confiscados por el emperador Napoleón. No se puede pagar nada". Leopoldo finalmente marchó con su hermano Ernesto a Berlín, mientras que su madre trataba en vano de hacer que el general Clarke, gobernador de la ciudad, les devolviese la posesión del ducado. Después de la intervención del zar, Napoleón autorizó la inclusión del ducado de Sajonia-Coburgo-Saalfeld en el Tratado de Tilsit y a contarlo de nuevo entre los miembros de la confederación del Rin. El nuevo duque Ernesto pudo regresar a su capital en julio de 1807.
En un intento de atraerse a Napoleón, en septiembre de 1807, Leopoldo y Ernesto se trasladaron a París, pero no lograron entrevistarse con el emperador que entonces estaba en Fontainebleau, planeando su regreso a Italia. Las Tullerías fueron invadidas por una multitud de príncipes alemanes, italianos, españoles y portugueses en busca del favor del emperador. La emperatriz Josefina adoptó una actitud protectora para el joven Leopoldo, proporcionándole flores de su invernadero y abriendo para él los palcos imperiales en los teatros. Al emperador, a quien los príncipes finalmente conocieron en octubre de 1808, le llamó la atención la presencia de Leopoldo: "Si lo recuerdo correctamente, es el joven más hermoso que he visto en las Tullerías", hasta el punto de que pensó convertirlo en su ayudante del campo.

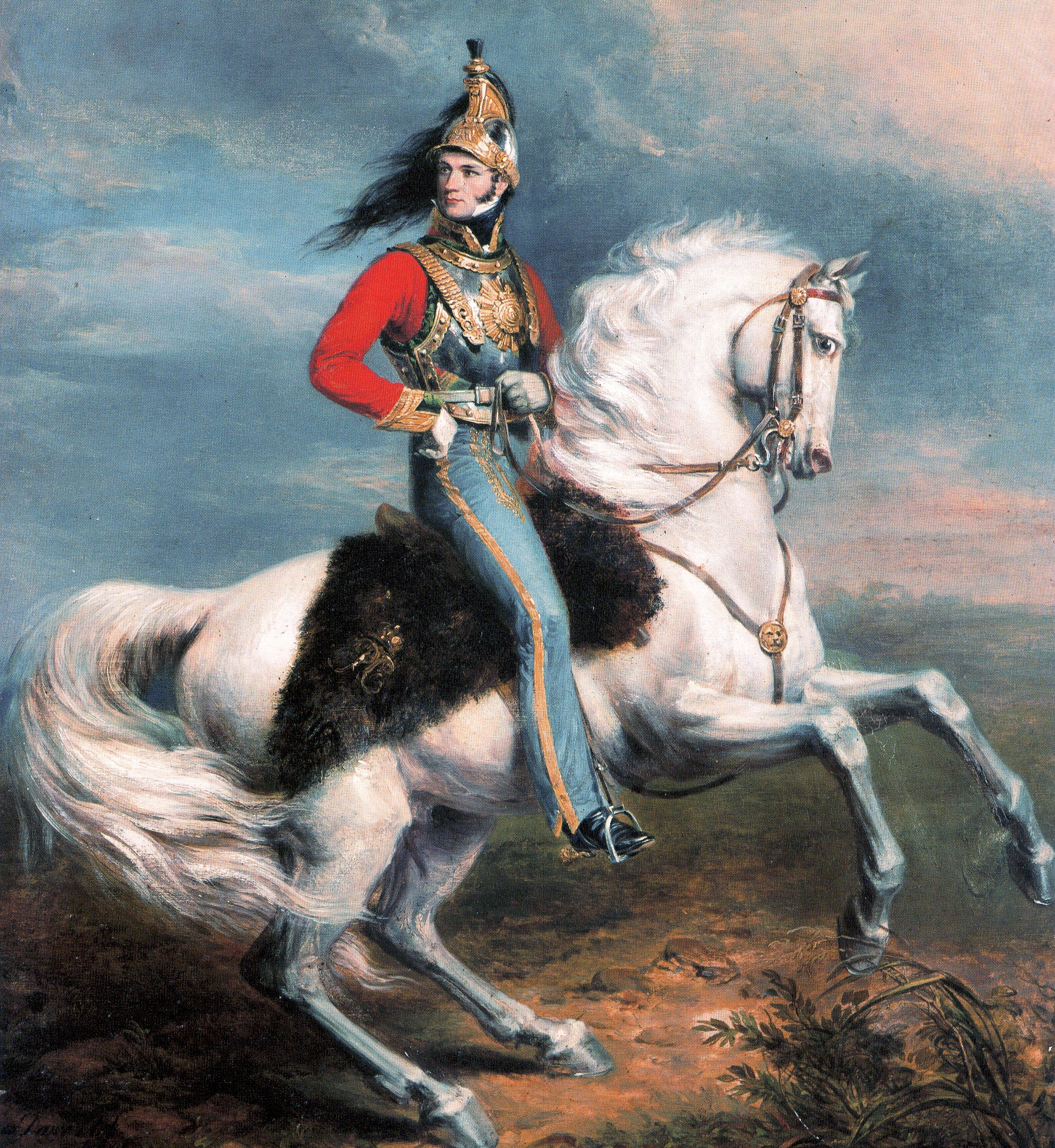
Retrato ecuestre del príncipe Leopoldo de Sajonia-Coburgo y Gotha.

En la primavera de 1808, Leopoldo regentó el ducado de Sajonia-Coburgo-Saalfeld mientras su hermano Ernesto se encontraba en Rusia. Leopoldo aprovechó la oportunidad para emprender ambiciosas reformas financieras y administrativas, así como obras públicas. Acompañó a Alejandro I, durante su encuentro con Napoleón en Erfurt en septiembre de 1808, esperando una ayuda en los intereses de Coburgo. Sin embargo, en el Congreso de Erfurt el zar no parecía decidido a ayudar a sus pequeños aliados, incluidos los Coburgo, y Napoleón recelaba con estos príncipes, que con demasiada frecuencia aparecían en las filas de sus enemigos. Además, Napoleón exigió la salida de Leopoldo del ejército ruso. A regañadientes, Leopoldo tuvo que obedecer y renunciar en noviembre de 1808.
Por lo tanto, el joven príncipe debió contentarse con volver a sus estudios: "Trabajo mucho en este momento: cada mañana escribo mi diario, estudio matemáticas y política, luego leo a Guibert o Robertson, cuya historia de Carlos V me interesa mucho. Mis tardes las dedicado a lo militar", escribió en octubre de 1809. Conociendo las habilidades diplomáticas de su hermano, Ernesto, en el otoño de 1810, envió a Leopoldo en una delicada misión. Debía obtener una ayuda sustancial para el ducado de Coburgo, empobrecido por la pérdida de muchos soldados, arruinados por fuertes contribuciones de guerra y la destrucción de bienes supuestamente ingleses por aplicación del bloqueo continental. Napoleón lo recibió, y aunque se negó a ayudar financieramente al ducado de Sajonia-Coburgo, propuso a Leopoldo unirse al ejército francés, algo que él pudo rechazar gracias a la intervención amistosa de Josefina y especialmente la de Hortensia de Beauharnais. En mayo de 1811 Leopoldo es enviado a Múnich, y logró del rey Maximiliano I de Baviera que el ducado de Coburgo retuviera pequeños territorios que habían sido absorbidos por Baviera. Desde allí Leopoldo pasó el invierno en Viena, desde donde viajó a diferentes ciudades italianas. La inactividad le disgustaba: "Los años 1810 y 1811 fueron bastante tranquilos. Me decepcionó que Napoleón me prohibiera servir en Rusia, y si no hubiera sido por mi hermano, no podría habérmelo impedido", escribió Leopoldo, que tuvo que esperar hasta marzo de 1813 para ser reintegrado en el Ejército Imperial Ruso.
Ingresó como coronel del regimiento de coraceros de la emperatriz María Feodorovna y participó activamente en la liberación de los territorios germánicos. El 28 de febrero de 1813, después de la firma del Tratado de Kalisz entre Rusia y Prusia contra Francia, Leopoldo acudió junto al zar: "Fui el primer príncipe alemán en unirse al ejército liberador", dijo Leopoldo. En 1813, Leopoldo luchó en las batallas de Latzen, Bautzen y Leipzig contra las tropas francesas. Sin ninguna experiencia militar, su cuñado, el gran duque Constantino, le confió todos los escuadrones de caballería disponibles. El 26 de agosto, Leopoldo se abrió camino con sus coraceros para liberar al príncipe Eugenio de Wurtemberg, quien fue atacado por fuerzas superiores en su posición. Tres días más tarde, Leopoldo tuvo un enfrentamiento en Peterswald con un destacamento de caballería francesa: estando en minoría, se retiró, pero no cayó al poder del enemigo.

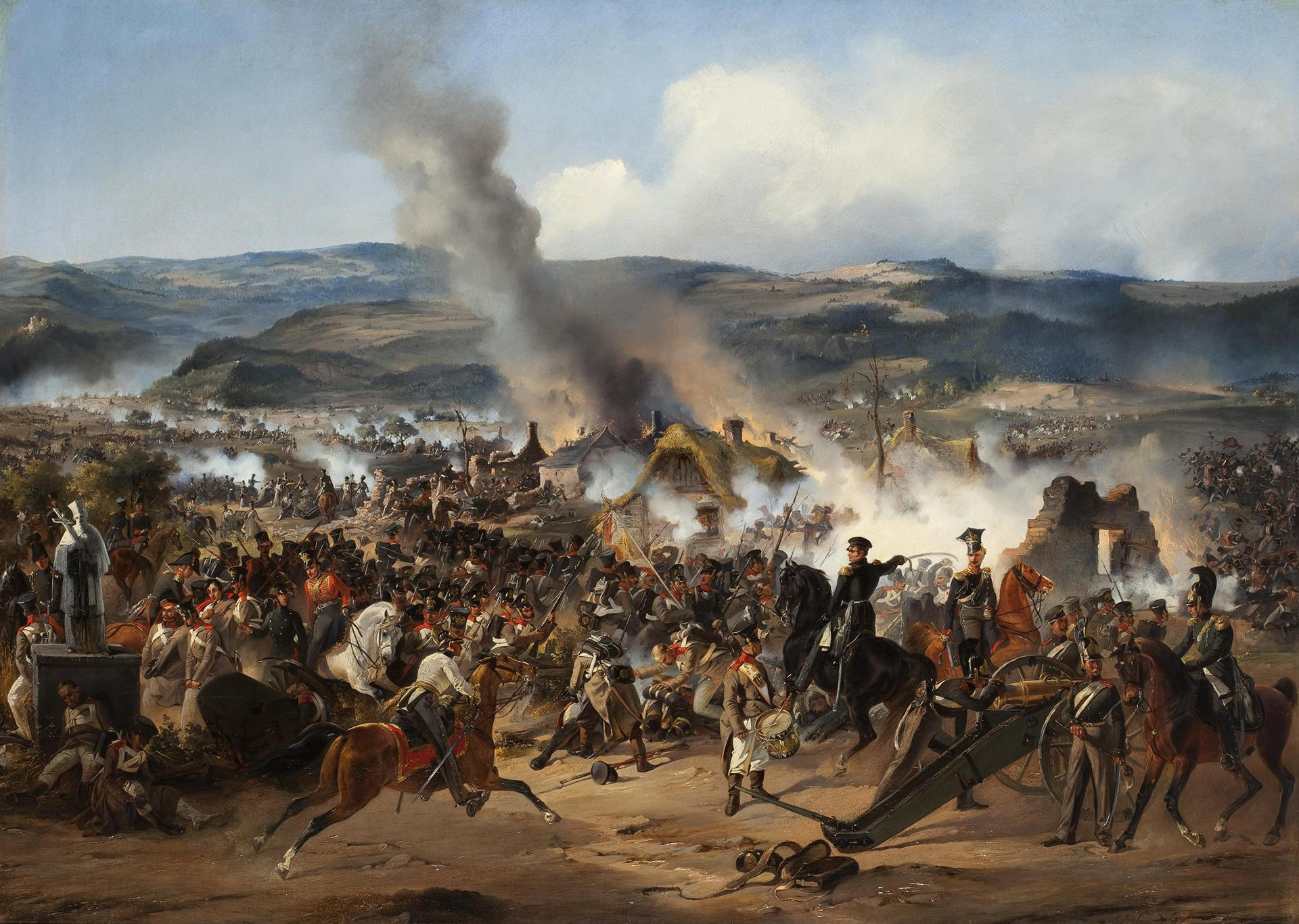
Batalla de Kulm por Alexandre von Kotzebue (1840).

El 30 de agosto, durante la batalla de Kulm, Leopoldo es atacado, pero, en cabeza de sus tropas, cargó contra los franceses. Los tropas napoleónicas perdieron de cinco a seis mil hombres, entre muertos o heridos, y 48 cañones. Dos generales franceses (Haxo y Guyot) fueron hechos prisioneros, al igual que siete mil soldados. Leopoldo fue condecorado con la cruz de San Jorge. También fue nombrado para varias otras condecoraciones militares: la Orden de San Andrés, la Orden de Alexander Nevsky, la Orden de Santa Ana, la Cruz de Malta y la Cruz de Kulm. Su participación activa en la lucha le valió el título de general de división del ejército ruso y le valió una gran reputación de valentía.
El 12 de enero de 1814, las tropas aliadas ocuparon Basilea. El gran duque Constantino fue con Leopoldo a la villa de Elfenau, cerca de Berna, para reconciliarse con su esposa Juliana, que había dejado Rusia en 1802. Este acercamiento, sin embargo, fue un rotundo fracaso. El 30 de enero de 1814, Leopoldo entró en Francia con su caballería. El 1 de febrero, participó en la batalla de Brienne antes de ocupar Troyes. El 20 de marzo, en la batalla de Arcis-sur-Aube, ejerció el mando del ala derecha. Cuatro días después, los aliados marcharon sobre París. Leopoldo, que ocupa la vanguardia, se distinguió de nuevo el 25 de marzo en la batalla de Fére-Champenoise. Pero tuvo que lamentar esta discreta posición, y dijo, "debido a esto, se me privó de parte de la gloria. Pero tomé las armas y salvé a los nuestros a altas horas de la noche". Finalmente, el 31, al frente de los coraceros de la guardia rusa, Leopoldo entró en París. Desde la capital francesa, Leopoldo comentó sobre el fin de Napoleón: "El flagelo de la humanidad finalmente cayó después intentar mantenerse en Fontainebleau con todo tipo de pretextos, abandonado por casi todos". Asistió a la restauración de los Borbones, y luego acompañó al zar a Inglaterra, como teniente general al servicio de Rusia.
Leopoldo participó en el congreso de Viena, donde, junto a su hermano, representó al ducado de Coburgo. Ernesto tuvo que enfrentarse a Prusia, que quería penalizar a su ducado por impedir la anexión de Sajonia, no mencionando el párrafo dedicado a Coburgo. Leopoldo fue advertido por los ministros ruso y austriaco, manteniendo así ese párrafo en el Tratado. En esta época, Leopoldo conoció al hermano del emperador Francisco de Austria, el archiduque Juan, con quien trabó una gran amistad. El congreso fue brutalmente perturbado por el regreso de Napoleón de la isla de Elba en marzo de 1815. El príncipe Leopoldo asumió el mando de una brigada de caballería del ejército ruso y partió hacia Francia, venciendo a Bonaparte en la batalla de Waterloo.

### Matrimonio con Carlota de Gales

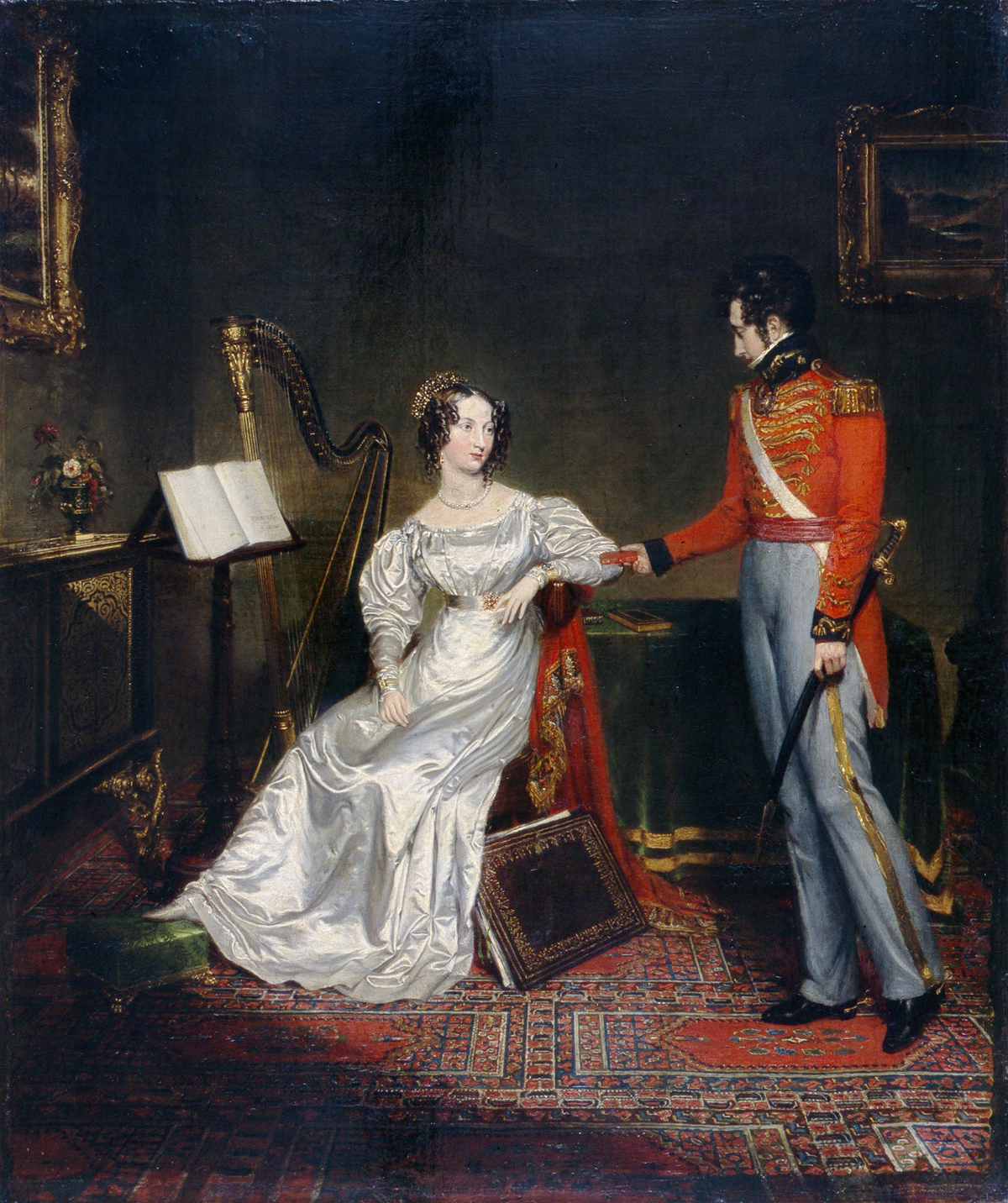
La princesa Carlota y el príncipe Leopoldo, retratados por George Clint, 1816.

En la primavera de 1814, mientras acompañaba al zar a Inglaterra, se habló de un proyecto matrimonial que incumbía a Leopoldo. Por aquella época se trataba el compromiso matrimonial entre Carlota Augusta de Gales, la única hija legítima de Jorge, príncipe regente del Reino Unido, con el príncipe Guillermo de Orange, lo que conllevaría a una unión personal entre Gran Bretaña y los Países Bajos que conduciría a una nueva dominación de los mares por las "potencias marítimas".
El zar de Rusia, impulsado por Lord Castlereagh, el partido Whig y una parte importante de la gentry, decide presentar su propio candidato en la persona de Leopoldo, que fue presentado ante la corte británica en junio de 1814. A la princesa Carlota, inicialmente, le pareció que Leopoldo era un candidato indiferente a los demás. Pasados los meses, la princesa rechazó casarse con el príncipe de Orange, alentando el regreso de Leopoldo para pedir su mano.
Sin embargo, este consideraba oportuno demorarse para atraer la simpatía de su futuro suegro, esperando casi dos años antes de aceptar el compromiso, basándose en que tenía que resolver asuntos políticos en París, asistir al congreso de Viena y visitar Berlín antes de regresar a Inglaterra.
El Regente encontró en Leopoldo a un hombre encantador y que poseía todas las virtudes para hacer feliz a su hija, aprobando así el matrimonio. En 1816, fue nombrado mariscal de campo y caballero de la Orden de la Jarretera, mientras que la boda se celebró el 2 de mayo de ese año, en Carlton House.

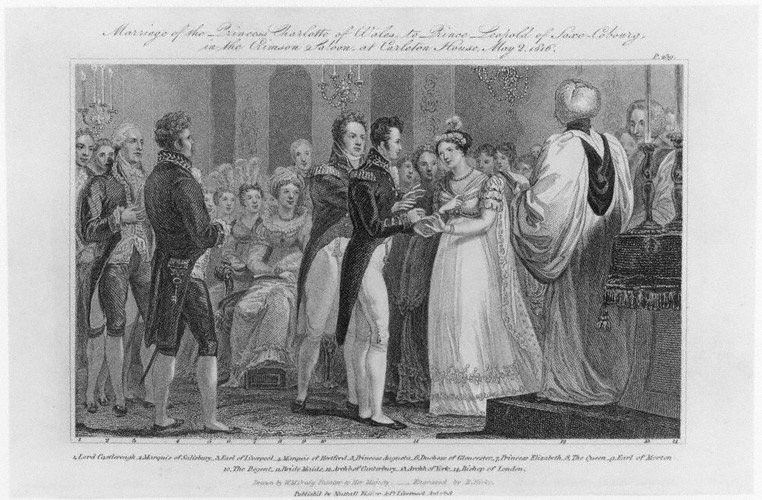
Grabado de la boda de Carlota y Leopoldo en 1816.

La pareja pasó su luna de miel en el palacio de Oatlands, propiedad del duque de York en Surrey. Dos días después de su matrimonio, fueron visitados por el suegro de Leopoldo, quien se mostró bien dispuesto hacia ellos. El matrimonio regresó a Londres durante la temporada parlamentaria. Su presencia en el teatro fue recibida con estruendosos aplausos y un Dios Salve al Rey tocado por la orquesta. En una ocasión, en la ópera, Carlota se empezó a sentir indispuesta y se retiró de su asiento, teniendo un aborto espontáneo.
Leopoldo, profundamente enamorado de su esposa, escribe: "Mi amor por mi buena y querida mujer no hace más que aumentar y nuestra vida ininterrumpida juntos... la confianza mutua ya está muy arraigada". La pareja decidió establecerse en Claremont House a finales de agosto de 1816. Allí, Carlota quedó de nuevo embarazada. El partero, Richard Croft, le aconsejó reducir drásticamente su comida y acompañó esta dieta con sangrías, para disgusto de Stockmar, médico personal del príncipe Leopoldo. La princesa dio a luz un hijo muerto el 5 de noviembre, falleciendo al día siguiente a los 21 años. Se dijo que Leopoldo quedó desconsolado. Escribió a su hermana: "Básicamente, nací para una vida de intimidad familiar [...]. Quería estar tranquilo y feliz con mi ratón [Carlota] y nada más [...] Carlota era una mujer muy bonita y poseía en un alto grado lo que los ingleses llaman semblante".
Si Carlota hubiera sobrevivido, se habría convertido en la reina del Reino Unido a la muerte de su padre y Leopoldo habría asumido el papel de príncipe consorte, cargo que posteriormente tomó su sobrino, el príncipe Alberto de Sajonia-Coburgo-Gotha. A pesar de la muerte de su esposa, el príncipe regente otorgó a Leopoldo el tratamiento británico de alteza real por orden del Consejo el 6 de abril de 1818.

### Residencia en el Reino Unido

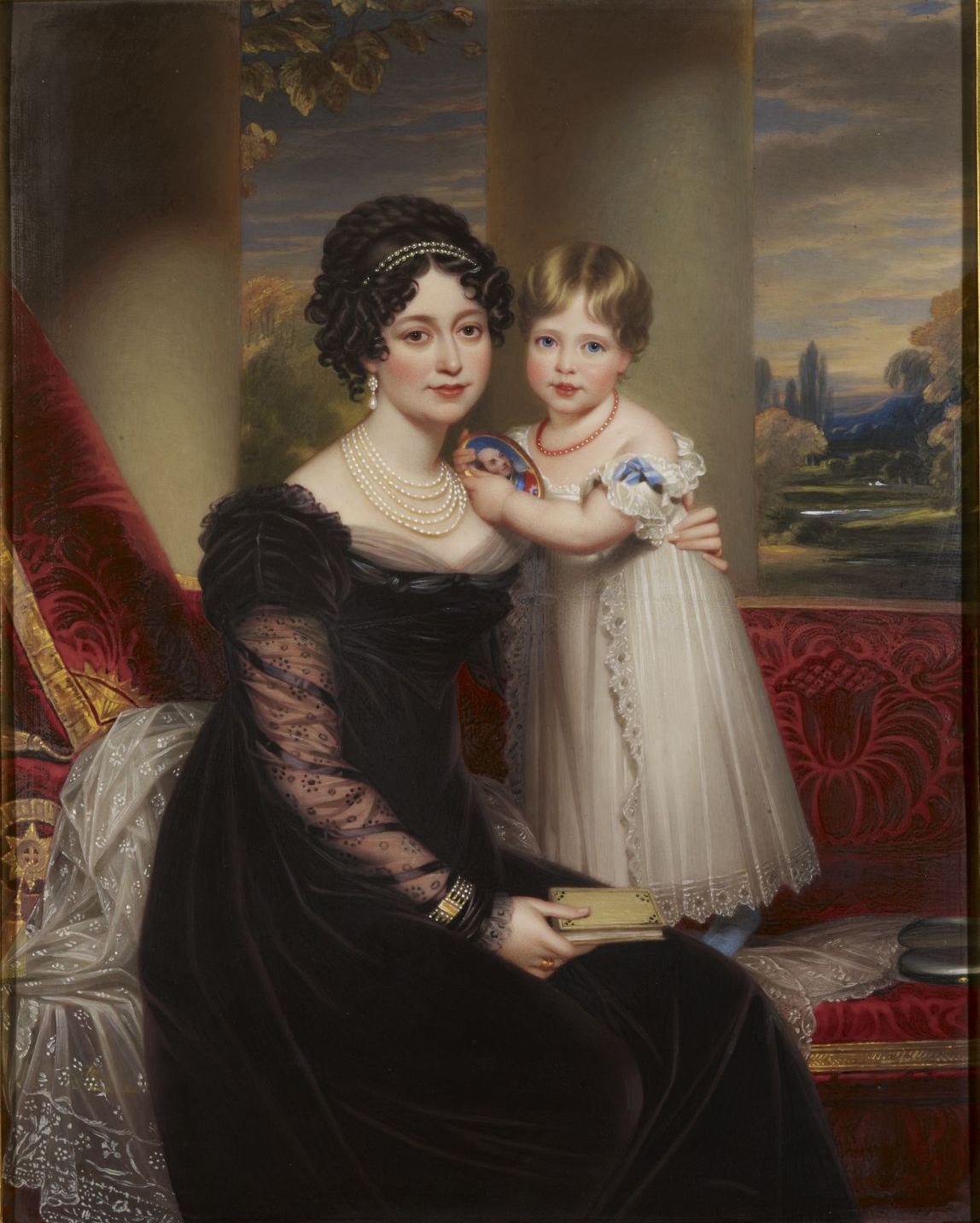
Retrato de Victoria, duquesa de Kent, junto con su hija, la princesa Victoria, realizado por Henry Bone, c. 1825.

Leopoldo permaneció en Gran Bretaña, aunque ya no ocupara una cargo oficial en la corte británica, pues Stockmar, que se convirtió en su secretario privado, le aconsejó no establecerse en el continente tras su viudez, pues sería difícil para la opinión pública inglesa aceptar que Leopoldo siguiese recibiendo su pensión anual de 50 000 libras pagadas por el gobierno británico para gastarla en otros lugares. Así permaneció en suelo británico durante catorce años. En el verano de 1819, Leopoldo visitó Escocia y el norte de Inglaterra. Allí pudo ver por sí mismo los resultados del prodigioso desarrollo de la revolución industrial, algo que recordará a lo largo de su vida.
Leopoldo ayudó a sus familiares en su ascenso a los diversos tronos europeos. En 1818, auspició el matrimonio de su hermana Victoria, viuda del príncipe Emico Carlos de Leiningen, con Eduardo, duque de Kent, hermano menor del príncipe regente. De esta unión, nació la futura reina Victoria del Reino Unido en 1819, quien quedó huérfana tras la muerte de su padre en 1820.
Las enormes deudas dejadas por el duque dejaron a su esposa con una situación económica comprometida, por lo que Leopoldo la acogió temporalmente, junto a su sobrina, en Claremont. Leopoldo solicitó a su suegro, el ahora rey Jorge IV, que le cediera unos apartamentos en el palacio de Kensington, para alojar allí a su hermana y a su sobrina, quienes residieron en dichas estancias durante varios años.
A menudo, Leopoldo tuvo una relación difícil con el rey, principalmente debido al apoyo que prestó a su esposa, Carolina de Brunswick, en el conflicto entre ambos. Aprovechando su situación libre de obligaciones, comenzó a viajar regularmente por Europa, visitando ciudades como Coburgo, Génova, Florencia, Roma, Nápoles, Viena, París o Silesia. 

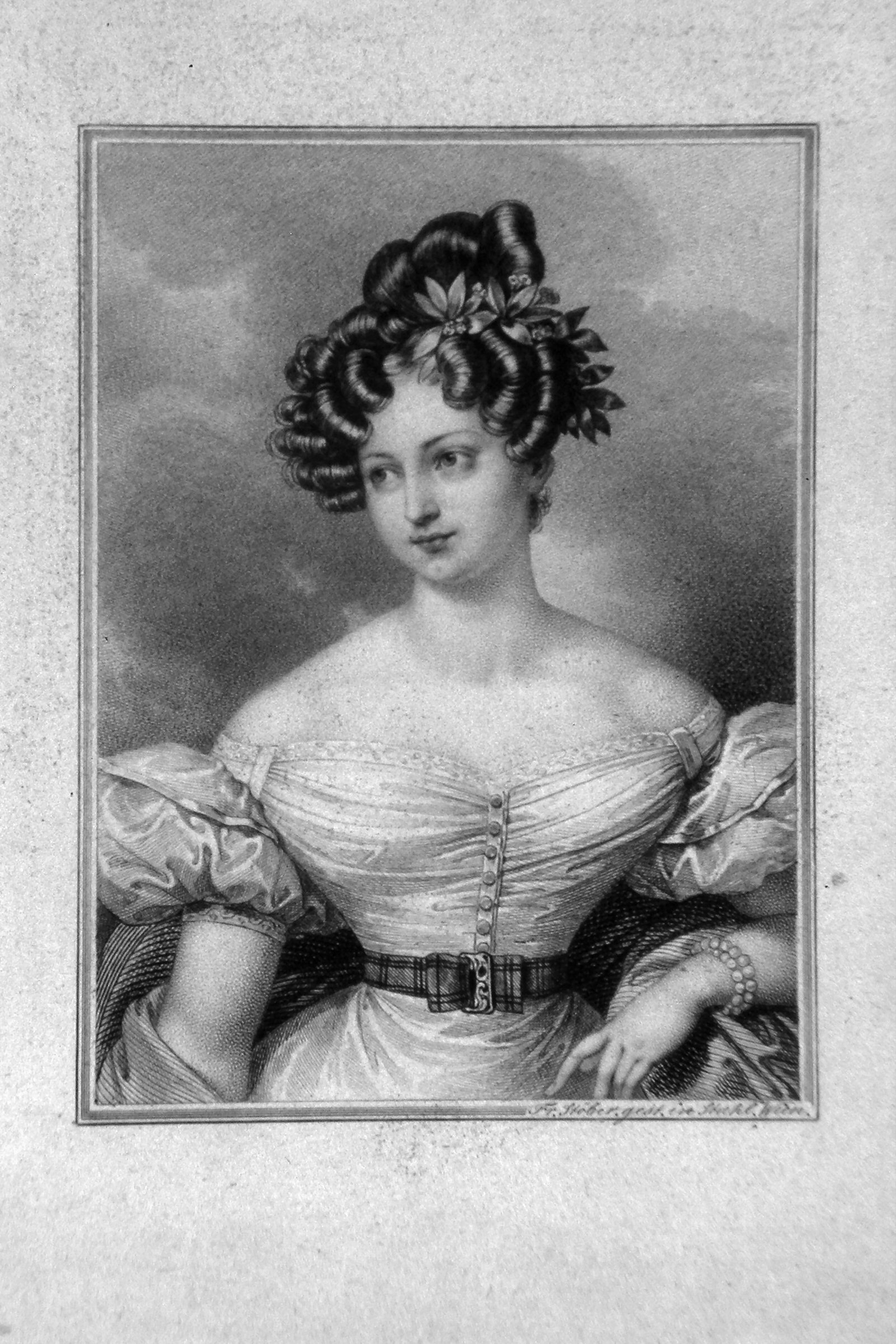
Caroline Bauer.

En Coburgo, Leopoldo adquirió el castillo de Niederfüllbach en 1819, que se comprometió a restaurar para que se convirtiera en su residencia en el ducado. Allí se reunía con su madre y su hermano Ernesto, que se casó con Luisa de Sajonia-Gotha-Altenburgo en 1817.
En 1825, la princesa Luisa heredó parte del ducado de Sajonia-Gotha, pero fue su marido quien tomó posesión de él, transformando el ducado de Sajonia-Coburgo-Saalfeld en el ducado de Sajonia-Coburgo y Gotha. La pareja tuvo dos hijos antes de divorciarse en 1826: Ernesto nació en 1818 y Alberto al año siguiente. Leopoldo jugaría un papel importante en el futuro del joven, quien se casaría con su prima, la futura reina Victoria.
Durante su estancia en París, algunos fervientes realistas, viendo el cariño con que era tratado por el rey Carlos X, sugirieron que se casara con la duquesa de Berry, también viuda. Sin embargo, Leopoldo no quiso casarse con la nuera del monarca francés y, además, no compartía las ideas de los legitimistas, que consideraba retrógradas.
Después de quedar viudo, Leopoldo tuvo varias, pero breves, aventuras sentimentales. La más larga fue con Caroline Bauer, una joven actriz y cantante que conoció en Potsdam en 1828, y a quien permaneció unido durante varios meses. La joven era sobrina de Christian Friedrich von Stockmar, asesor y secretario privado de Leopoldo, que se parecía mucho a su difunta esposa.
En mayo de 1829, Caroline se traslada a Inglaterra con su madre a una pequeña casa de campo cerca de Claremont House. Sin embargo, Leopoldo, le muestra indiferencia, por lo que, en junio de ese año, su relación se da por finalizada, con lo que la actriz y su madre regresaron a Berlín en 1830.
En sus memorias, publicadas de forma póstuma en 1881, Caroline afirma que se casó en secreto con el príncipe en un matrimonio morganático y que llevaba el título de condesa Montgomery. Leopoldo habría puesto fin al matrimonio cuando vio la posibilidad de convertirse en rey de Grecia. Sin embargo, nunca se ha podido descubrir ningún documento que confirme dicho enlace.

### Potencial soberano de Grecia
Tras la revolución griega, Reino Unido, Rusia y Francia buscan un monarca europeo para instalar en el trono heleno. El Protocolo de Londres estipulaba que el futuro soberano no podía ser elegido entre las familias reinantes en París, Londres o San Petersburgo.

#### Recepción de la corona de Grecia

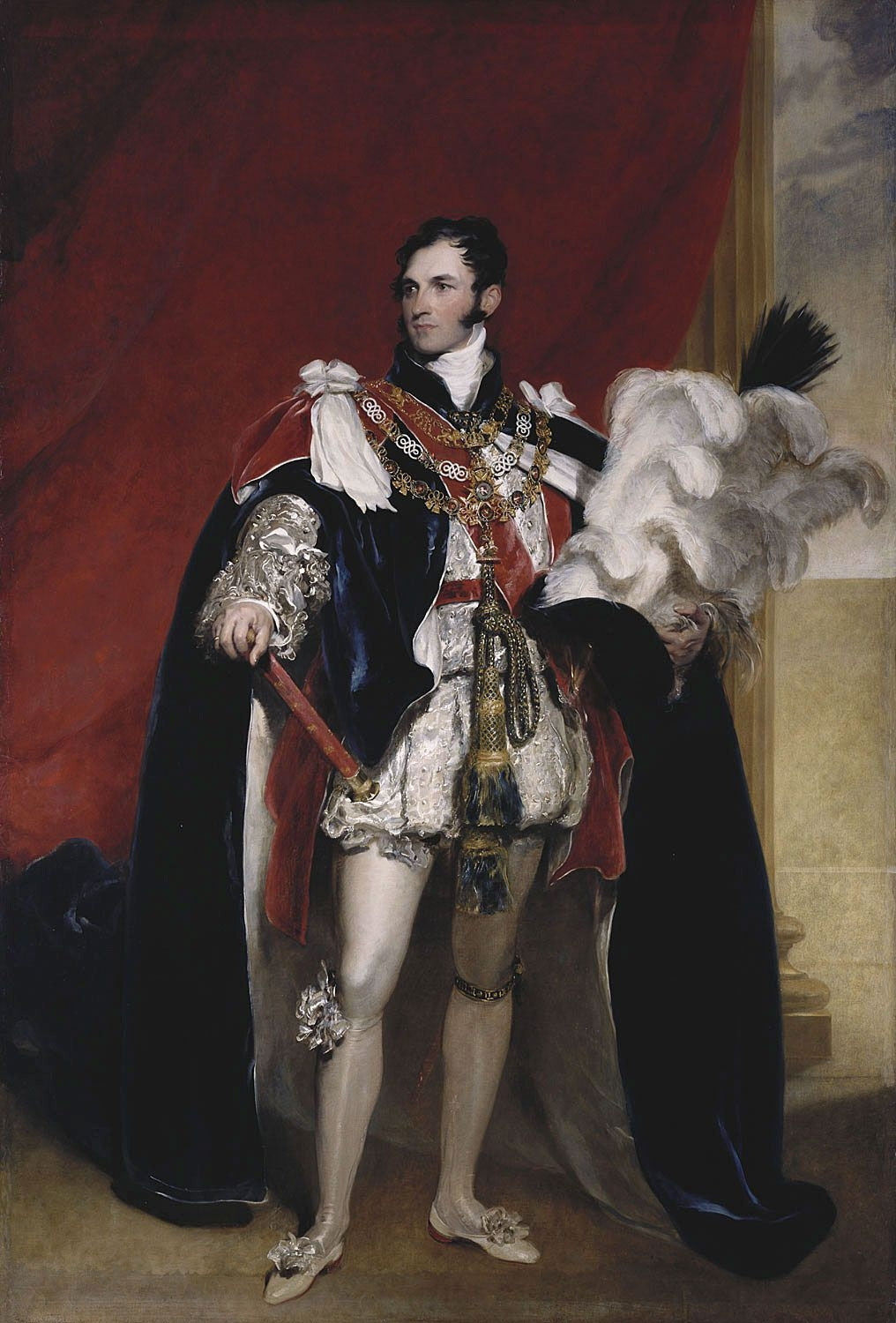
Retratado por Thomas Lawrence, vestido con el uniforme ceremonial de la Orden de la Jarretera, c. 1830.

Leopoldo no tenía ningún cargo oficial en su país adoptivo y no se le consideraba miembro de pleno derecho de la casa de Hannover. Gozaba de una buena reputación, reforzada por su pasado como general en el ejército ruso y sus vínculos con muchas cortes europeas. En la propia Grecia, su nombre se menciona regularmente en los círculos anglófilos. Sin embargo, mantenía una relación fría con su suegro, Jorge IV, por lo que luchó por encontrar apoyo dentro del gobierno británico, que aceptó su candidatura de forma tibia y le pidió, a cambio, que renunciara a todas sus posesiones inglesas.
Después de recibir la aprobación del duque de Wellington y su gabinete, el Leopoldo aceptó la oferta que se le hizo el 11 de febrero de 1830.
Sin embargo, para asegurarse la mejor posición posible en Grecia, exigió una serie de condiciones a su aceptación del trono. Pidió a las potencias que se comprometieran a proteger al país helénico de cualquier agresión externa y exigió que esta medida se extendiera a Samos y Creta, cuyas poblaciones desempeñaron un papel importante en la guerra de independencia. El príncipe también quiso que la frontera greco-otomana fuera alterada ligeramente a favor de Grecia en el valle del Aspropótamos y que las potencias le ofrecieran una asistencia financiera y militar sustancial hasta que el estado se reorganizase por completo.
Los representantes de las potencias aceptaron la mayoría de sus peticiones, asegurándole el deseo de sus gobiernos de proteger a los cristianos de la región del mar Egeo, así como a los de Grecia. También, se le prometió la entrega de préstamos suficientes para permitirle reorganizar el ejército helénico y propusieron mantener a las tropas francesas de la expedición de Morea en Grecia durante el tiempo que Leopoldo considerara necesario. Por otro lado, insistieron en la imposibilidad de revisar las fronteras entre Grecia y la Sublime Puerta.
Una vez convenidos los acuerdos, las potencias están convencidos de que han superado la renuencia del príncipe de Sajonia-Coburgo y Gotha. El 20 de febrero de 1830, firmaron un nuevo protocolo internacional, que otorgó a Leopoldo el título de "Príncipe Soberano de Grecia". Unos días más tarde, el 28 de febrero, Leopoldo aceptó oficialmente la corona griega.

#### Exigencias de Grecia y renuncia

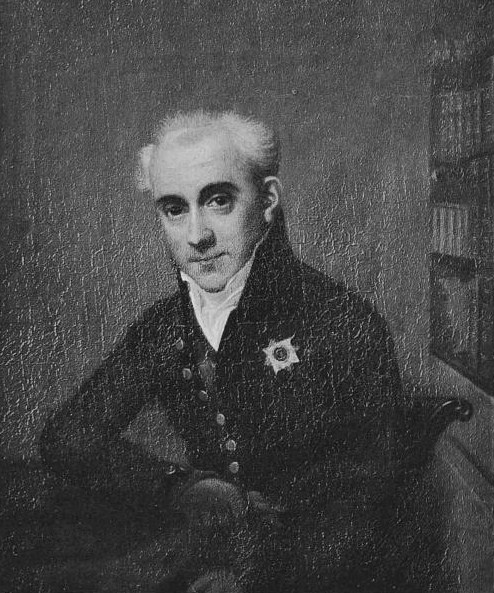
Ioannis Kapodistrias.

Después de haber aceptado el trono griego, Leopoldo informó al conde Ioannis Kapodistrias, gobernador de la Grecia independiente. En su carta, el príncipe le pedía asistencia y consejo, pero la respuesta recibida (fechada el 6 de abril) no es probable que lo tranquilizase.
Con la posible intención de desalentar al candidato, Kapodstrias insistía en el descontento causado en Grecia por la delimitación de la frontera con el Imperio Otomano y sugería que el príncipe tenía la obligación de hacer que la Asamblea Nacional las ratificara. El político también insistió en el deseo de los griegos de ver a su nuevo gobernante abrazar la fe ortodoxa, algo que no gustaba a Leopoldo.
El 22 de abril de 1830, el Senado de Grecia redactó un memorándum dirigido a Leopoldo, en el que se acogía con beneplácito su elección, al tiempo que le presentaba las demandas del pueblo helénico. En este documento, la asamblea insistía en la injusticia de la frontera impuesta por las grandes potencias, en la reivindicación de Samos, Creta y Psará, en la cuestión de las finanzas del país y en la de la religión del soberano.
Desde Inglaterra, Leopoldo empleó toda su influencia para apoyar las demandas griegas. Así, logró aumentar el préstamo concedido por las potencias a la nación helénica de 12 000 a 60 millones de francos. Por otro lado, no pudo cambiar las fronteras con el Imperio Otomano y no logró incorporar Creta al reino. En estas circunstancias, al considerar que su posición frente al pueblo griego era demasiado precaria, informó a los representantes de las potencias el 21 de mayo de 1830 que optaba por renunciar al cargo que se le había confiado y abandonó sus pretensiones a la corona helénica.
Tomando nota de la renuncia de Leopoldo, las potencias decidieron empezar a buscar otro candidato al trono de Grecia. Los representantes de Francia y Rusia pidieron al Senado que se pronunciara sobre una posible candidatura. Este, sin embargo, se limitó a expresar su plena confianza en la justicia y sabiduría de los Aliados, cuya decisión final esperaba como decreto de la Providencia. Sin embargo, el estallido en Francia de la revolución de julio de 1830 disminuyó el interés de las grandes potencias por el destino de la nación helénica. Finalmente, en mayo de 1832, la corona griega sería ocupada por el príncipe Otón de Baviera, quien gobernó hasta que finalmente fue depuesto en octubre de 1862.

### Rey de los Belgas

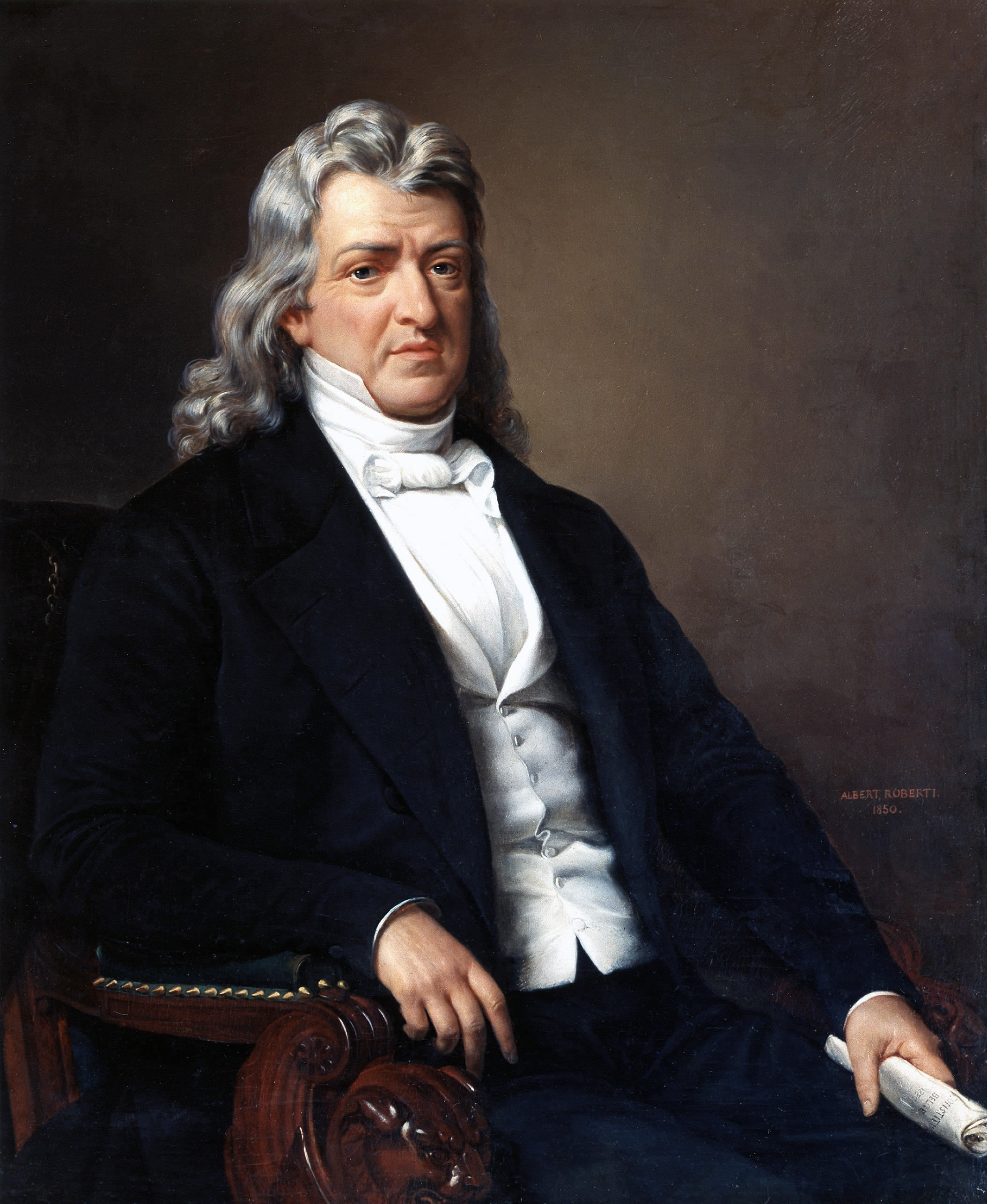
Erasmo Luis Surlet de Chokier.

En Bélgica, el Congreso Nacional proclamó la independencia el 4 de octubre de 1830, después de la Revolución belga contra los Países Bajos. Fue reconocido internacionalmente el 20 de diciembre de 1830. La elección de candidatos para el trono belga fue uno de los temas más controvertidos al que tuvieron que enfrentarse los revolucionarios. El Congreso se negó a considerar a ningún candidato de la casa reinante neerlandesa de Orange-Nassau. Algunos orangistas esperaban ofrecer el puesto al rey Guillermo I o su hijo, el príncipe de Orange, lo que llevaría a Bélgica a una unión personal con los Países Bajos como en el caso de Luxemburgo. Las grandes potencias se mostraron preocupadas de que la nacionalidad del candidato arriesgara a desestabilizar el equilibrio internacional y presionaron por un candidato neutral. 

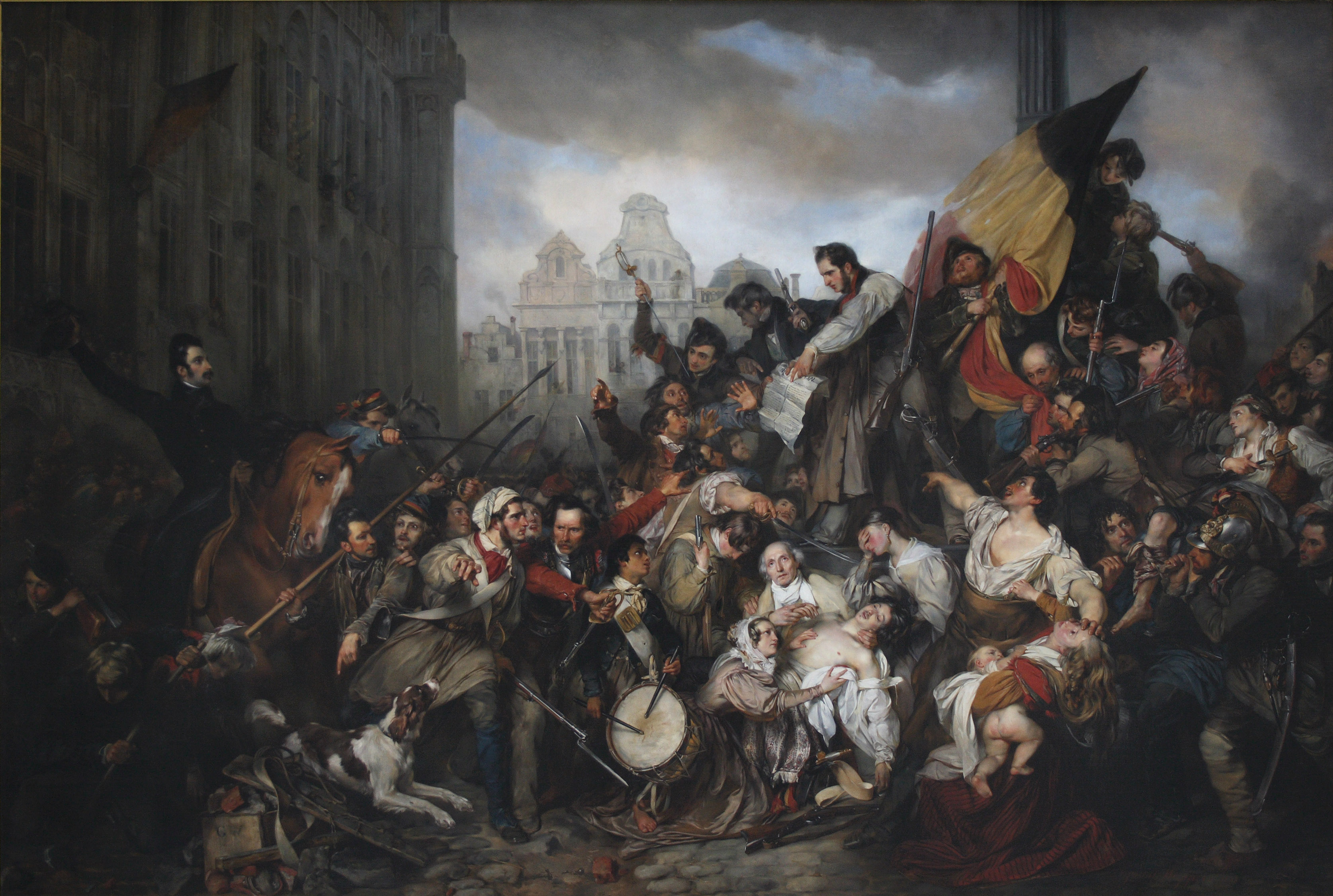
Episodio de la Revolución belga de 1830, de Gustaf Wappers, Museos Reales de Bellas Artes de Bélgica, Bruselas.

El congreso Nacional consideró que los tres candidatos más viables eran Eugène de Beauharnais, un noble francés e hijastro de Napoleón; Augusto de Beauharnais, hijo de Eugene; y Luis de Orleans, duque de Nemours, segundo hijo de Luis Felipe I, que acababa de ser elegido rey de los Franceses por el Parlamento. Todos los candidatos eran franceses y la elección entre ellos se basaba principalmente en la preferencia entre bonapartismo y la monarquía de julio de Luis Felipe. El monarca francés alegó su disgusto porque se considerase cualquier candidato bonapartista, lo que podría ser visto como una amenaza contra él. Pero su hijo también sería inaceptable para otras potencias europeas, como Gran Bretaña, que sospechan de las intenciones francesas y Luis Felipe rechazó el título en nombre de su hijo por temor a iniciar un conflicto. Sin una opción definitiva a la vista, católicos y liberales se unieron para proclamar regente a su presidente, Erasmo Luis Surlet de Chokier, un noble belga, para ganar más tiempo para tomar una decisión definitiva.

#### Elección y proclamación

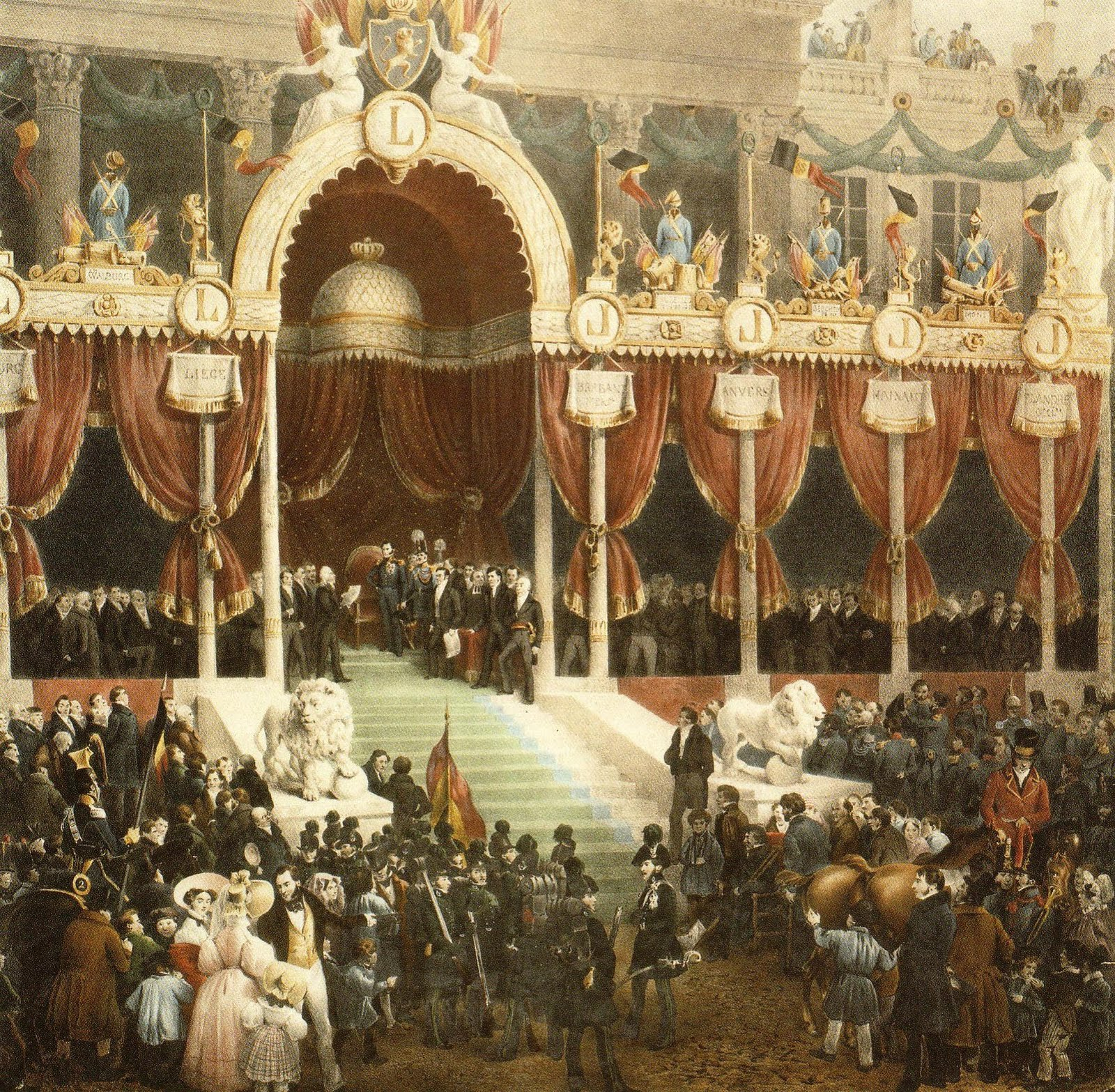
Leopoldo tomando juramento en su proclamación como rey de Bélgica. Obra de Gustave Wappers.

El Congreso belga, que lo conoce por su pasado militar, propone a Leopoldo como rey, después de lograr el visto bueno de Francia y Gran Bretaña. Se envía a Londres una delegación belga formada por personalidades elegidas para una imagen de unidad nacional, y es recibida por Leopoldo en Marlborough House el 22 de abril de 1831. El 4 de junio de 1831, Leopoldo fue elegido por 152 votos de entre 196 votantes. Para aceptar exige que se liquiden las deudas de Bélgica y se formalicen sus fronteras. En la conferencia de Londres, obtuvo el Tratado de los 18 Artículos, aceptado por el Congreso el 9 de julio de 1831. Este tratado es un reconocimiento de la separación de Bélgica y los Países Bajos. Abría la posibilidad de una compra de Luxemburgo por Bélgica y la cesión de una parte de Limburgo a cambio de territorios sin litoral que no formaban parte de las Provincias Unidas antes de 1790.
Al aceptar el trono de Bélgica en junio de 1831, Leopoldo abandonó Gran Bretaña para siempre y pidió no recibir más rentas del parlamento británico. Confió Claremont House a una comisión, que mantenían la casa, el jardín y el parque. 

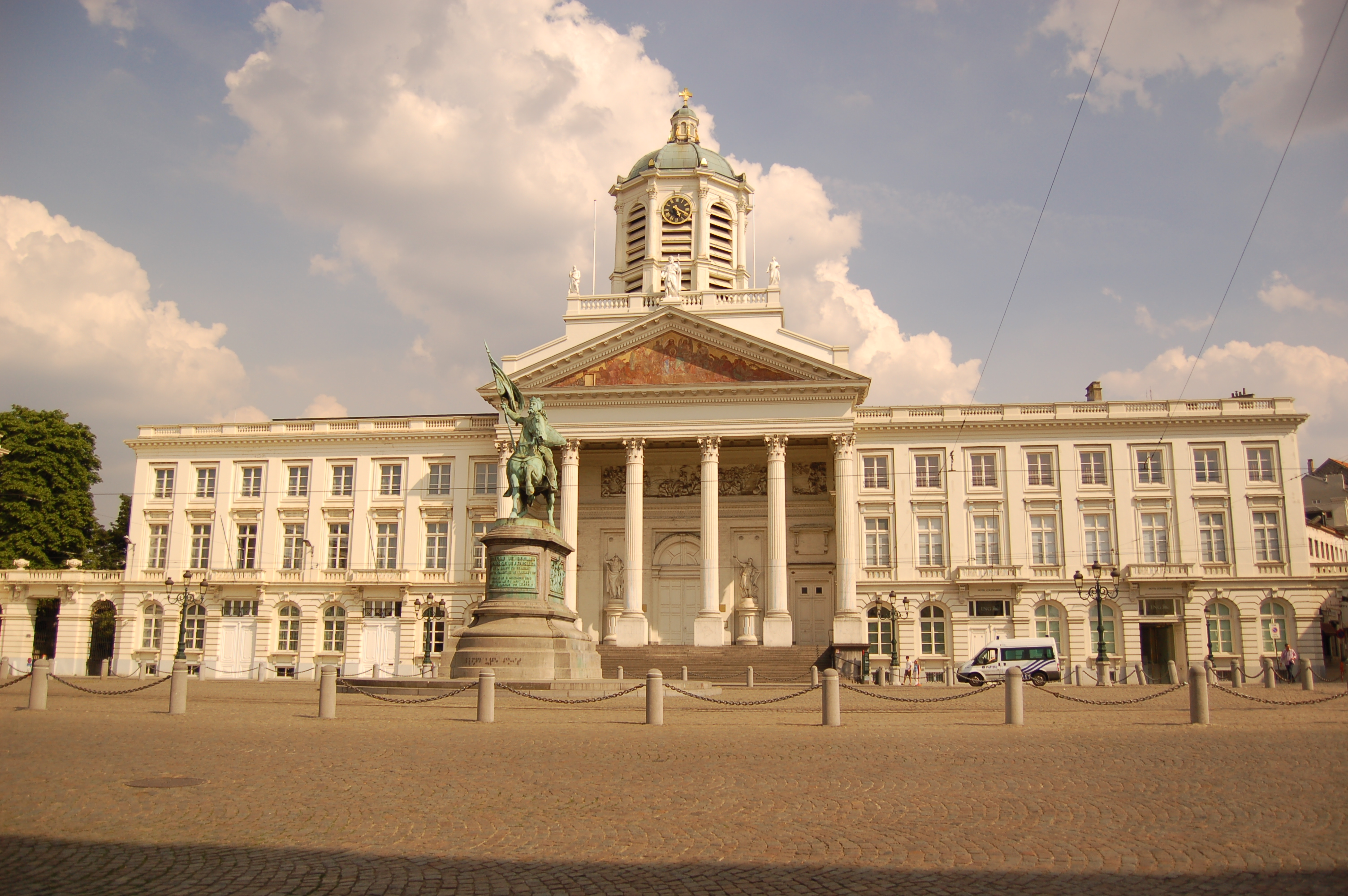
Place Royal de Bruselas.

Oficialmente rey desde el 26 de junio de 1831, Leopoldo se embarcó el 16 de julio a bordo del yate real Crusader, que lo llevó de Dover a Calais. Al día siguiente, se trasladó a Dunkerque y entró en Bélgica a través por La Panne. En las ciudades por donde pasó Leopoldo tuvo un gran éxito entre la ciudadanía: Ostende, Brujas e incluso Gante, que se consideraba un feudo orangista. En la noche del 19 de julio, cuando el rey se acercaba a Bruselas se encontró con las ovaciones de una multitud que seguía creciendo. Luego se quedó en el castillo de Laeken. El 21 de julio, vestido con el uniforme de general del ejército nacional, entró en Bruselas a caballo. En la Place Royal se erigió una plataforma en las escalinatas de la Iglesia de Santiago de Coudenberg. Leopoldo ocupa su lugar allí, escuchando los discursos habituales antes de la presentación de la Constitución. El congresista Jean-Baptiste Nothomb registra el juramento. Leopoldo juró respetar las libertades del pueblo belga y se convirtió en el primer rey de los belgas.
Leopoldo explica sus objetivos: "He venido aquí a trabajar por el bienestar de este país y a preservar, mediante mi aceptación de la corona, la paz de Europa. Cualquier cosa que pueda contribuir a estas dos cosas, la haré. Cualquier cosa más allá de eso sería nefasta".

#### Consolidación de la independencia

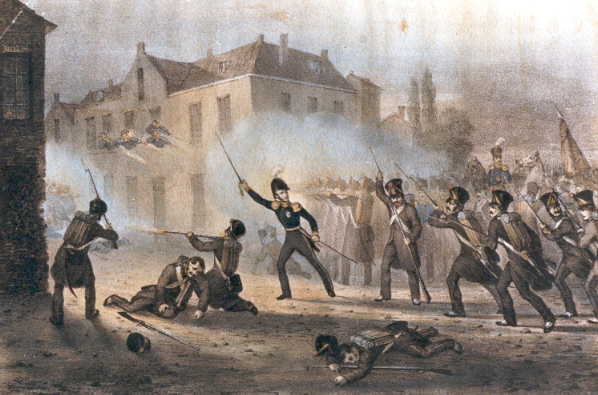
El príncipe de Orange a la cabeza del ejército neerlandés en la Campaña de los Diez Días, combatiendo en Ravels,.

Aunque la Constitución asignaba el mando del ejército al rey de forma honorífica, a su llegada a Bélgica, Leopoldo afirmó que él dirigiría personalmente el ejército si Bélgica fuera atacada. Estas declaraciones fueron muy bien recibidas, pues lo cierto era que el rey tenía una experiencia militar que pocos generales belgas podían reclamar.
El 2 de agosto de 1831, mientras entraba en Lieja, los Países Bajos reanudaron la guerra contra Bélgica. A través de Joseph Lebeau, Leopoldo pidió ayuda a Francia y Gran Bretaña, ya que la constitución le prohibía el uso de fuerzas extranjeras sin la autorización del parlamento (que aún no había sido elegido). Él mismo defendió el camino a Bruselas.
El ejército belga fue derrotado por un ejército neerlandés que lo superaba en potencia de fuego y que, con meticulosos preparativos, solo encontraron una pequeña resistencia local. Sin embargo, con el anuncio de la llegada de tropas francesas, los neerlandeses acabaron por retirarse. Gran Bretaña, por otro lado, se abstuvo de intervenir para rescatar a los belgas.
La actitud del nuevo soberano durante este episodio le valió muchos elogios de la prensa. Así es como se lee en L'Indépendance belge: "El rey de los belgas,[...] mostró gran compostura y temeridad. Siempre en los lugares más peligrosos, a menudo se veía obligado a realizar tanto las funciones del generalísimo como de las de teniente". Pero al día siguiente, el mismo periódico publicó algunas críticas: "[...] la posición de nuestras tropas lo arregló todo, pero lo menos reparable es el fracaso que sufrieron los belgas para la opinión de Europa". Después de esta desastrosa campaña, el rey reorganizó la defensa nacional, la única manera de hacer oír la voz de Bélgica en el concierto europeo. La Guardia Cívica fue licenciada, el ejército fue puesto en pie de guerra y una ley fijó los efectivos en 80 000.

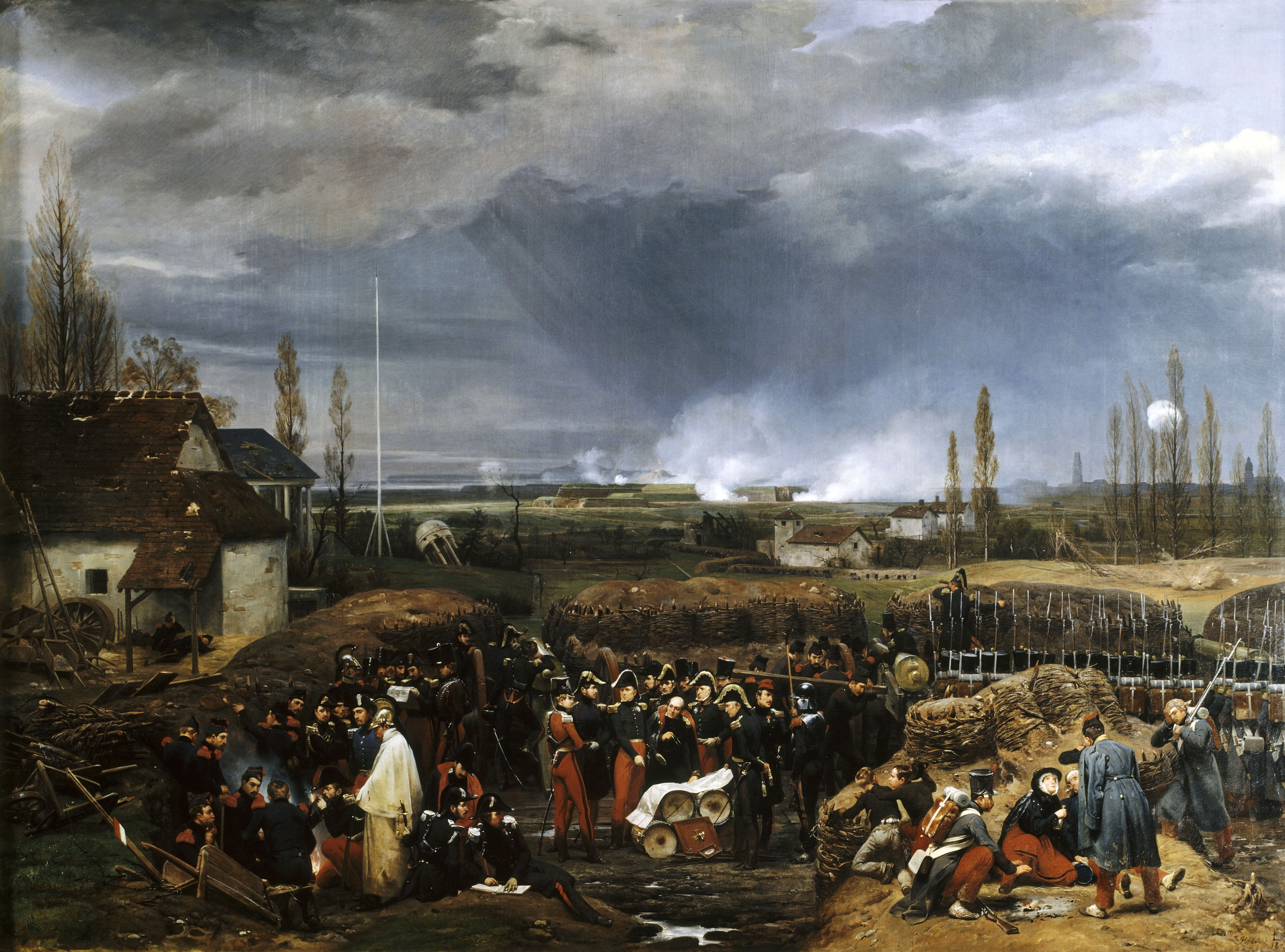
El sitio de la ciudadela de Amberes por Horace Vernet (1840).

Cuando los neerlandeses abandonaron Bélgica al final de la campaña de los Diez Días, dejaron una guarnición ocupando la ciudadela de Amberes. El Ejército del Norte, una fuerza expedicionaria francesa que había derrotado al ejército neerlandés el año anterior, regresó a Bélgica en noviembre de 1832 y sitió la ciudadela de Amberes. Desde allí, el general neerlandés David Chassé bombardeó la ciudad con bombas incendiarias, quemando cientos de casas y matando a muchos civiles. Hasta ese momento, los voluntarios belgas se habían mantenido alejados de los combates, mientras que el reciente ejército belga regular defendía los diques del Escalda, impidiendo que el enemigo los destruyera. El general Haxo, un especialista francés en asedios militares, tardó 24 días en hacer que los neerlandeses claudicaran. Los Países Bajos se rindieron el 23 de diciembre de 1832.
Sin embargo, a pesar de su derrota en Amberes, los Países Bajos todavía se niegan a reconocer el Tratado de los XXIV Artículos. En febrero de 1833, Francia y Gran Bretaña propusieron al rey de los Países Bajos levantar el embargo de sus costas y la evacuación recíproca de los territorios ocupados para la libre navegación en el Mosa y el Escalda. En su obstinación de no conceder nada, el rey Guillermo fue abandonado por sus aliados y finalmente aceptó en mayo de 1833 una solución provisional que implicaba el levantamiento del embargo y el statu quo de la ocupación de los territorios en disputa. Entonces, el Tratado de Zonhoven entre Bélgica y los Países Bajos regula la anexión de Maastricht por los neerlandeses y el libre acceso al Mosa, que no satisfacía a Leopoldo, porque nada estaba definitivamente resuelto.

#### Disturbios anti-orangistas

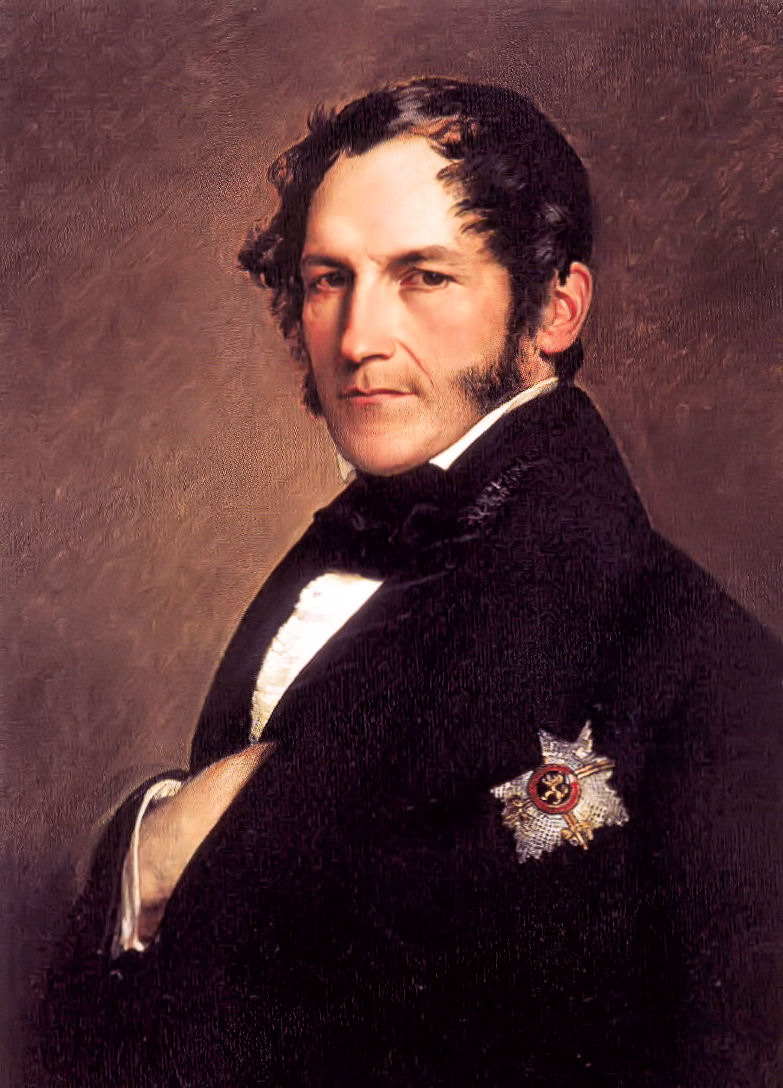
El rey Leopoldo I, retratado por Franz Xaver Winterhalter en 1839.

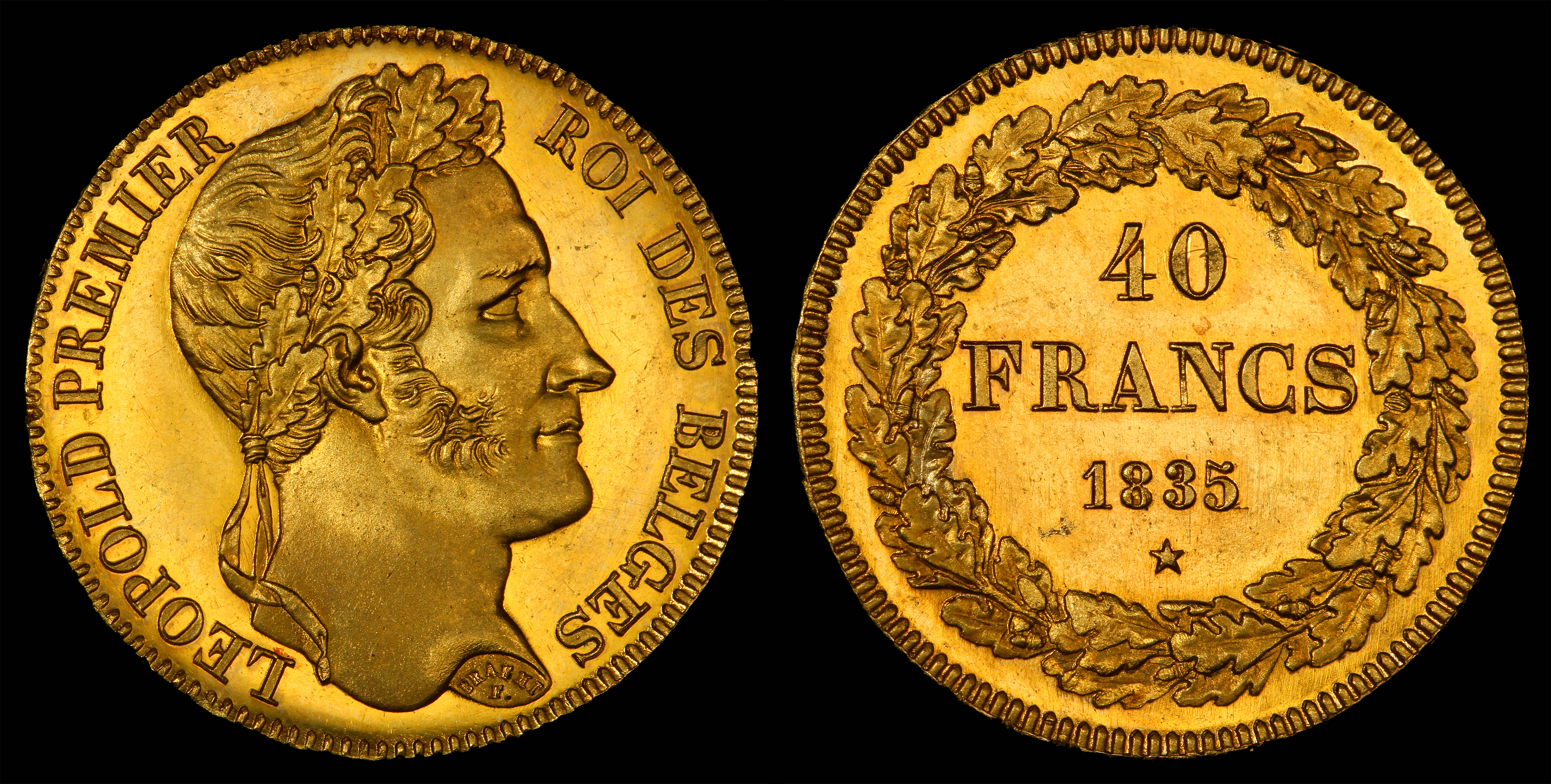
Moneda de 40 francos belgas con la efigie de Leopoldo I (1835).

En abril de 1834, estallaron disturbios anti-orangistas en Bruselas. Los sementales del príncipe de Orange, quien poseía un establo en Tervuren, y que habían sido incautados por la autoridad revolucionaria de 1830, se vendieron públicamente en beneficio del tesoro. Pero el príncipe aún contaba con bastantes partidarios, que crearon una lista de suscripción para adquirir estos caballos y devolverlos al príncipe de Orange. Entonces estalló un motín contra los Orangistas y a favor del rey Leopoldo el 6 de abril, y algunos palacios de la aristocracia orangista fueron saqueados: los hoteles de Ligne, Ursel, Trazegnies, Marnix... El propio rey decide salir a caballo y, seguido por algunos oficiales, llegó a la rue Ducale. La multitud, impresionada por su severa calma, le deja paso. Con unas pocas frases, el rey logra dispersarlos. El orden parece recuperarse, pero tan pronto como el soberano se marcha, el hotel en Trazegnies es presa de los saqueadores. Los refuerzos militares aparecen a las cinco y al caer la noche, el ejército tiene controlada la situación. Son 17 las casas saqueadas, 115 arrestos y siete heridos. En los días siguientes, el ministerio redactó una ley que reprimía las iniciativas orangistas. El 16 de mayo de 1834, el gobierno presentó un proyecto de ley que castiga cualquier propaganda a favor de la casa de Nassau.
Los enfrentamientos diplomáticos siguen a los militares. Los primeros años del reinado de Leopoldo estuvieron marcados por las negociaciones sobre las condiciones para la plena independencia de Bélgica. El rey se hace cargo de estas discusiones diplomáticas, dejando a un lado al ministro de Relaciones Exteriores. Al no poder recuperar el sur de Limburgo, a través del cual iría el ferrocarril que conduce al Rin, obtiene una parte más favorable de la deuda del Reino Unido de los Países Bajos, consiguiendo que baje la participación belga de 8 400 000 a 5 400 000 florines.
No fue hasta 1839 que la independencia belga fue definitivamente garantizada gracias a la ratificación por los Países Bajos del Tratado de los XXIV Artículos, que estableció la independencia del nuevo reino belga y su perpetua neutralidad. En cuanto a la frontera definitiva entre Bélgica y los Países Bajos, fue fijada el 8 de agosto de 1843 por el Tratado de Maastricht.

#### Segundo matrimonio y familia

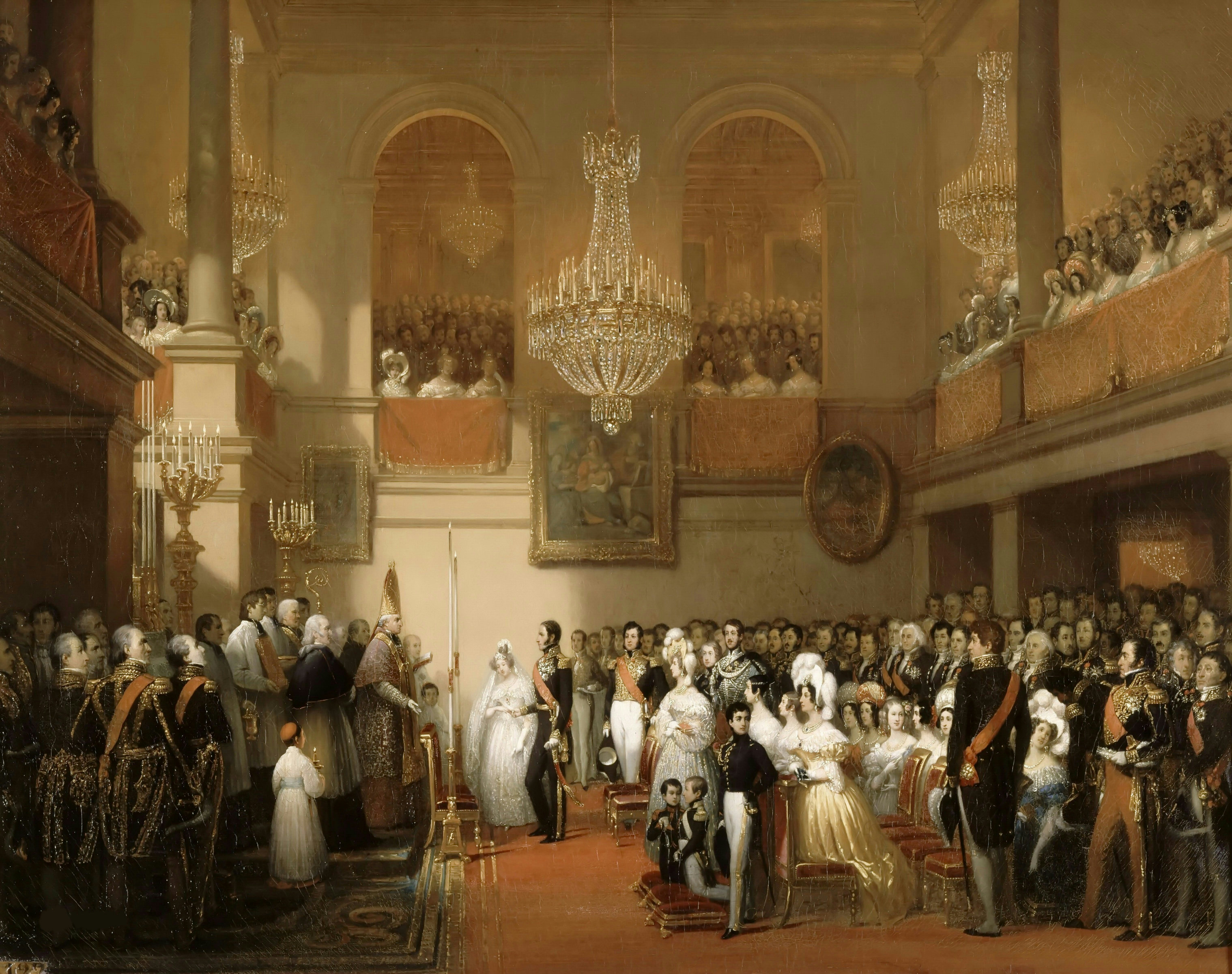
Matrimonio de Leopoldo I con Luisa de Orleans. Obra de Joseph-Désiré Court, 1832.

Al estar el rey viudo y sin descendencia, la sucesión dinástica se convirtió en una cuestión principal.
La necesidad de consolidar la independencia de Bélgica pasaba por una buena elección de la primera reina de los belgas. Con el fin de fortalecer los lazos con Francia, y en agradecimiento por su papel en la Campaña de los Diez Días, Leopoldo piensa en casarse con una princesa francesa. Después de una larga negociación con el rey Luis Felipe I, se casó con su hija, la princesa Luisa María de Orleans, el 9 de agosto de 1832 en el palacio de Compiègne.
La boda incluía una ceremonia civil, una celebración católica y una bendición luterana. Aunque fue un matrimonio de Estado, Luisa se consideró feliz con Leopoldo, y lo ayudaba discreta y eficazmente en sus labores políticas y diplomáticas. Leopoldo depositó tanta confianza en su nueva esposa que propuso al gobierno, antes de embarcarse en un largo viaje, delegarle sus poderes. Sin embargo, el gobierno mostró una oposición unánime, de manera que el rey no insistió.
El matrimonio tendría cuatro hijos:
- Luis Felipe Víctor Ernesto de Bélgica (24 de julio de 1833-16 de mayo de 1834) primer hijo, muerto antes de su primer cumpleaños de una inflamación de las mucosas.
- Leopoldo Luis Felipe María Víctor de Bélgica (9 de abril de 1835-17 de diciembre de 1909), futuro rey de los belgas.
- Felipe Eugenio Fernando María Clemente Balduino Leopoldo Jorge de Bélgica, (24 de marzo de 1837-17 de noviembre de 1905) conde de Flandes y padre del rey Alberto I.
- María Carlota Amelia Augusta Victoria Clementina Leopoldina de Bélgica (7 de junio de 1840-19 de enero de 1927), emperatriz consorte de México, esposa de Maximiliano I.

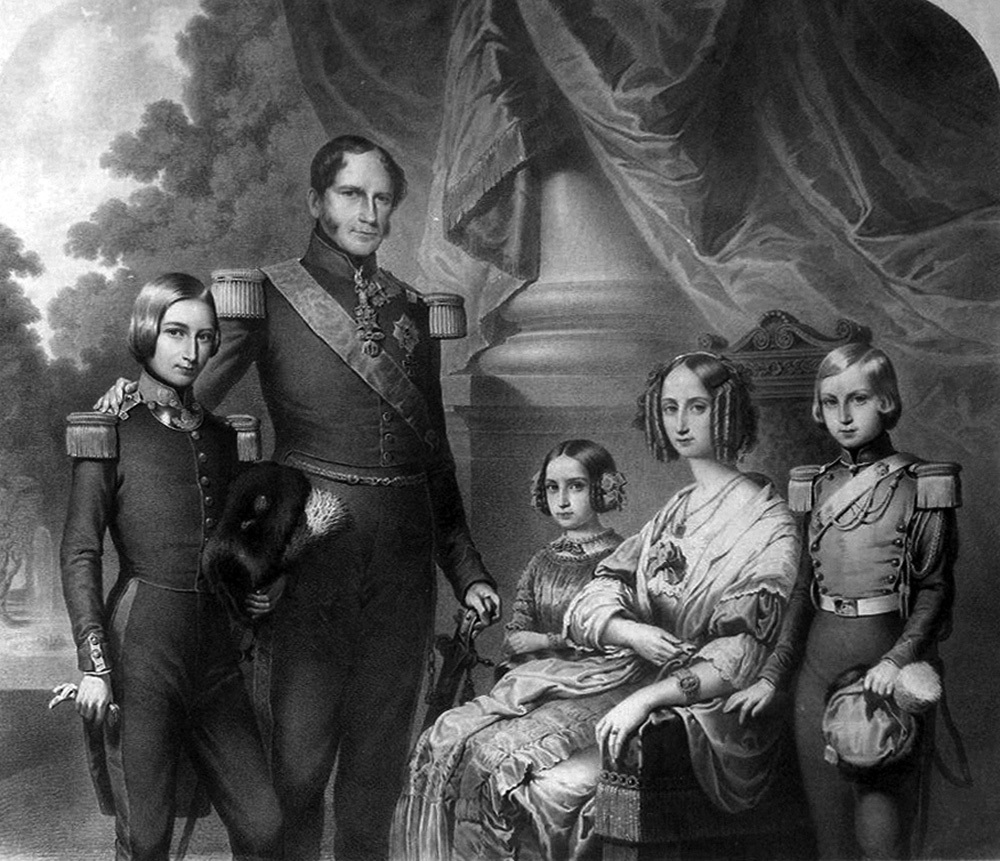
La familia de Leopoldo I, grabado de Charles Baugniet, c. 1850.

De las tres residencias reales que se pusieron a su disposición: en Amberes, el Palacio Real de Bruselas y el Castillo Real de Laeken, Leopoldo prefería esta última porque le recordaba más a Claremont House. Aparte del personal doméstico, la pareja real vivía allí sin cortesanos: "El rey, su perro y yo vivimos solos en el palacio", dijo la reina Luisa. La vida en Laeken está totalmente regulada. El rey se levantaba bastante tarde y desayunaba alrededor de las 10 a. m. con la reina, después de que ella hubiera oído misa. Luego leían el correo de París que Luisa está esperando porque recibía muchas cartas de su familia y cenaban a las cinco y media. Luisa mantuvo una vida recluida, abstraída e ignorada por los belgas, que la veían como una extranjera. La condesa de Merode, Louise-Jeanne de Thezan de Poujol, y una de sus damas de compañía esperan a la reina en la sala de estar. En la habitación de al lado, el rey jugaba al billar. Recibía a muchos, pero siempre a la misma gente: políticos, altos funcionarios, miembros de la colonia inglesa, porque la aristocracia belga seguía siendo orangista al comienzo del reinado.

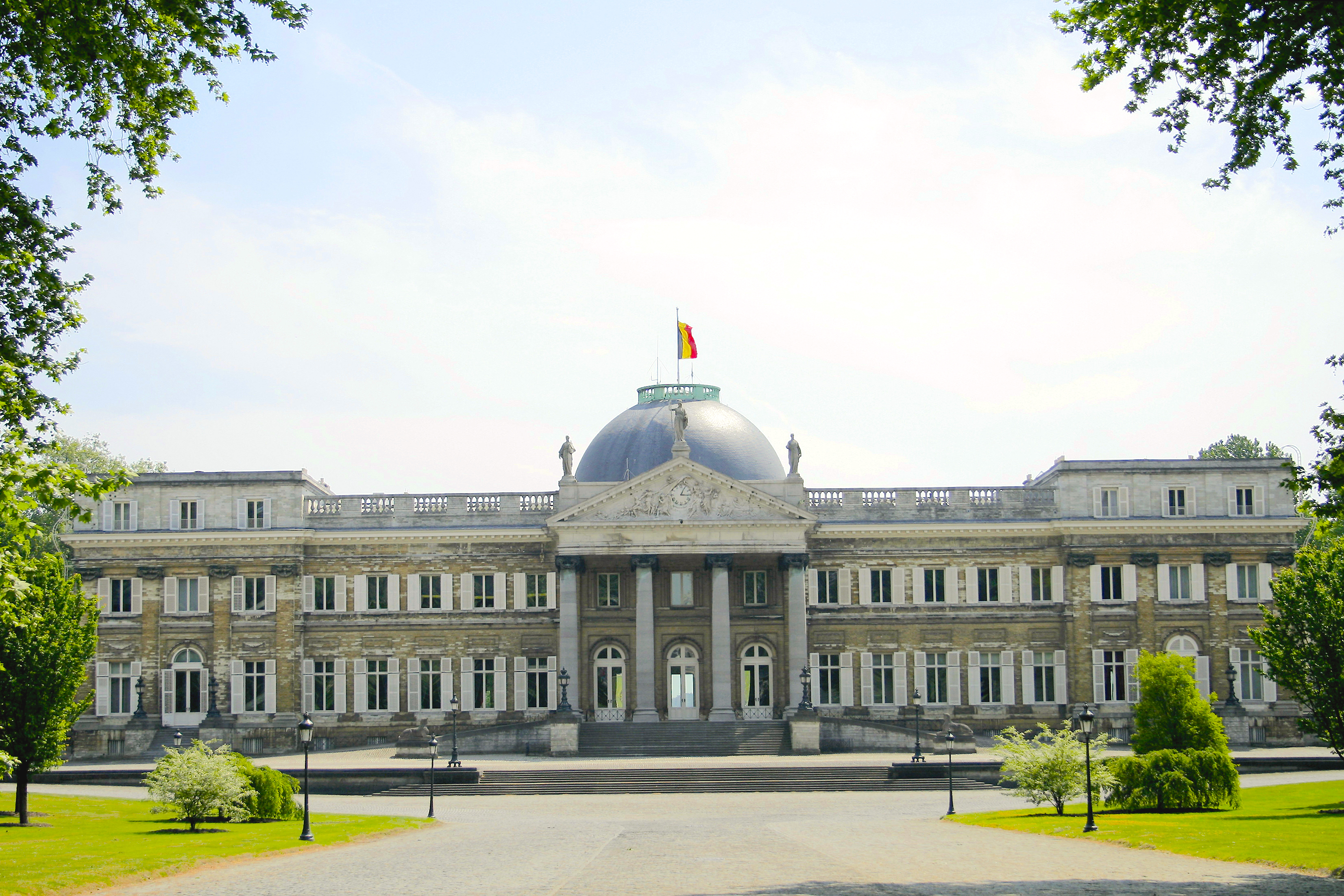
Castillo Real de Laeken.

La reina Luisa murió prematuramente el 11 de octubre de 1850, y el rey se vio muy afectado: "Durante 18 años, Luisa fue una verdadera amiga y es realmente imposible obtener una imagen precisa de su amor y devoción. [...] Es una gran pérdida, porque nuestra amistad fue francamente cordial y nunca tuvimos problemas, durante 18 años, ni por un momento". La atmósfera cambia radicalmente en la corte de Bruselas. Los príncipes, apenas adolescentes, sufrieron la ausencia de su madre y a menudo son dejados a su libre albedrío. Fue la reina quien personalmente educó a sus hijos y hacía de vínculo entre los tutores y el rey. Este último, que ya tiene sesenta años, se volvió cada vez más taciturno y distante con su familia. Es más, el rey a menudo se comunicaba con sus hijos de manera epistolar, en francés o alemán. Leopoldo mantuvo el contacto con la condesa Denise d'Hulst, amiga de la difunta reina, y tutora de su hija Carlota, pero sus hijos Leopoldo y Felipe sufrieron una gran falta de orientación pedagógica y emocional y se rebelaban regularmente contra cualquier autoridad que no fuera la paterna. Sin embargo, los sermones epistolares de su padre no conseguían corregir sus caracteres.

#### Arcadie y los barones von Eppinghoven

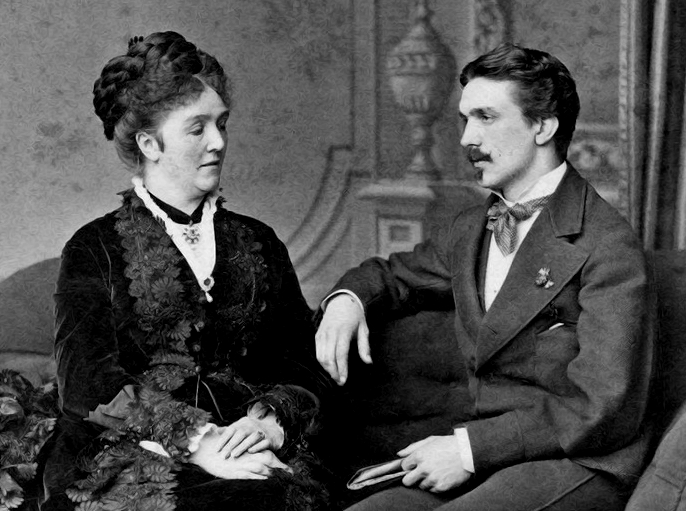
Arcadie Claret y su hijo, Arturo von Eppinghoven, en 1877.

En 1844, Leopoldo conoció a Arcadie Claret, de 18 años, hija de un oficial del ejército belga. Muy rápidamente comenzaron una relación. Con el fin de proteger a su amante, Leopoldo la animó a contraer un matrimonio pantalla. En 1845, Arcadie se casó con Frédéric Meyer, mayordomo de los establos reales, quien accedió a desempeñar el papel de marido, por una compensación económica, antes de regresar a Coburgo y así dejar que Leopoldo y Arcadie mantuvieran su relación.
La joven se instaló en un hotel de la Rue Royale de Bruselas, cerca de palacio. La prensa se hace eco de esta relación adúltera. Arcadie apenas se esconde y se mueve en lujosas calesas. Los rumores sobre la mala salud de la reina Luisa se suman al resentimiento popular. Claret es abucheada por la ciudad, mientras que las ventanas de su hotel son destrozadas. Presionado por sus asesores que sugirieron discreción, el rey decidió finalmente escribir a su amante, sugiriendo más moderación en sus salidas. En octubre de 1850, dejó el país y se trasladó a Alemania. Cuando regresó a Bélgica, pocos meses después de la muerte de la reina, el rey la instaló en el castillo de Stuyvenberg, a poca distancia de Laeken.
Leopoldo tuvo dos hijos con su amante: Jorge Federico (1849-1904) y Arturo (1852-1940), ambos titulados en 1862 barones von Eppinghoven. Estos títulos fueron concedidos por el duque Ernesto II de Sajonia-Coburgo-Gotha, sobrino de Leopoldo. Varios periódicos informaron de un matrimonio morganático del rey, pero estas afirmaciones fueron desmentidas.
Arcadia siguió siendo la amante de Leopoldo hasta la muerte del soberano, regresando a Alemania poco después, residiendo allí hasta 1897.

#### Política interior

Monograma de Leopoldo I.

##### Imagen de la política belga

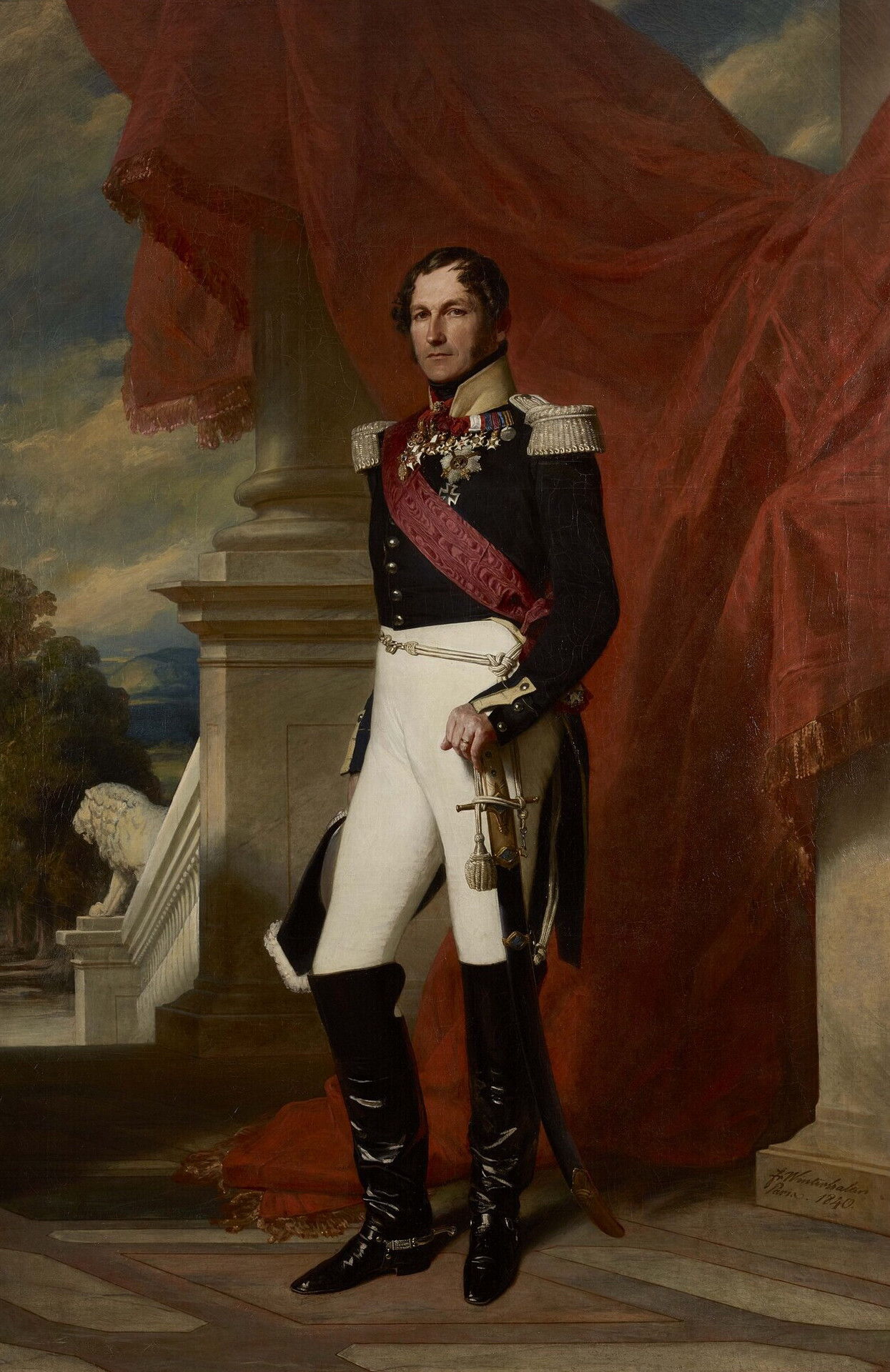
Leopoldo I, retratado por Winterhalter en 1840. Actualmente, exhibido en el palacio de Ehrenburg.

Los redactores de la Constitución de 1831 asignaron al soberano un papel de árbitro neutral e imparcial, como característica esencial de la función real, sin embargo, Leopoldo logró, desde el comienzo de su reinado, ocupar un lugar muy influyente en el gobierno. En efecto, el rey ejercía acciones personales y directas en el ámbito de la diplomacia, la administración y lo militar. Bélgica seguía siendo un país muy dividido, pero en gran medida unido por su rey.
De 1831 a 1846, la política se polarizó entre liberales y católicos, que formaron gobiernos unionistas. Desde el principio, la Iglesia Católica fue uno de los pilares principales del Estado belga. Luterano, negándose a convertirse al catolicismo, las convicciones religiosas del rey no influyeron en su política interior. El rey se esfuerza por mantener las mejores relaciones con la Santa Sede, para poder actuar sobre el episcopado belga. Como Bélgica era abrumadoramente católica, el rey veía el catolicismo como un medio de paz social. En un país cuya identidad nacional no puede basarse en una lengua común, Leopoldo espera que la religión sea el vehículo para la unificación del país en un espíritu conservador. Depende de él encontrar "un modus vivendi entre la constitución liberal y las reglas del juego democrático". Pronto, la lucha entre católicos y liberales comenzó a derribar la política unionista. En 1846, el Partido Liberal, en una convención de trescientos cincuenta delegados de todo el país, creó una organización y un programa que puso en primer plano la independencia del poder civil.
Del gobierno dirigido por Charles Rogier en 1847, nació un nuevo sistema en el que el vínculo entre el gobierno y el parlamento hizo disminuir el papel del rey. A partir de entonces, los gobiernos a veces serán dirigidos por liberales y otras por católicos. Los liberales se oponen a la influencia de la Iglesia católica en los ámbitos político y social, abogando por el libre comercio, las libertades individuales y la secularización. Los católicos trabajan por la educación religiosa como base del estado y la sociedad. Durante la segunda parte del reinado de Leopoldo I, los liberales ocuparon el poder casi permanentemente y dirigían gabinetes homogéneos. De hecho, de 1847 a 1870 (excepto de 1855 a 1857, cuando tuvo lugar el último gobierno unionista belga dirigido por Pierre De Decker), el jefe de gabinete era invariablemente liberal. Las relaciones con los ministros demuestran que el rey consideraba el nombramiento y la remoción de miembros del gobierno como una prerrogativa real. Exigía ser informado de antemano de todas las decisiones de los ministros.

##### Progreso e industrialización

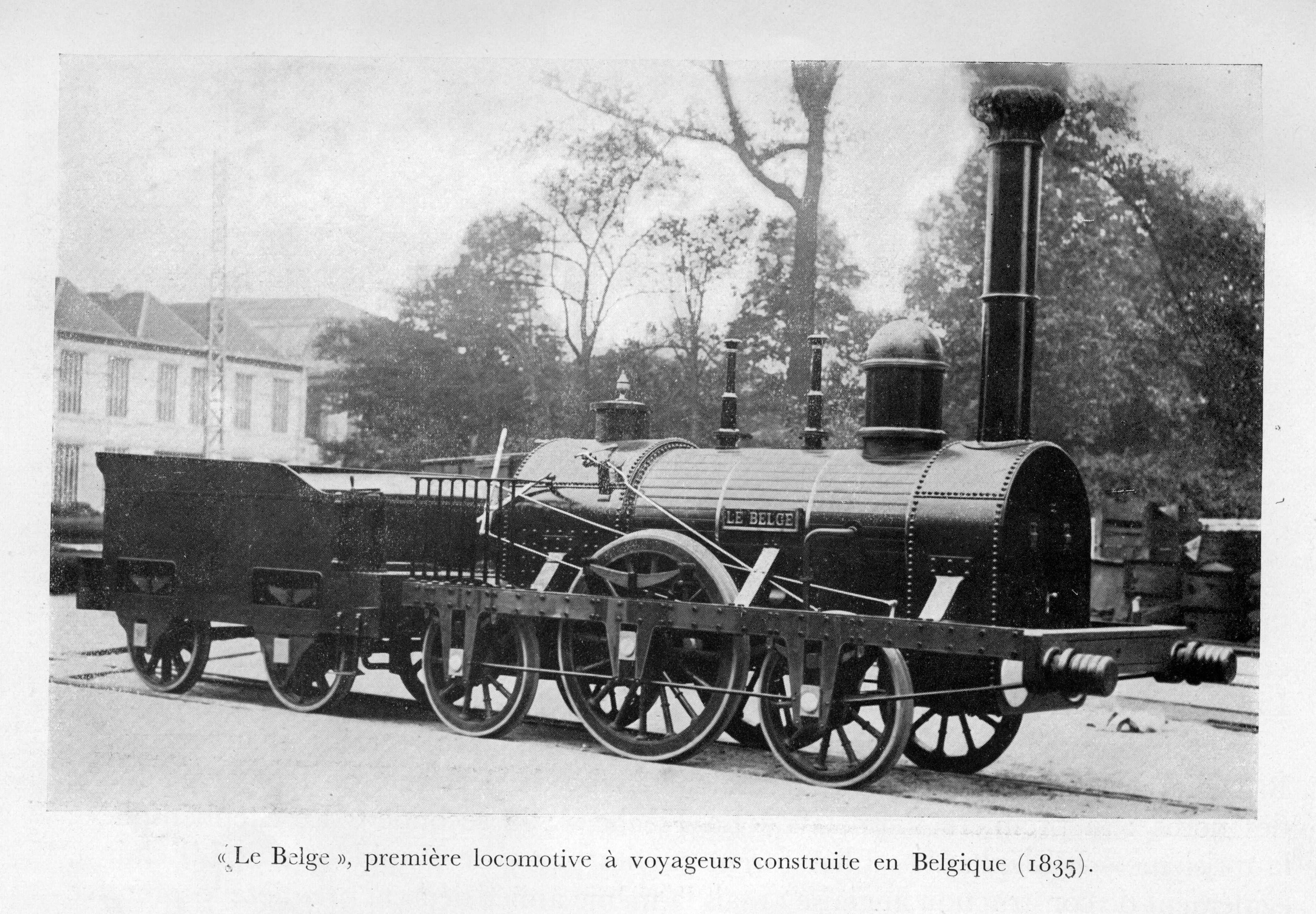
La locomotora Le Belge, la primera en ser creada por la industria belga (1835).

Durante el reinado de Leopoldo, Bélgica experimentó un enorme progreso económico e industrial, sin embargo, en Flandes la situación económica fue muy mala durante años (particularmente de 1845 a 1849), lo que llevó a la migración interna de muchos flamencos a Bruselas y las regiones industrializadas de Valonia. En general, la situación del trabajador seguía siendo precaria. Como hombre de su tiempo, el rey sólo se preocupaba por los problemas sociales cuando se amenazaba el orden establecido. Para el rey, como para la burguesía gobernante católica y liberal, la cuestión social se solucionaba con caridad cristiana o filantropía. El papel del Estado se limitaba a mantener el orden para garantizar el libre funcionamiento del circuito económico. En su discurso en el trono de 1838, Leopoldo afirmó su visión paternalista y pidió más subsidios para las instituciones caritativas y mejores asentamientos para los sordomudos, los ciegos y los dementes. En el mismo discurso, el rey declaró: "Deben dirigirse múltiples esfuerzos para la mejora y la extensión de la agricultura, el comercio y la industria; ayudar a difundir la armonía entre las diversas clases y cimentar la armonía".

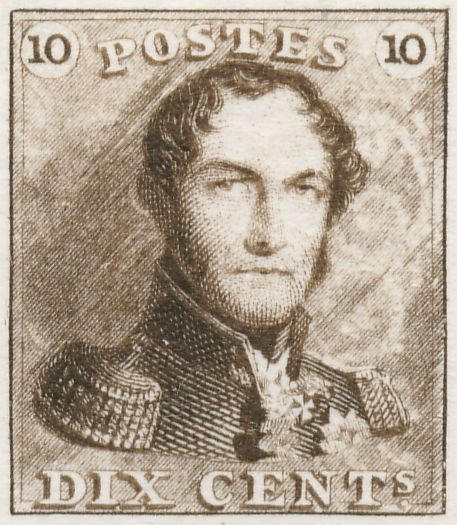
Charretera de 10 céntimos.

En 1842, el rey no aprobó leyes para regular el trabajo infantil y de las mujeres, ya que ellos también estaban empleados en los trabajos más pesados. En 1850, la industria del carbón utilizaba a casi 3000 mujeres, 4400 niños y 1221 niñas menores de 16 años para trabajar en los pozos. La agricultura, con un desempleo endémico, las condiciones de trabajo eran similares pero con salarios aún más bajos. Una encuesta realizada por el periodista Édouard Ducpétiaux en 1853-1854 encontró que el trabajador belga estaba obligado a dedicar el 65,8 % de sus ingresos a sus necesidades alimentarias. A pesar de esta realidad social, Leopoldo nunca se enfrentó directamente al surgimiento del movimiento obrero.
El rey Leopoldo favoreció la apertura de la primera línea ferroviaria en la Europa continental: el 5 de mayo de 1835 se inaugura la primera línea belga que iba de Bruselas a Malinas. El 30 de diciembre de ese año, se puso en servicio la locomotora de vapor Le Belge, primera máquina construida en Bélgica; que es llevado a cabo por los talleres John Cokerill de Seraing bajo licencia de Robert Stephenson & Company.
El desarrollo de la red ferroviaria permite que la industria crezca proporcionando un transporte eficiente. En el discurso del Trono de 1847, el rey observó: "El transporte de mercancías y los ingresos del ferrocarril siguen aumentando en una proporción notable. Se están preparando medidas para aumentarlos aún más e introducir mejoras en el funcionamiento de este importante servicio". Durante el reinado de Leopoldo I, muchos sectores industriales experimentaron un desarrollo considerable: la producción de hierro fundido y el acero, la minería del carbón, la expansión de la vidriería y el tejido de lona.
En 1835, el rey favoreció al sector bancario con la creación del Banco de Bélgica, antecedente del Banco Nacional de Bélgica. Poco después de la independencia, las monedas neerlandesas, francesas, de liejense y austriacas todavía circulaban. El franco belga nació en 1832. La efigie del rey aparecía en las monedas y los sellos postales, reforzando a los ojos de la población el sentimiento nacional y la legitimidad del soberano.

##### La Primavera de los Pueblos

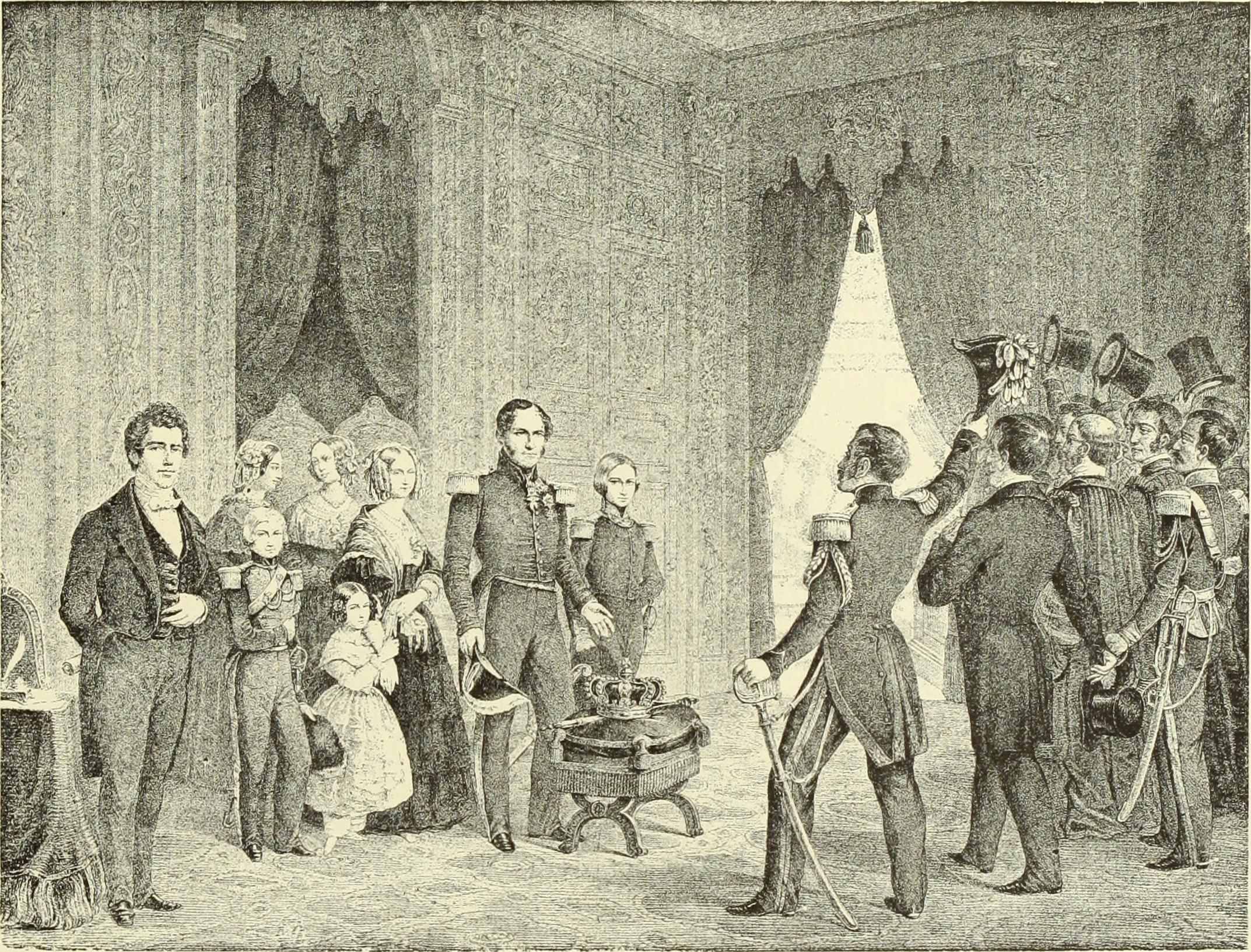
Grabado de la oferta teatral de Leopoldo en 1848 para abdicar si era la voluntad del pueblo belga.

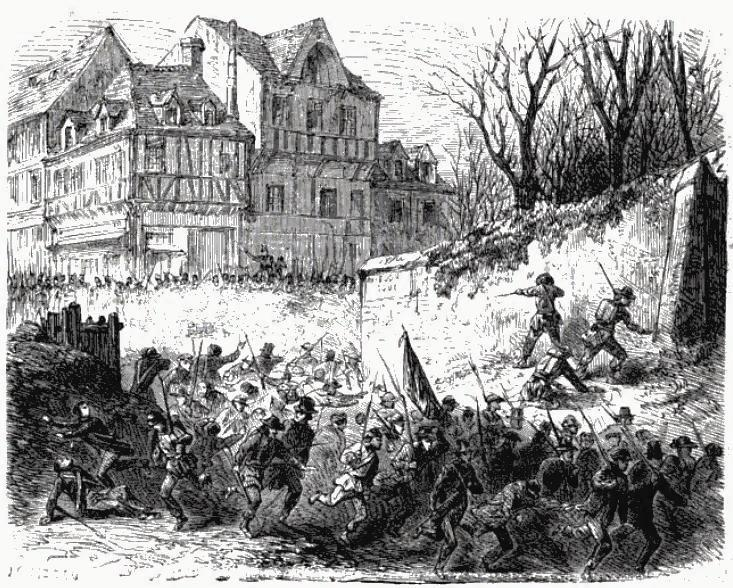
Expedición de Risquons-Tout,.

En 1848, mientras el resto de Europa se vio sacudida por una serie de revoluciones, Bélgica no sufrió disturbios significativos. La Constitución ya proporciona un marco de libertad que era el orgullo de los belgas. Sin embargo, hubo dos acontecimientos revolucionarios en suelo belga en 1848: los días 24 y 25 de marzo, los trabajadores belgas que trabajaban en Francia, motivados por el deseo de difundir la revolución, fueron detenidos por el ejército belga en Quiévrain. El 29 de marzo, los revolucionarios de la legión republicana belga que deseaban levantar al pueblo belga y derrocar a la monarquía, fueron detenidos por el ejército en Risquons-Tout, una aldea de Mouscron. El enfrentamiento dura dos horas y se salda con siete muertos, 26 heridos y 60 arrestos.
Con el fin de protegerse contra el contagio revolucionario, el gobierno de Charles Rogier adoptó diversas medidas destinadas a liberalizar el país y evitar que fuera seducido por las ideas revolucionarias de sus vecinos, empezando por Francia: los censores se redujeron al mínimo constitucional (casi duplicando el número de votantes), se adoptó una ley de incompatibilidad entre el estatuto de funcionario y un mandato parlamentario y se suprimió el derecho de timbre en los periódicos. Además, los agentes que causaran posibles disturbios al orden público, como Karl Marx, fueron expulsados del reino en los primeros días de marzo.
Sin embargo, la estabilidad se debía principalmente al temor a la anexión de Bélgica por Francia, como pasó tras las revoluciones de Brabante y Lieja a fines del siglo XVIII. Este sentido de independencia y lealtad sorprende y estimula a Leopoldo, quien, hasta entonces, se arrepentía de no haber conseguido que la corona helénica se reconciliara con su reino. A finales de 1848, el rey hizo balance de ese año en particular: "Ustedes conocen este país que, puedo decir sin falsa modestia, ha sido administrado de manera ejemplar durante casi 18 años. Ha demostrado saber salir bien de la crisis y a pesar de los terribles sucesos de París. [...] Después de este calvario de fuego, el país se ha vuelto sólido [...], me gané la confianza de la mayoría de los gabinetes y también de los pueblos. Tengo la intención de utilizarlo al máximo en beneficio de Europa".

##### Últimos años
En el verano de 1856, Bélgica celebró el jubileo de plata de Leopoldo I. El 21 de julio de 1856, el rey, a caballo, volvía a recorrer el camino que 25 años antes lo llevó desde el castillo de Laeken hasta el palacio real de Bruselas el día de su juramento, acompañado por sus hijos.
El monarca asistió a un Te Deum de reconocimiento, donde, en su discurso, anunció a su pueblo: "la unión, el secreto de nuestra prosperidad, de nuestra grandeza, de nuestra duración". Normalmente reservado, Leopoldo se regocijó durante las celebraciones. Durante los meses siguientes, el rey y sus hijos visitaron las nueve provincias de forma sucesiva. Pasaron varios días en la capital de cada provincia, donde se llevaron a cabo numerosos desfiles, bailes, banquetes, visitas a iglesias, monumentos públicos, fábricas y establecimientos de caridad. La visita a Gante es un pretexto para glorificar el idioma neerlandés. Stockmar, retirado a Coburgo, escribió en su diario: "No recuerdo haber visto nunca, nunca haber oído ceteris paribus un triunfo semejante".

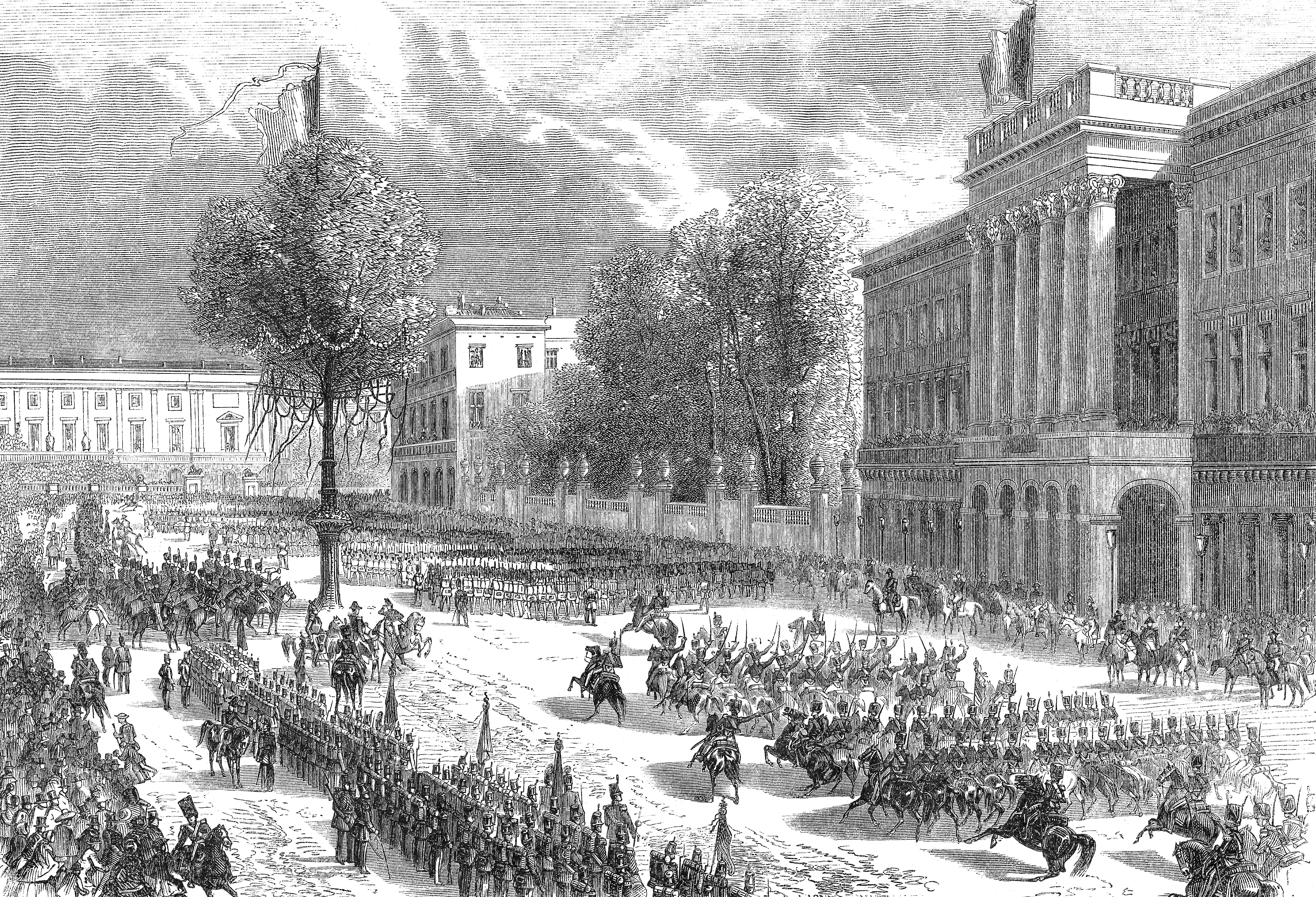
Celebraciones por el jubileo de plata del rey Leopoldo,.

1857 fue mucho menos gratificante para el rey. El país experimentaba una intensa crisis política. Cuando el jefe de Gobierno del partido católico Pierre De Decker, presentó su proyecto de ley sobre el sistema de fundaciones caritativas, estaba convencido de que había hecho un acto de concordia y una transacción entre católicos y liberales. Cuando el proyecto se abrió en el parlamento el 21 de abril, el país se encontraba en un estado de efervescencia. Esta ley de conventos provocó una emoción que iba más allá del círculo de los electores censitarios. Durante veintisiete sesiones, el debate continuó en la Cámara en medio de las controversias revividas por la prensa. Pronto, la multitud intervino. Manifestantes rodearon el Palacio de la Nación y las masas comenzaron a circular por la ciudad horrorizando a los religiosos. Entonces, los disturbios se extendieron a las capitales provinciales. El 28 de mayo, Leopoldo convocó al Consejo de ministros y propuso como medida extraordinaria el estado de sitio. Llamó a tropas de ciudades cercanas y del cuartel de Beverloo para reforzar a las guarniciones de Bruselas. Enfadado, el rey declaró: "Subiré a un caballo si es necesario para proteger la representación nacional. No permitiré mas ultrajes a la mayoría. Aplastaré a esos canallas". Con la agitación persistente y ganando en intensidad, Leopoldo propuso revocar las leyes ya votadas y proclamarlo como una ley especial. A pesar de la voluntad real, De Decker abandonó esta propuesta, aniquilando con ello la ley de los conventos. El rey publica en el Moniteur una carta dirigida al primer ministro, que constituía un mensaje real a la nación, un documento sin precedentes en la historia de Bélgica. El monarca revelaba su irritación por el pusilánime gobierno, que criticaba de esta manera: "No fui yo quien los abandonó en 1857, ellos fueron los que me abandonaron. Estaba listo para montar a caballo, no me habría echado atrás. Me dejaron solo ante el desorden; me obligaron a ceder al desorden y nadie podía entender cuán profunda fue mi humillación".

#### Consolidación de la dinastía

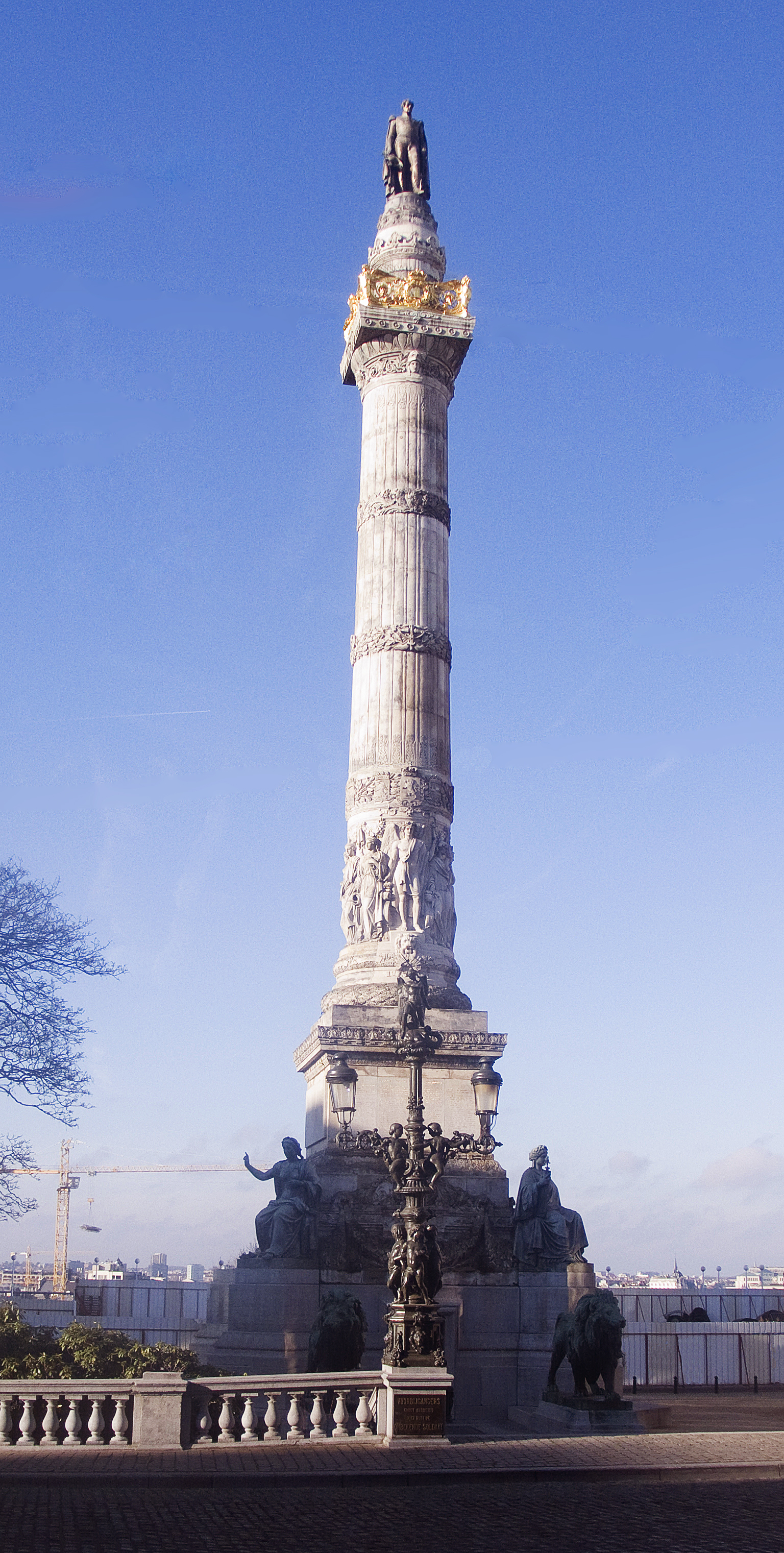
Columna del Congreso con la estatua de Leopoldo I en la cima.

El 9 de noviembre de 1857, después de la renuncia de De Decker y la caída del gobierno, Charles Rogier regresó al poder y formó un gobierno liberal, que duró diez años y continuó vigente tras la muerte de Leopoldo. Rogier también se desempeñó como ministro del Interior, mientras que Walthère Frère-Orban ocupó la cartera de Finanzas y Victor Tesch la cartera de Justicia. Este gobierno estaba plenamente en línea con el funcionamiento regular del sistema constitucional, pero la crisis había exacerbado las pasiones: los liberales adoptan una actitud predominantemente anticlerical. El espíritu de conciliación comenzó a desvanecerse. Así, en 1859, una ley sobre las fundaciones caritativas dio un triunfó a las ideas de la izquierda. Dos años más tarde, el gobierno anunció su intención de legislar en el mismo sentido las becas. En 1862, se produjo la "querella de los cementerios", por la cual los católicos tuvieron que afrontar la secularización por su falta de caridad hacia los ateos fallecidos. Charles Rogier escribió en enero de 1858 que los agentes de poder intervinieron en todas partes en la lucha del estado contra la Iglesia. El rey lamentaba esas iniciativas anticlericales. Entendió muy bien que su papel constitucional no le permitía lograr todo lo que deseaba, ni evitar lo que deploraba. Después de 1857, la principal preocupación del soberano fue la defensa del país. Por lo tanto, acogió con beneplácito la aprobación de la ley del 7 de septiembre de 1859, que eligió Amberes como el último bastión para la resistencia de Bélgica (reducido a nivel nacional) hasta la llegada de la ayuda aliada (el Reino Unido).
En 1859, una estatua de Leopoldo fue colocada solemnemente en la parte superior de la columna del Congreso durante las fiestas que celebraban la monarquía. El 12 de junio del mismo año, el futuro dinástico se perpetuó por el nacimiento de su primer nieto, Leopoldo, conde de Hainaut, hijo del futuro Leopoldo II. En 1860, el rey visitó de nuevo toda una serie de ciudades provinciales. Aunque se sabía que estaba enfermo, para el regreso oficial del rey a Bruselas, el 24 de septiembre de 1862, se ofreció una ferviente manifestación popular que Felipe, conde de Flandes, describió a su hermana Carlota en términos muy elogiosos. A partir de entonces, el rey mantuvo relaciones menos íntimas con su gobierno, y terminó renunciando a su presidencia de los consejos de ministros. Todo se llevaba a cabo a través de Jules Van Praet, su asesor y principal colaborador.

### Relaciones internacionales

#### El Néstor de Europa

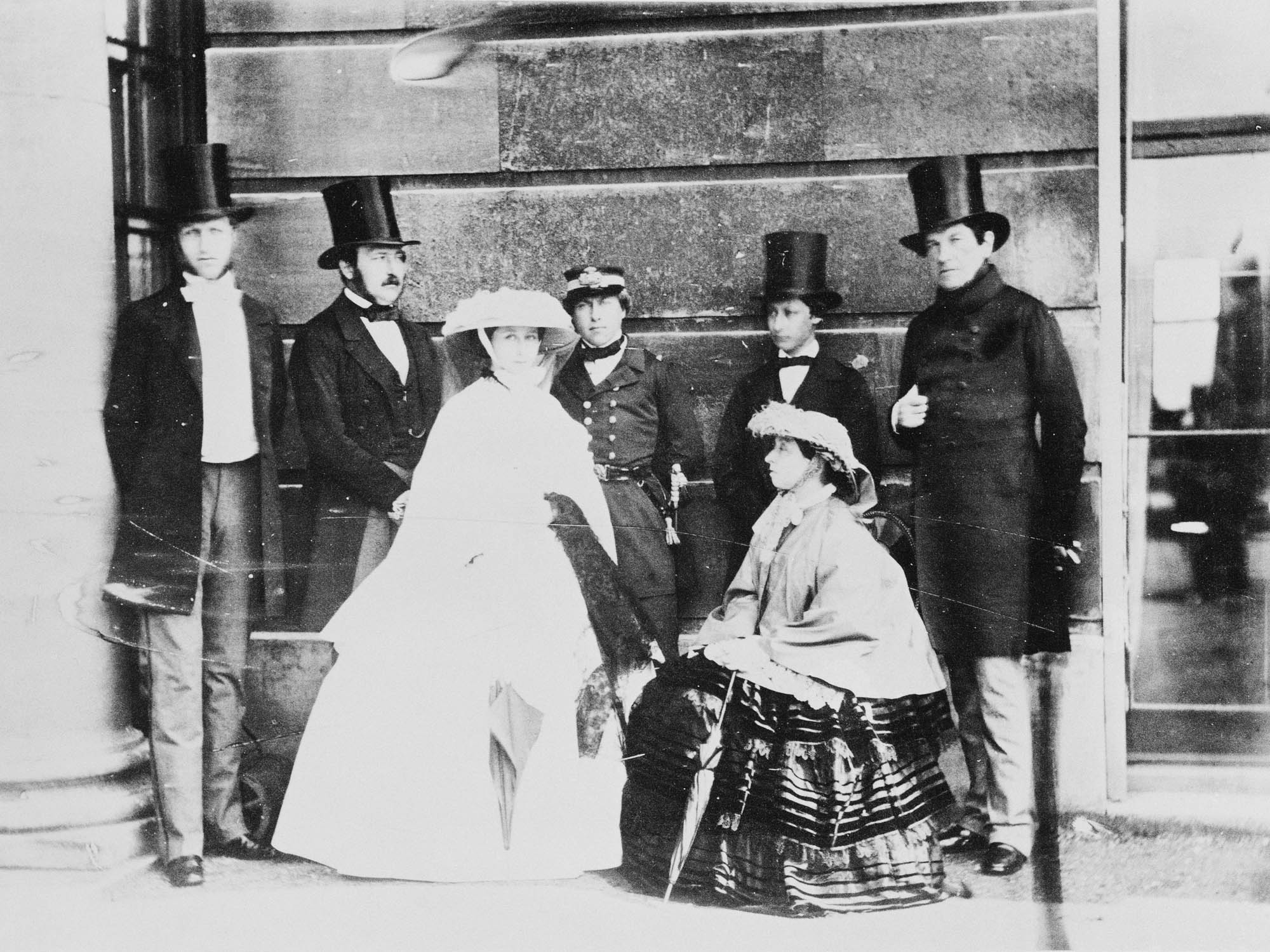
Fotografía del rey Leopoldo junto a los miembros de su familia pertenecientes a las monarquías británica y portuguesa, en 1859. De izquierda a derecha, Felipe, conde de Flandes, Alberto, príncipe Consorte del Reino Unido, la princesa Alicia del Reino Unido, Eduardo, príncipe de Gales, la reina Victoria (sentada), Luis, duque de Oporto y Leopoldo I.

Leopoldo tenía la intención de desempeñar un papel central en la diplomacia europea e incluso global. Durante la delicada situación de 1830, Leopoldo parecía estar más que capacitado para conciliar la experiencia liberal belga con el sistema internacional. Había sido aceptado dentro de las cortes europeas más importantes y a menudo se le aclamó como el "Néstor de Europa". Mantuvo una intensa correspondencia con los gobernantes de Europa, incluyendo a su sobrina la reina Victoria. El historiador Jean Stengers considera que las intervenciones del rey Leopoldo están dictadas por tres imperativos: cuidar de los intereses de Bélgica, pero también los del Reino Unido, fomentar la paz en Europa y mantener el orden conservador.
El historiador Carlo Bronne opina que el rey a veces asumía el papel del ministro de Relaciones Exteriores. No sólo intercambiaba una abundante correspondencia con los principales gobernantes de su tiempo, sino que también acrecienta estas relaciones viajando mucho a través de Europa. En las embajadas ante Bruselas, no se desconocía que las relaciones exteriores eran dirigidas por la oficina del monarca y no por el Ministerio de Asuntos Exteriores. Leopoldo mantuvo su plena confianza en unos pocos, a quienes encomendó importantes empresas en otras cortes, como el barón Stockmar, Sylvain Van de Weyer, ambos en Londres, el conde Le Hon en París, y Jean-Baptiste Nothomb en Berlín.

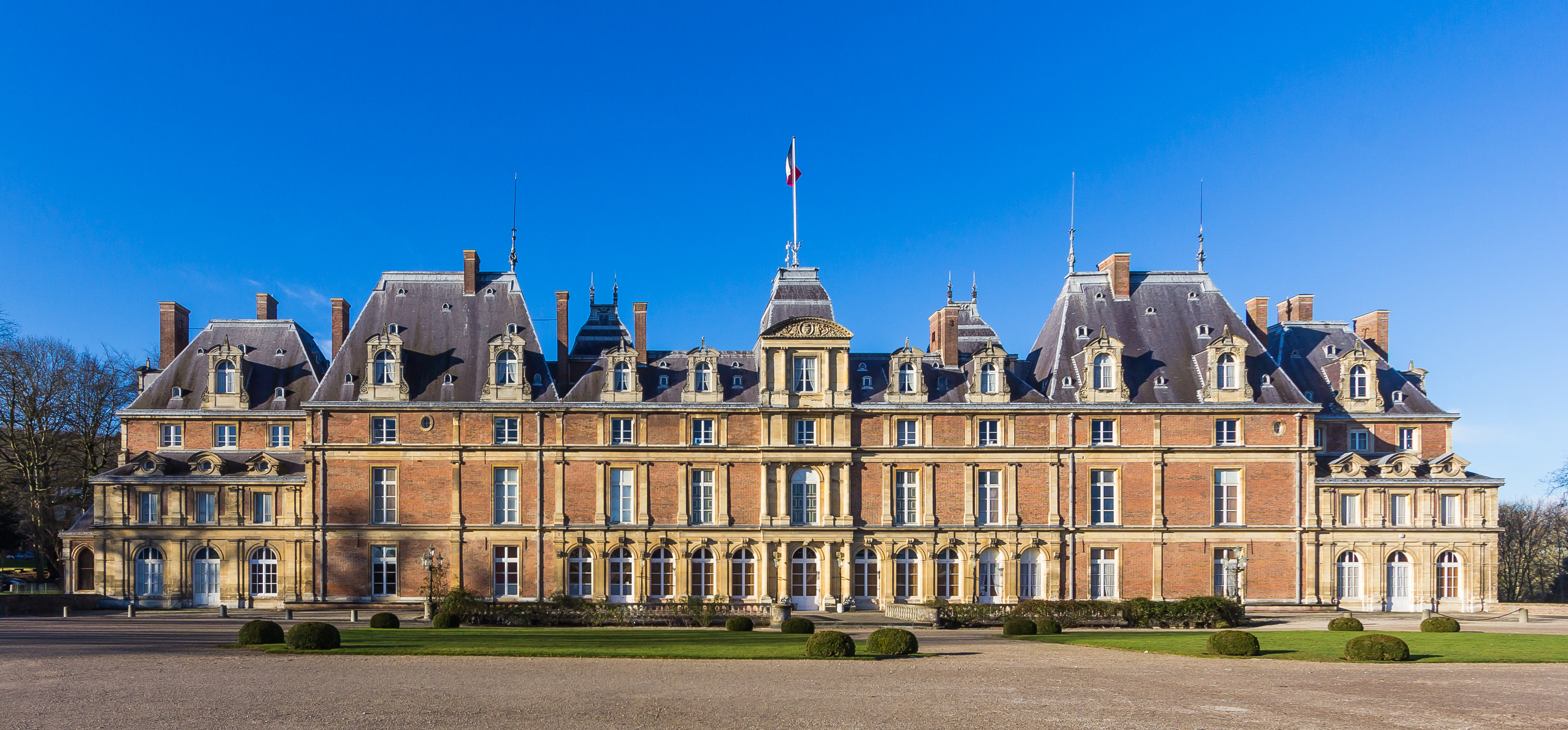
Castillo de Eu (Francia).

Leopoldo trabajó muy duro para aliviar las tensiones entre el Reino Unido y Francia con ocasión de la Cuestión Oriental en 1840. Pretendía un acuerdo entre Londres y París para garantizar que Bruselas estuviera a salvo. Con este fin, organizó una entrevista entre su suegro, el rey Luis Felipe, y su sobrina la reina Victoria en 1843. La reunión tuvo lugar en el castillo de Eu. Su importancia reside en que por primera vez en trece años, la casa de Orleans, hasta entonces tratada como traidora, recibía a unos soberanos extranjeros. Al año siguiente, el rey de Francia correspondió a la visita recibida. Son Leopoldo y Luisa quienes personalmente resuelven los detalles de este viaje. Esta estancia tuvo mucho éxito y los ingleses dieron la bienvenida a Luis Felipe como un estimado patriarca.
Después de haber logrado acercar a sus dos poderosos vecinos, el rey se volvió hacia los príncipes alemanes. Acompañados por los gobernantes británicos, los soberanos belgas celebran una Familientafel, reuniendo a su alrededor a cuarenta príncipes y princesas alemanes y a la pareja real de Prusia. El zar Nicolás I de Rusia, también invitado, permaneció en su corte y rehusó enviar algún representante, pues consideraba que la corte de Bruselas estaba demasiado inclinada a dar la bienvenida a los rebeldes polacos. El talento de la reina Victoria, combinado con el de Van Praet, ministro de la Casa del Rey, permitió establecer relaciones diplomáticas entre Bélgica y Rusia en 1844.
Leopoldo se mantuvo neutral durante los acontecimientos franceses de febrero de 1848. Aunque era el yerno del depuesto rey Luis Felipe, Leopoldo superó a las otras naciones al reconocer a la República Francesa. si bien la neutralidad belga obtuvo una sincera admiración a nivel europeo, los acontecimientos de 1848 tuvieron dos consecuencias: convencieron de la sabiduría y el profundo patriotismo del soberano belga, pero cambiaron la situación internacional del reino.

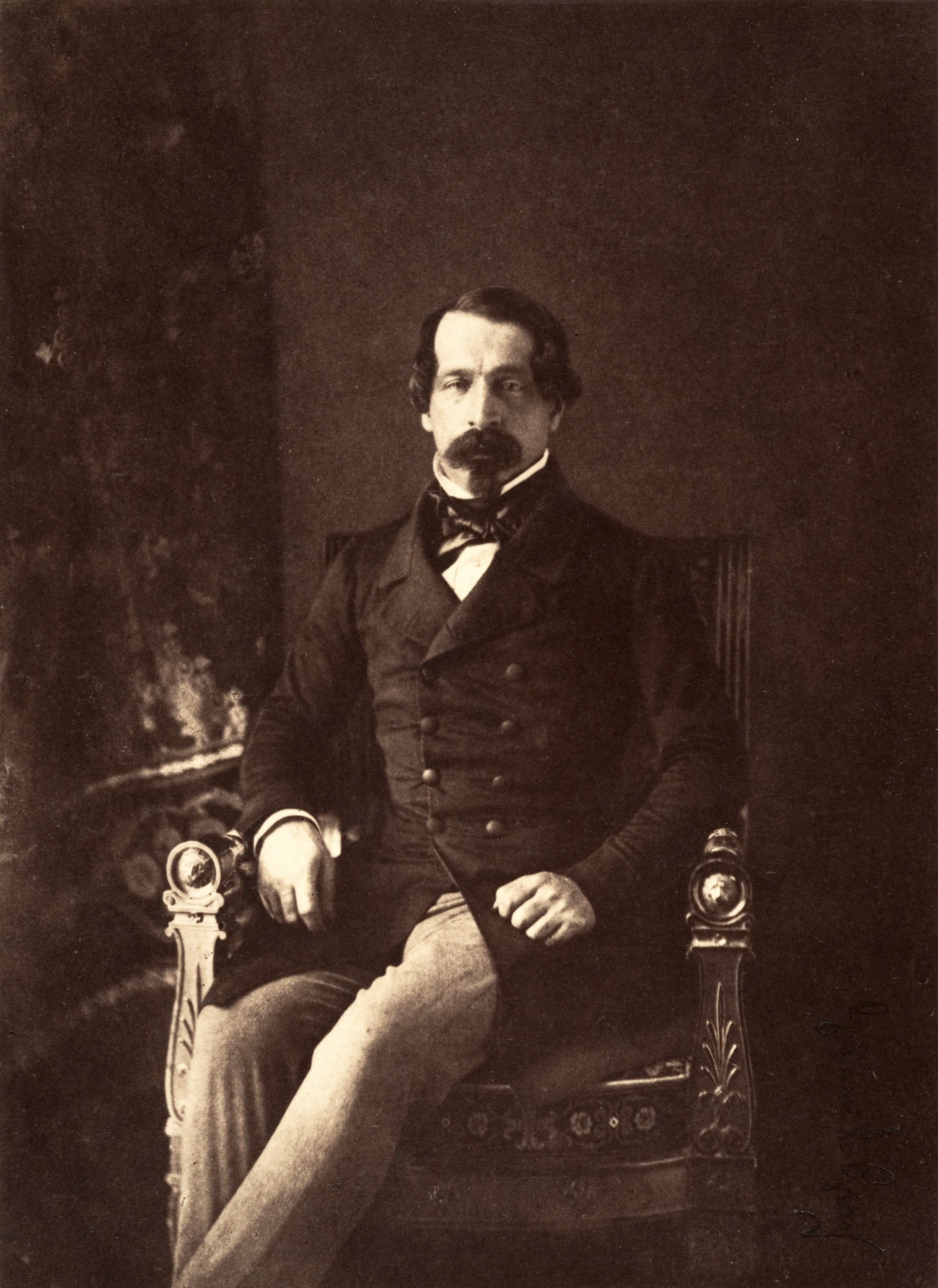
El príncipe-presidente de Francia, Luis Napoleón Bonaparte, fotografiado en 1852.

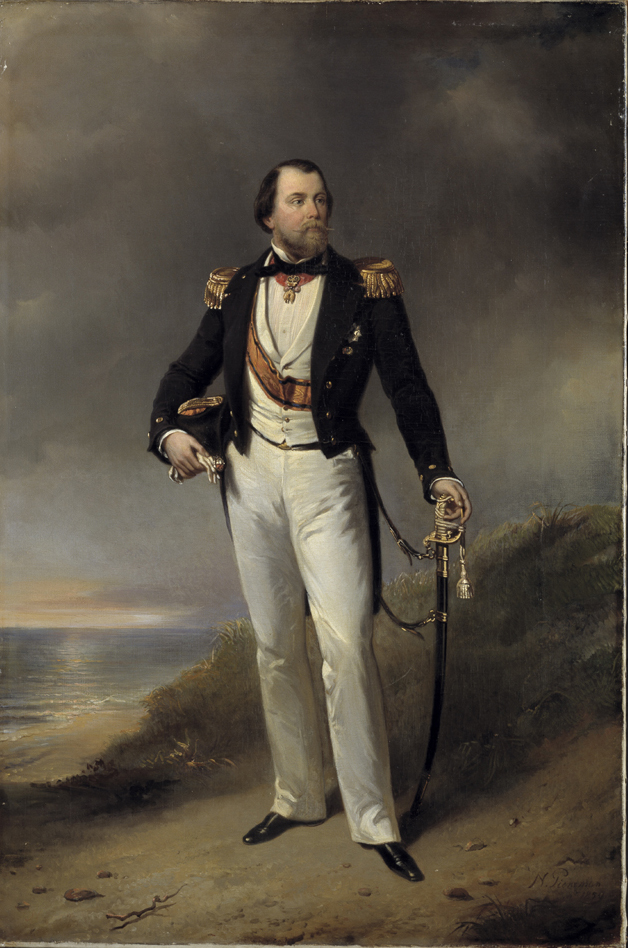
Guillermo III de los Países Bajos, retratado por Nicolaas Pieneman, en 1859.

La Francia de la Monarquía de Julio, fiel amiga de Bélgica, dio paso a una Francia Bonapartista singularmente perturbadora para su débil vecino. Inmediatamente después del golpe de Estado del 2 de diciembre de 1851, que consagró el régimen bonapartista a largo plazo, Leopoldo envió a su ministro de Estado Henri de Brouckère a París para asegurar al presidente Luis Napoleón Bonaparte (futuro emperador Napoleón III) la benevolencia belga hacia él. Estos buenos procedimientos ocultaban el temor del rey belga al nuevo régimen hipotéticamente peligroso para Europa y, en particular para su país. También, limitó el número de refugiados políticos franceses para garantizar las buenas relaciones con el nuevo poder. En 1854, finalmente, Leopoldo se reunió con Napoleón III en Calais. Al año siguiente, envió a su hijo Leopoldo a París como parte de la Exposición Universal, estableciéndose una relación más pacífica entre los dos países.
Después de 1848, también se incrementó el peligro en las fronteras orientales belgas: el movimiento nacionalista en Alemania contribuyó a la eliminación gradual de Austria en favor de Prusia, que marchaba hacia su hegemonía sobre el mundo germánico. Creado a raíz de la Revolución de Marzo, el Parlamento de Fráncfort reunía a representantes de los estados de la Confederación Germánica. Este parlamento citó a Leopoldo como un posible candidato para la elección de un líder federal que llevaría la corona imperial de Alemania. A continuación, se mencionó la entrada de Bélgica en la Confederación Germánica. El rey Leopoldo no deseaba esta adhesión, ya que violaría la neutralidad del Estado belga y su independencia. Este primer intento de unificación alemana fracasó, pero Prusia siguió siendo un poderoso vecino a las puertas de Bélgica.
Con respecto a los Países Bajos, Leopoldo decidió olvidar el rencor. Desde la firma del Tratado de 1839, que resolvía la disputa entre belgas y neerlandeses, el rey había estado trabajando para establecer buenas relaciones con sus vecinos del norte, cuyos intereses estaban en consonancia con los de Bélgica. Los acontecimientos de 1848 hicieron posible establecer contactos directos entre las dos cortes. En octubre de 1859, el rey envió a su hijo menor el conde de Flandes a la corte de La Haya con el fin de fortalecer las relaciones con los Países Bajos. El conde conoció a la familia real neerlandesa, incluyendo a la princesa María, prima del rey Guillermo III. Algunos periódicos se apresuraron a relacionar a la princesa con el conde. El 18 de octubre de 1861, Leopoldo recibió cordialmente a Guillermo III en Lieja; el cual respondiendo a una invitación de Napoleón III, optó por regresar a través de Bélgica. El día antes de la reunión, Leopoldo escribió a su sobrina Victoria: "Será muy bien recibido, su proceder es muy apreciado aquí. Ser recibido en el mismo país donde una vez fue príncipe heredero es un poco doloroso y debe sentirse un poco avergonzado". Este encuentro en Lieja ocurre en el mejor momento y sella la armonía de las dos naciones que una vez fueron enemigas.

#### Política matrimonial

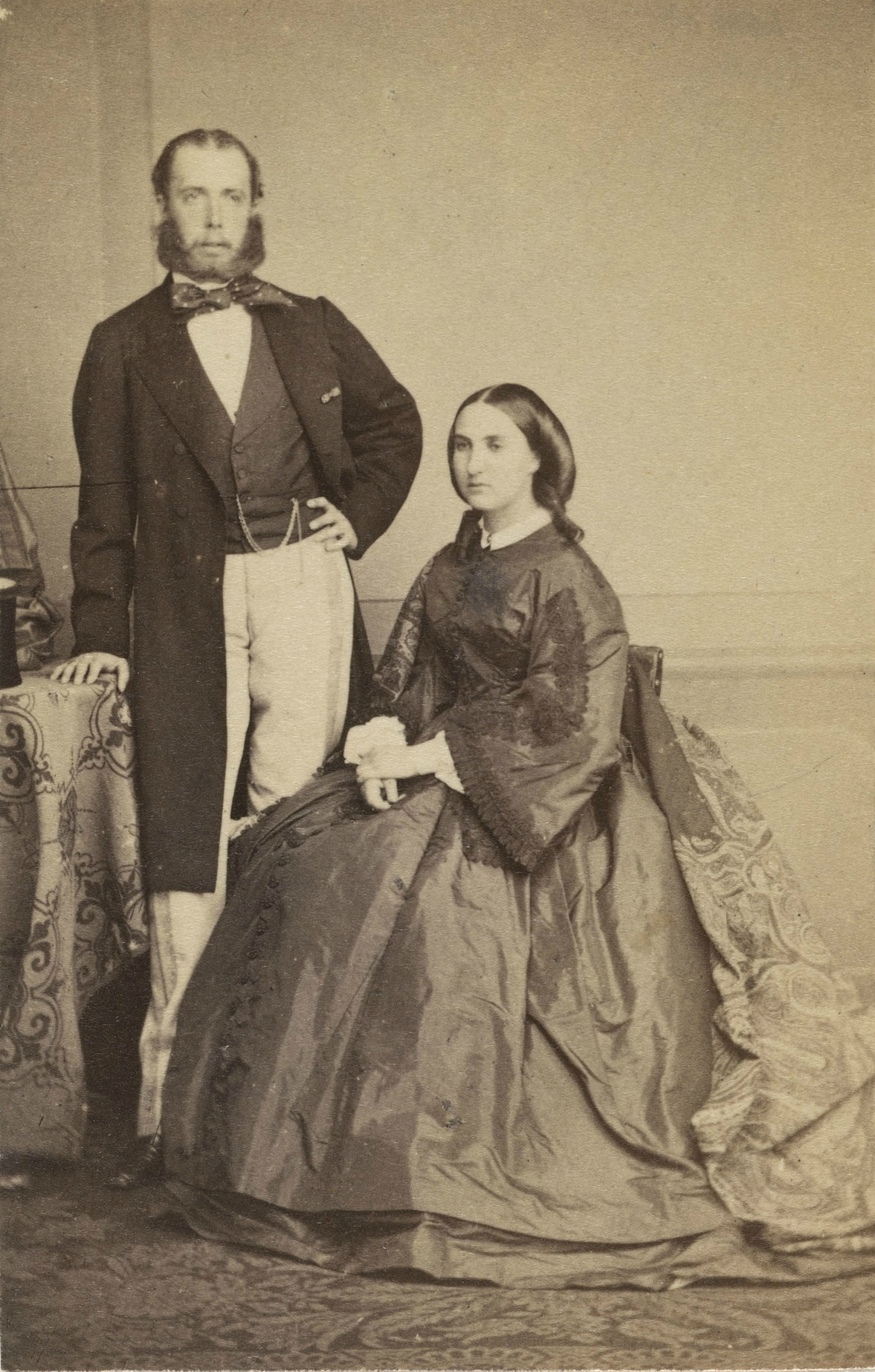
Fotografía de la pareja imperial de México, Carlota y Maximiliano I, hacia mediados de los años 1860.

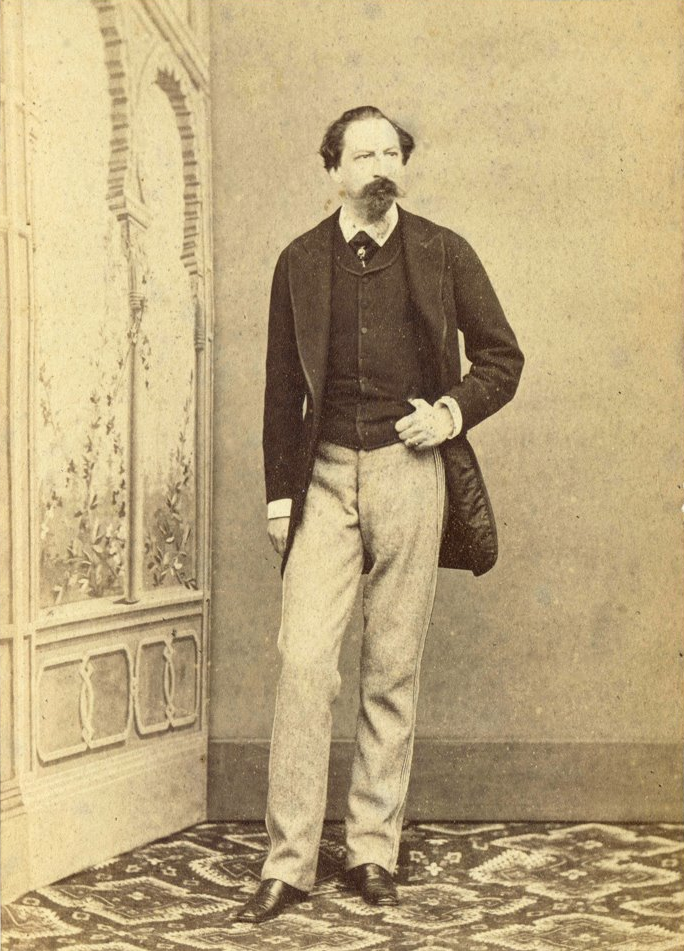
Fernando II de Portugal, fotografiado en 1869.

Leopoldo mantuvo una intensa política matrimonial y utilizó hábilmente sus relaciones familiares para proteger el joven reino de las ambiciones francesas, que incluyeron amenazas de anexión durante el reinado de Napoleón III. Con esto en mente, Leopoldo participó activamente en enlaces estratégicos de sus sobrinas y sobrinos y dos de sus hijos. En 1836, su sobrino Fernando se casó con la reina María II de Portugal y se convirtió en el rey consorte de Portugal, un reino tradicionalmente protegido por Gran Bretaña. En 1840, tuvo lugar el matrimonio entre dos de sus sobrinos, Alberto, que fue educado por Leopoldo, y la reina Victoria del Reino Unido, criada también por el rey belga. En 1843, Augusto, otro sobrino de Leopoldo, se casó con Clementina de Orleans, hermana de la reina Luisa, una unión que también tenía la ventaja de aliar a la Casa de Sajonia-Coburgo-Gotha con sus suegros de Orleans. Sin embargo, en 1846, su sobrino Leopoldo, hermano de Augusto y Fernando, no pudo casarse con la reina Isabel II de España.
En cuanto a los propios hijos del rey Leopoldo, dos de ellos, Leopoldo y Carlota, se unieron con una de las casas más prestigiosas: los Habsburgo-Lorena, antiguos gobernantes de Bélgica y del Sacro Imperio. En 1853, su hijo y heredero Leopoldo se casó con la archiduquesa María Enriqueta, prima del emperador Francisco José I. Cuatro años más tarde, en 1857, Carlota, la única hija de Leopoldo, se casó con el hermano menor del emperador de Austria: el archiduque Maximiliano, el futuro emperador de México.
Finalmente, en 1862, el futuro Eduardo VII (hijo de la reina Victoria y, por ende, sobrino nieto de Leopoldo) se comprometió en Bruselas con la princesa Alejandra de Dinamarca, bajo los auspicios del rey belga. Impulsada por el mismo espíritu, la reina Victoria, aliada con la familia real de Bélgica, perpetuó esta política matrimonial, ganando a la siguiente generación el título de "Abuela de Europa".
Hacia el final de su reinado, el papel de Leopoldo en la diplomacia belga menguó a favor de su gobierno. Así, en 1859, no logró convencer a su gabinete para enviar una brigada que apoyara a los ingleses y franceses en la segunda guerra del Opio. Del mismo modo, tan solo tomó una pequeña parte en las negociaciones para la supresión del peaje del río Escalda, que terminó en 1863.

#### Expediciones e intentos de expansión colonial

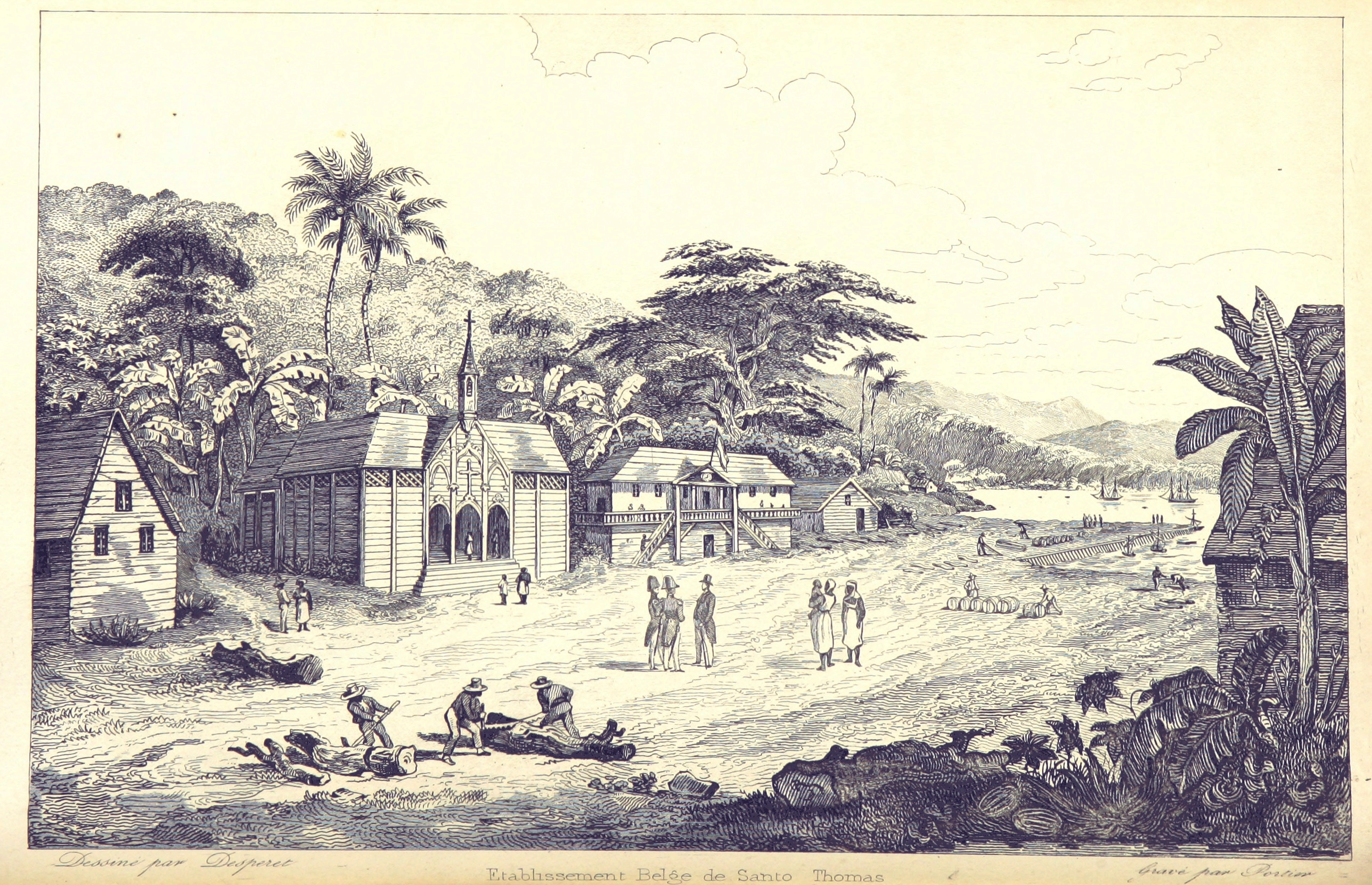
Asentamiento belga en Santo Tomás en 1844.

Cuando Leopoldo I juró la Constitución, Bélgica no tenía posesiones coloniales y no podía reclamar ninguna división de las colonias neerlandesas. Sin embargo, el nuevo Estado estaba tratando de desarrollar su industria y comercio, lo que pasaba por establecer relaciones comerciales con los países de ultramar. El rey también veía la adquisición de una colonia como un remedio para el creciente empobrecimiento, como dijo en su discurso de 1845. La industrialización alteraba el orden social y la crisis alimentaria en Flandes era por entonces preocupante.
Los proyectos inspirados por Leopoldo y apoyados por sus propios recursos fueron numerosos, pero abortados inmediatamente después de ser concebidos. Consideró adquirir en las Antillas, la isla de la Tortuga. El gobierno sueco ofreció vender la isla de San Bartolomé, pero finalmente fue adquirida por Francia. También se habló de comprar las islas Feroe, pero Dinamarca no lo consideró. Un proyecto de protectorado belga en Nueva Zelanda también fracasó. Una empresa inglesa llegó a considerar considerando la valorización, en nombre de Bélgica, de las islas Nicobar, pero solo se recauda un tercio del capital. España buscaba un inversor para Filipinas: se fundaría un consorcio y se financiaría una empresa con sede en Bruselas, siempre que el gobierno garantizase una participación del 5 %. El gobierno finalmente rechazó esta oferta. En 1843, también se habla de un protectorado belga en Abisinia.

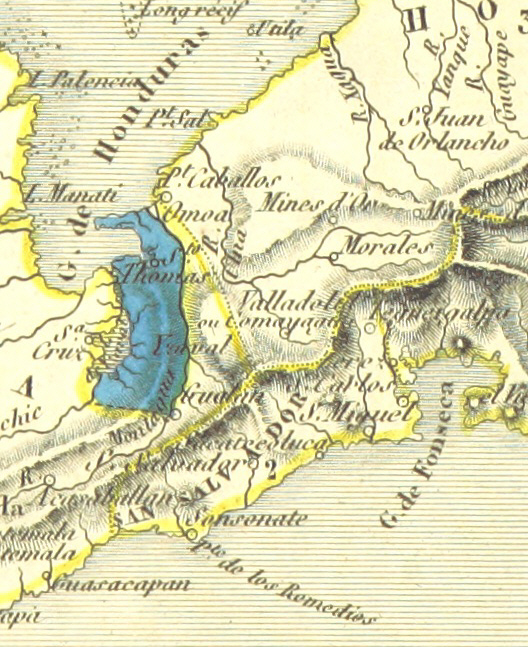
La colonia belga de Guatemala en Santo Tomás de Castilla (1844).

El 18 de septiembre de 1841 se fundó la Compañía Belga de Colonización, bajo el patrocinio del rey. Sus objetivos eran "crear establecimientos agrícolas, industriales y comerciales en los diversos estados de Centroamérica y otros lugares" y "establecer relaciones comerciales entre estos países y Bélgica". De hecho, la empresa tiene una concesión de 404 666 hectáreas de terreno en el distrito de Santo Tomás de Castilla (Departamento de Izabal, actual Guatemala), otorgada por el régimen autoritario de Rafael Carrera. Esta fundación fue sancionada por real decreto el 7 de octubre del mismo año y el Estado belga le concedió una gran subvención.
De acuerdo con los estatutos, el 9 de noviembre de 1841 se envió una comisión de exploración para preparar el terreno y finalizar la transferencia. La primera misión belga a bordo de la goleta Louise-Marie llegó al lugar. Tan pronto como desembarcan, el número de belgas empezó a disminuir diariamente debido a las condiciones sanitarias desfavorables. Sin embargo, el rey, que se movía por informes demasiado entusiastas del jefe de la misión, apoyó la continuación del proyecto. Hasta 1847, nuevos convoyes partieron de Bélgica compuestos por algunos notables y varios cientos de colonos, ex prisioneros y personas de baja condición, reclutados con gran refuerzo propagandístico y sin darse cuenta del verdadero destino que les esperaba. Debido a la falta de contingentes de la metrópolis y la alta tasa de mortalidad entre los colonos, el experimento resultó ser un fracaso. En 1855, Guatemala finalmente retiró sus derechos a la compañía.
En 1859, Reino Unido y Francia enviaron fuerzas expedicionarias a China con destino a Pekín. Bajo el liderazgo de su hijo, el futuro Leopoldo II, fascinado por Extremo Oriente, el rey trató de involucrar a Bélgica en esta expedición, enviando voluntarios, para que el reino cosechase ganancias similares a las de sus vecinos. El soberano se puso en contacto con el emperador de los franceses que estuvo de acuerdo en el principio. Sin embargo, el gobierno se negó a involucrarse en un conflicto en el que preveía un gran gasto y contra el que Bélgica no es parte.
En 1860, Leopoldo, considerando las excelentes relaciones comerciales y diplomáticas con Brasil, consideró enviar a su hijo menor Felipe. Soltero, el príncipe podría casarse con una de las dos hijas del emperador Pedro II. Este último deseaba conceder a sus futuros yernos vastos territorios en los que los colonos europeos podrían asentarse. Un matrimonio belga-brasileño sería una gran oportunidad de inversión y extendería la influencia de los Coburgo al otro lado del Atlántico. Inicialmente ansioso por evaluar si alguna de las princesas le convenía, el conde de Flandes retrasó el viaje hasta que terminó por renunciar definitivamente a cualquier proyecto en Brasil.
A la muerte de Leopoldo I, Bélgica carecía de un imperio colonial. Fue su hijo y sucesor quien invirtió en la expansión del reino y tuvo mayor éxito.

#### Expedición a México

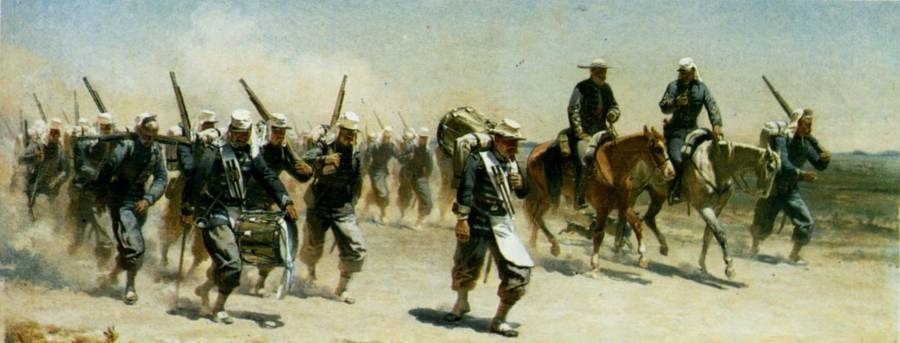
Legión belga durante la expedición a México. Pintura de Charles Lahalle.

El 27 de julio de 1857, la única hija del rey de Bélgica, Carlota, se casó en Bruselas con el archiduque Maximiliano, hermano menor del emperador de Austria. A diferencia del matrimonio de su hermano Leopoldo con María Enriqueta, impuesto cuatro años antes por su padre para fortalecer la dinastía belga, Carlota pudo elegir a su esposo, aunque el rey Leopoldo hubiera preferido a su propio sobrino nieto, el rey Pedro V de Portugal. Casi dos meses después, el 6 de septiembre, Maximiliano fue nombrado virrey del reino lombardo-véneto. Durante la guerra Austro-Sarda de 1859, creyendo que un acuerdo austro-prusiano era la mejor garantía para mantener el equilibrio europeo, Leopoldo tuvo la audacia de dar consejos estratégicos al emperador austríaco, quien no los siguió de la misma manera que no los había pedido. Cuando Austria perdió Lombardía, aconsejó al rey de Prusia que armara un ejército en el Rin. Este consejo, una vez conocido, presentó a Leopoldo como aliado prusiano cuando solo pensaba en salvar a Austria.

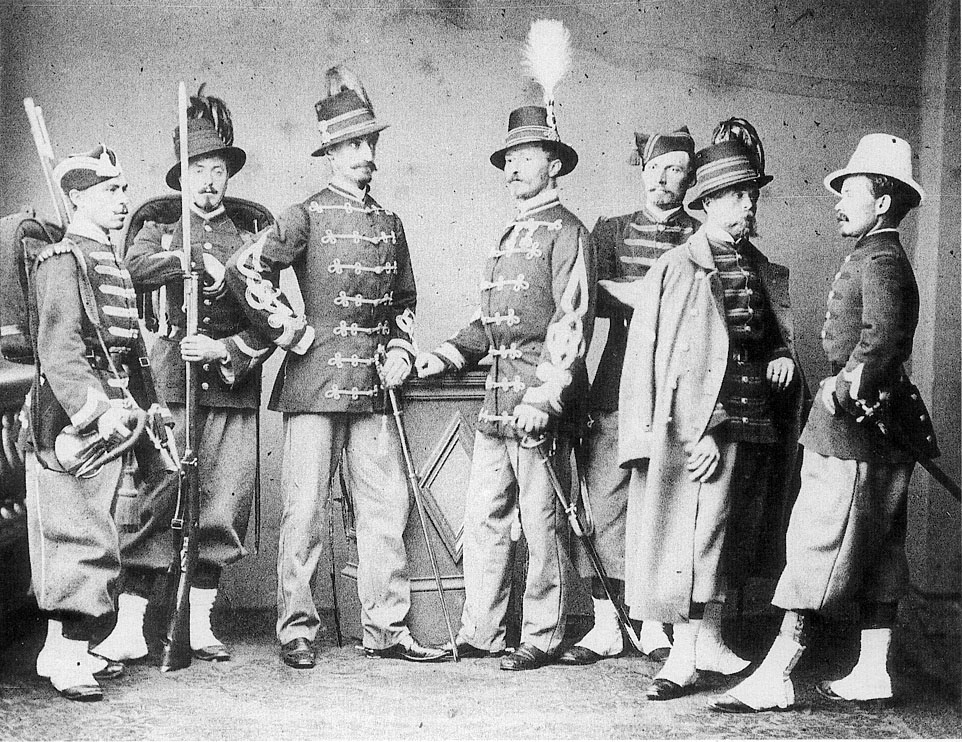
Miembros de la legión belga, hacia 1865.

Al otro lado del Atlántico, el presidente de México, el liberal Benito Juárez, suspendió el pago de la deuda externa del país el 17 de julio de 1861. Esta decisión afectaba principalmente al Reino Unido, a España y a Francia. El emperador Napoleón III aprovechó este pretexto para intervenir en México. Albergaba la ambición de crear un imperio católico que hiciera de contrapeso en América a los Estados Unidos, que en ese momento se encontraba en plena guerra de Secesión. Ofreció la corona mexicana a Maximiliano para compensar diplomáticamente el compromiso francés con Italia y fortalecer la alianza franco-austríaca. Después de postergar su decisión durante un año, Maximiliano aceptó la corona imperial mexicana. El 12 de junio de 1864, entró en Ciudad de México, acompañado por su esposa, a pesar de la fuerte oposición armada de los republicanos mexicanos.
Leopoldo, que tenía la intención de apoyar a su hija y acariciaba la esperanza de una expansión colonial, alentó el envío de una legión belga, compuesta por voluntarios. Esta legión, con 4000 hombres, fue duramente derrotada por los republicanos en la batalla de Tacámbaro el 11 de abril de 1865, pero logró vencer en la Loma el 16 de julio del mismo año, bajo el mando del teniente coronel Alfred van der Smissen.
En abril, terminó la guerra de Secesión, sobre la cual Leopoldo marcó una clara predilección por el Sur.. Este resultado permitió al gobierno estadounidense apoyar a las tropas del gobierno republicano dirigidas por Juárez.
Leopoldo murió en diciembre del mismo año, cuando su hija y su yerno acababan de pedirle consejo sobre la mala situación en la que se encontraban. Impotente, el monarca respondió: "Dios os bendiga, ya no os puedo ayudar".
El alcance de la resistencia mexicana y el apoyo que recibió de EE. UU. obligaron a Napoleón III a ordenar el abandono de Ciudad de México, Puebla y Veracruz el 15 de enero de 1866, ocasionando la marcha de la mayoría de los belgas. Carlota abandonó México el 9 de julio de 1866 para pedir ayuda en las cortes europeas. El emperador Maximiliano, que se negó a abdicar, fue hecho prisionero en Santiago de Querétaro, donde fue ejecutado el 19 de junio de 1867 mientras Carlota caía en una profunda depresión que derivó en locura.

### Muerte y funeral

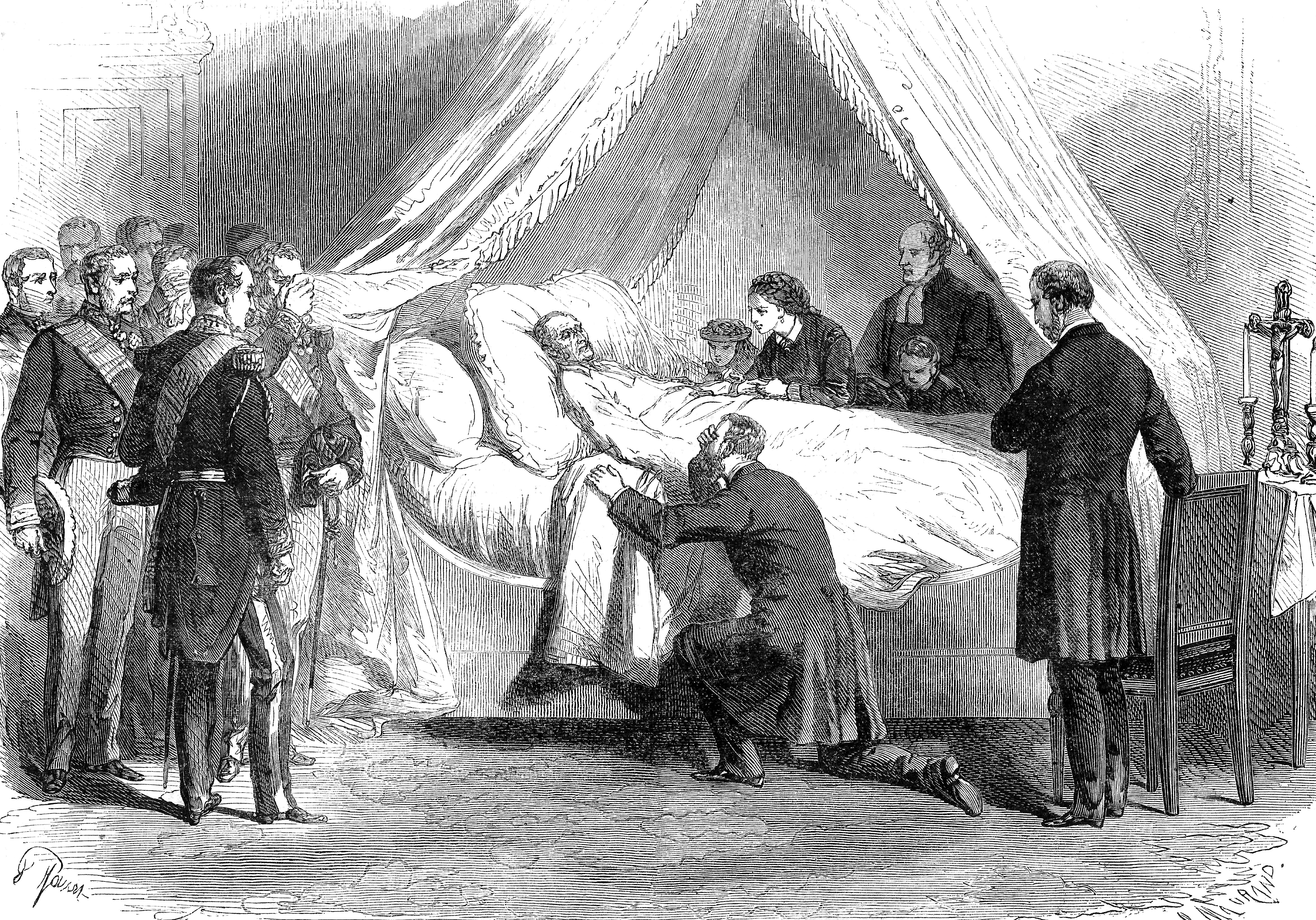
Muerte de Leopoldo I,. Grabado de Gustave Janet (Le Monde illustré,).

Hasta su 70.º cumpleaños, el rey gozaba de buena salud. En 1861, se enfrentó a varios duelos que le afectaron mucho. Su hermana Victoria, duquesa de Kent, murió en marzo. En noviembre, su sobrino-nieto, el rey Pedro V de Portugal, sucumbió a la fiebre tifoidea a la edad de 24 años, pocos días después de su hermano menor Fernando y unas semanas antes que su otro hermano Juan. En diciembre, fue su sobrino el príncipe Alberto, con quien Leopoldo estaba particularmente unido, quien falleció repentinamente. Leopoldo asistió al funeral y trató de consolar a su sobrina Victoria. Allí, en Gran Bretaña, sufrió de cálculos renales. En marzo de 1862, se sometió a una primera litotripsia, que se repitió otras muchas veces en los siguientes meses. En diciembre de 1864, el rey todavía fue capaz de cazar. A principios de 1865, Leopoldo sufrió un accidente cerebrovascular. Después de una ligera mejoría en verano, su estado se deterioró en otoño.
El 23 de noviembre, fue llevado urgentemente de vuelta del castillo real de Ardenne a Laeken. Aun despachaba documentos oficiales, pero el 2 de diciembre, el secreto de su estado de salud ya no pudo mantenerse. El Moniteur anunció oficialmente la enfermedad del monarca y augoraba un desenlace fatal.
Ese mismo día, Leopoldo mandó llamar a su pianista para escucharlo tocar la apertura de Tannhäuser. Al día siguiente, sancionó un último nombramiento. Sin embargo, sus fuerzas estaban muy disminuidas por el efecto de una disentería persistente. El 9 de diciembre, la situación parecía desesperada, pero el rey pasó la noche. Al día siguiente, su familia, precedida por la duquesa de Brabante, forzó la orden que los mantenía alejados del rey. La duquesa se arrodilló junto a la cama de su suegro e intercambió unas palabras con él. Luego, llamó a todos los miembros de la familia real para recibir la bendición de Leopoldo, sin que estuviera seguro de que los viera y oyera. El capellán del rey, Frederick William Becker, fue llevado junto al lecho y dirigió unas palabras al moribundo, quien respondió: "Lo siento, Dios mío, perdón". Cogido a la mano de su nuera, la futura reina María Enriqueta, Leopoldo falleció a las 11:45 a. m. del 10 de diciembre de 1865, en el castillo de Laeken, a los 74 años.

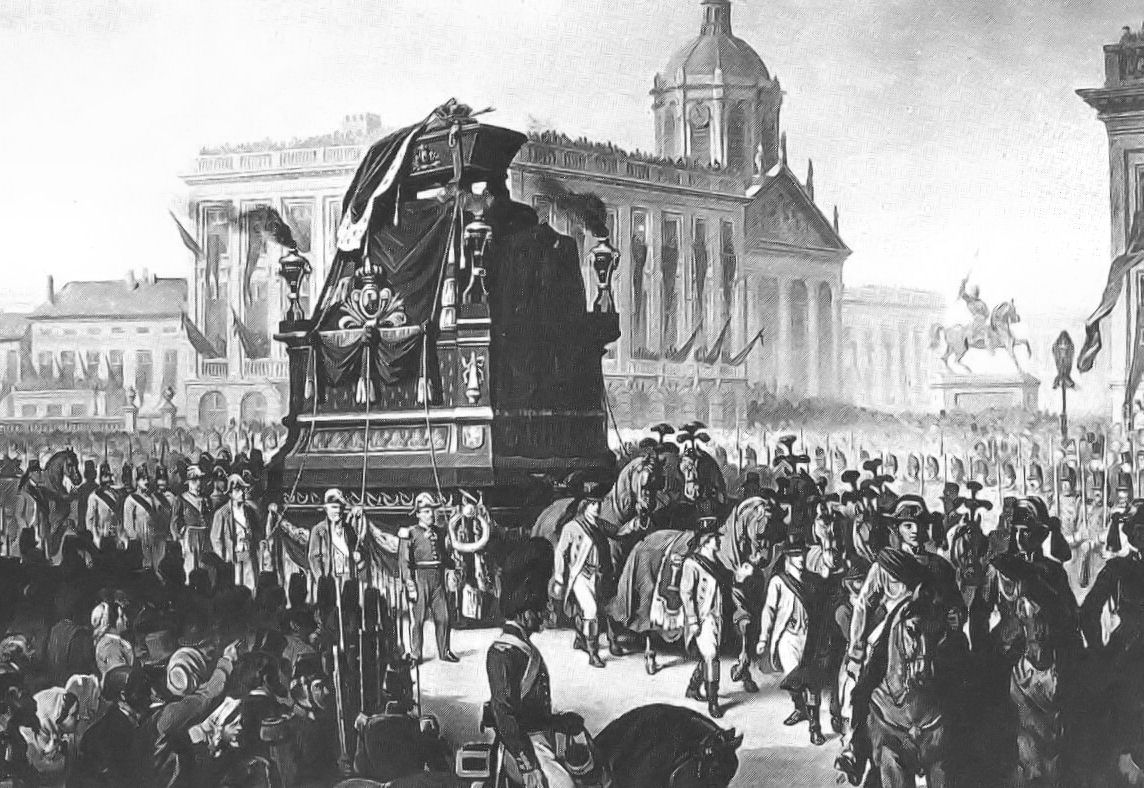
Cortejo fúnebre de Leopoldo I,.

Su funeral se celebró, con gran solemnidad, el 16 de diciembre. Unas 500 000 personas estuvieron presentes a lo largo de la procesión fúnebre. Acudió una importante representación de la familia Gotha: el rey de Portugal, el príncipe de Gales, el príncipe real de Prusia, el archiduque José de Austria, el príncipe Arturo de Connaught, el príncipe Adalberto de Prusia, el duque de Cambridge, el príncipe Luis de Hesse-Darmstadt, el príncipe Nicolás de Nassau, el Gran Duque de Baden, el príncipe Jorge de Sajonia, el príncipe Augusto de Sajonia-Coburgo-Gotha, el rey Carlos I de Wurtemberg, el príncipe Leopoldo de Hohenzollern-Sigmaringen, el duque de Nemours, el duque de Aumale y el príncipe de Joinville.
Se unieron a los enviados extraordinarios del cuerpo diplomático de Francia, Rusia y Turquía. El difunto monarca era protestante, por lo que se levantó una capilla de madera y yeso apresuradamente frente a la iglesia de Laeken, donde se realizó el servicio religioso luterano. Dejando según los deseos del cardenal Sterckx, primado de Bélgica, a los ministros de culto protestante en el templo temporal. El ataúd, llevado por 24 suboficiales, entró en la iglesia. Cruzando la nave, el cuerpo fue depositado en la capilla de Santa Bárbara, junto al de su esposa, la reina Luisa. El ataúd fue colocado en un cofre de ébano, lamé de oro y sellado por el ministro de Justicia. Los restos de Leopoldo, así como los de Luisa, permanecieron en la capilla de Santa Bárbara hasta que, el 20 de abril de 1876, fueron exhumados y trasladados a la cripta real, ubicada también en la iglesia de Laeken.
Tras la muerte de su padre, Leopoldo II le sucedió como nuevo rey de los belgas, llegando a Bruselas al día siguiente del funeral, el 17 de diciembre. Reinó en Bélgica hasta su muerte, en diciembre de 1909.

### Galería

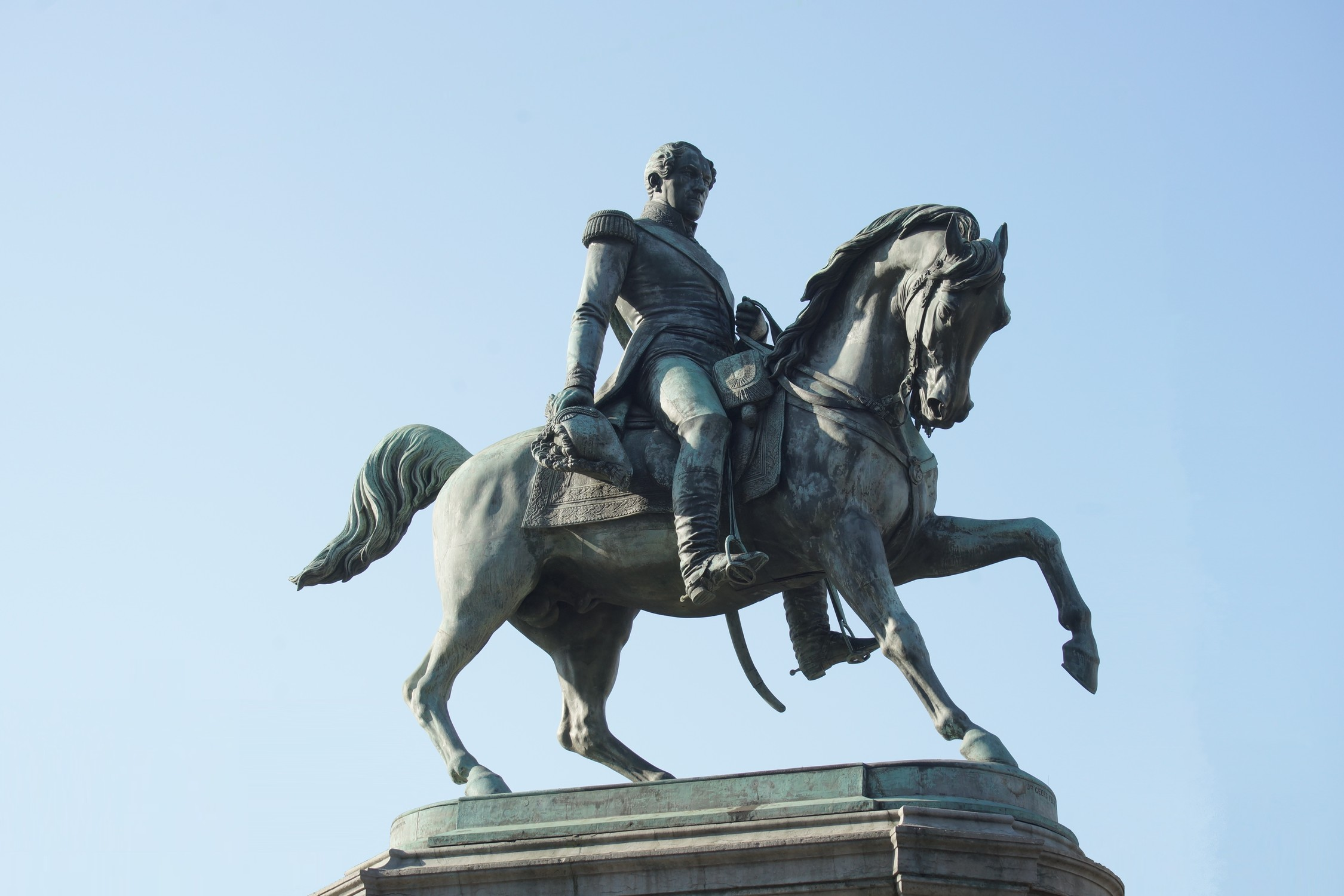
Estatua ecuestre en Amberes (1872).
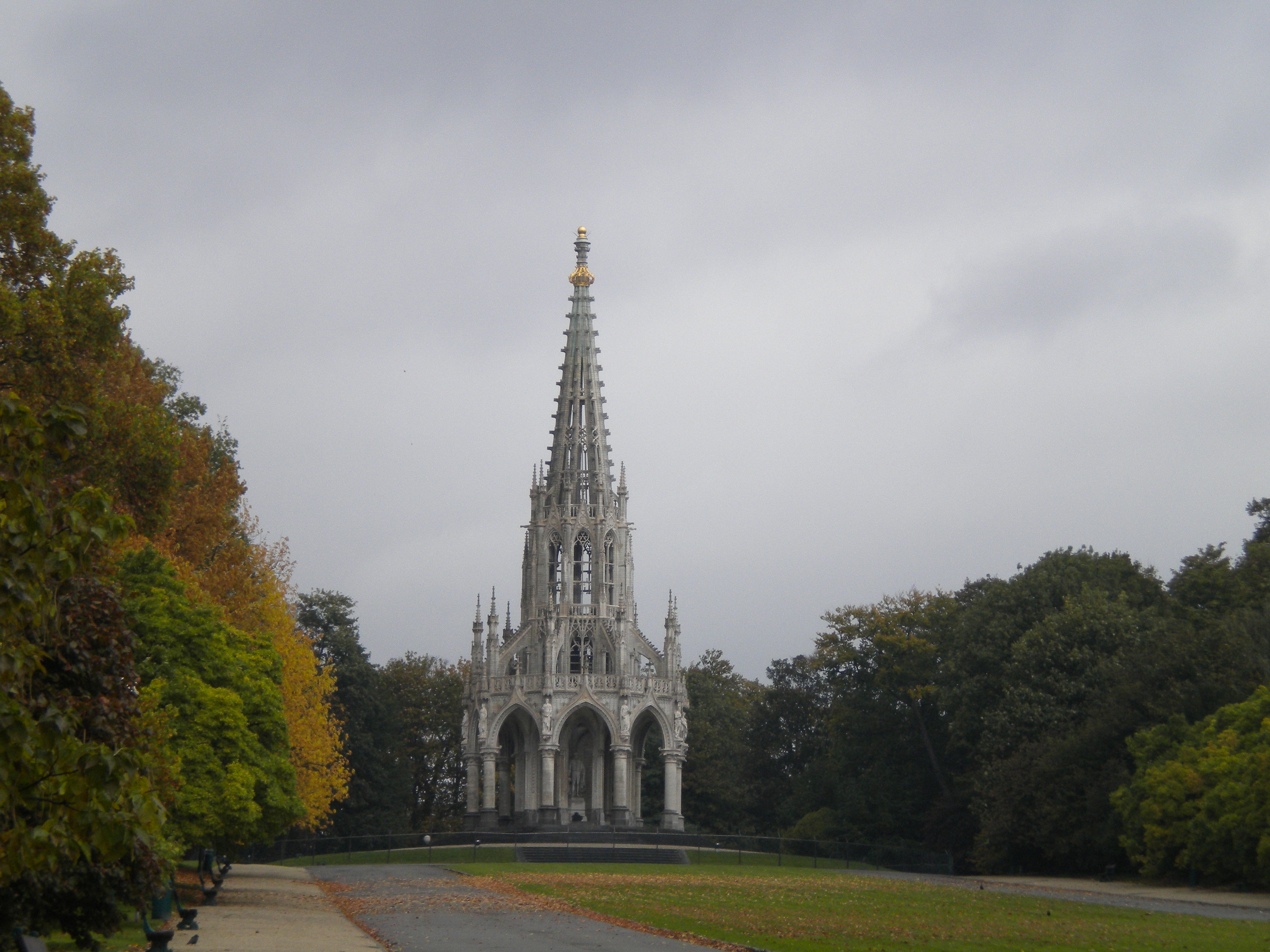
Memorial en el parque de Laeken (1880).
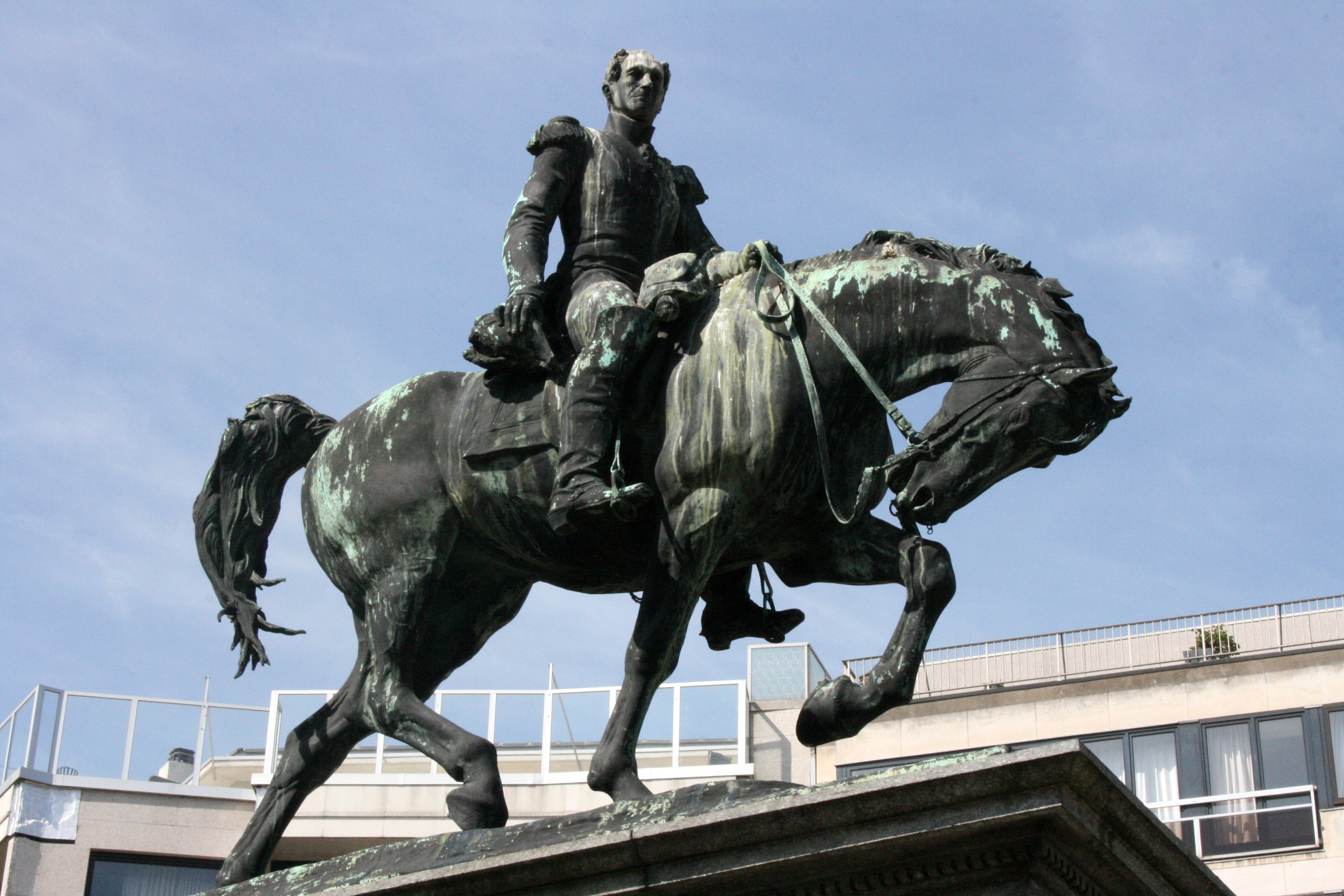
Escultura ecuestre en Ostende (1901).
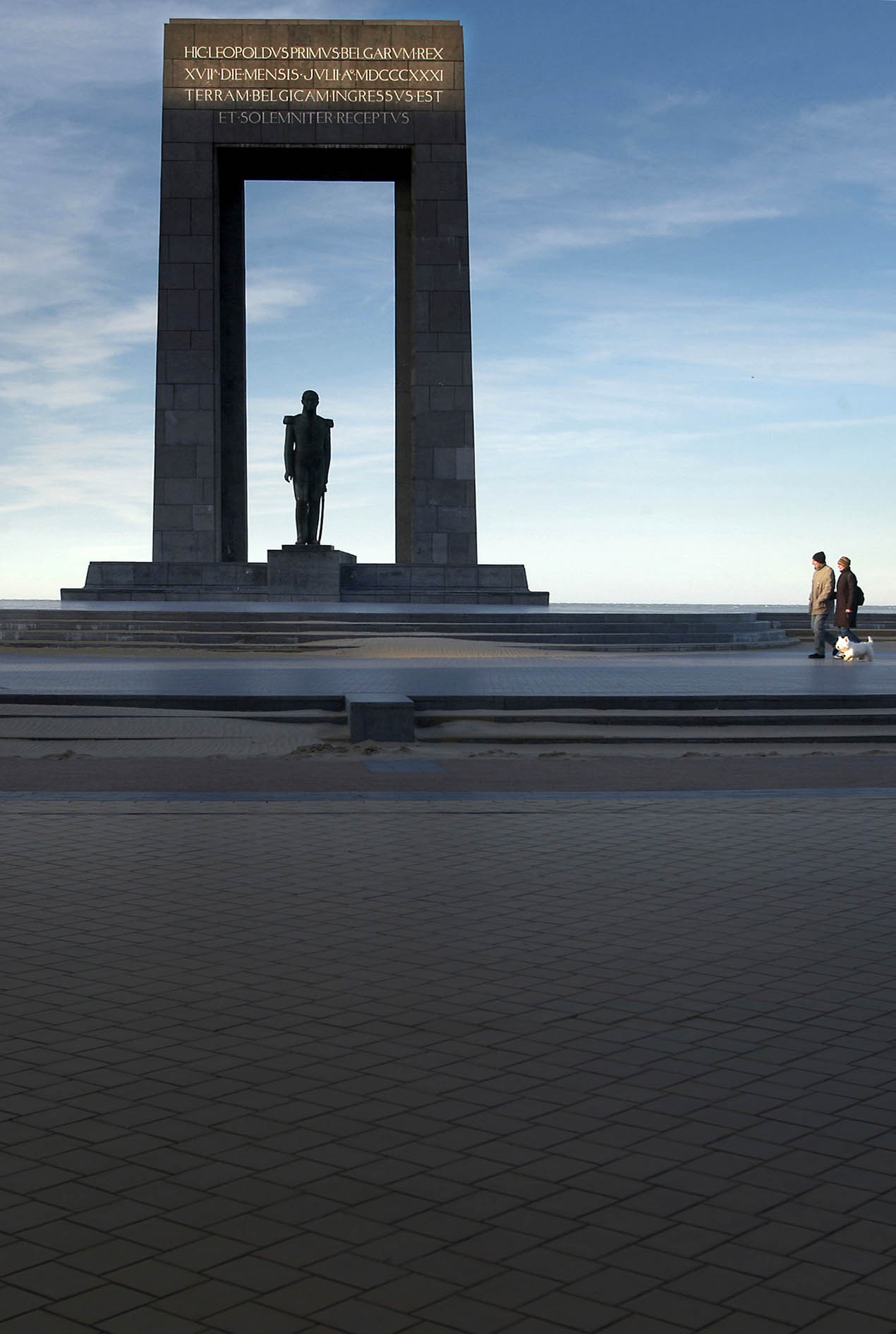
Monumento en La Panne (1958).
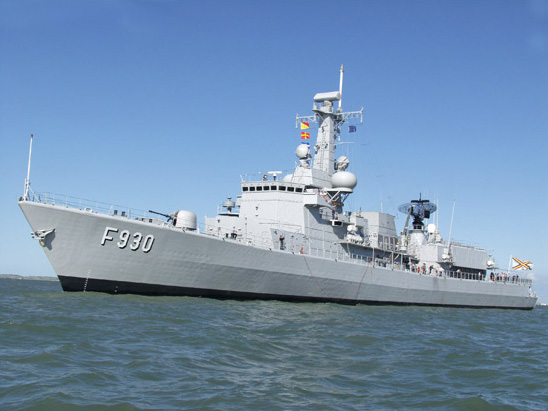
Fragata Leopoldo I (1988).

## Títulos y órdenes

### Títulos
| ● 16 de diciembre de 1790-6 de abril de 1818:  | Su alteza serenísima el príncipe Leopoldo de Sajonia-Coburgo-Saalfeld, duque de Sajonia |
| ● 6 de abril de 1818-12 de noviembre de 1826:  | Su alteza real el príncipe Leopoldo de Sajonia-Coburgo-Saalfeld, duque de Sajonia       |
| ● 12 de noviembre de 1826-21 de julio de 1831: | Su alteza real el príncipe Leopoldo de Sajonia-Coburgo-Gotha, duque de Sajonia          |
| ● 21 de julio de 1831-10 de diciembre de 1865: | Su majestad el rey de los belgas                                                        |

### Órdenes

#### Reino de Bélgica
- Soberano Gran Maestre (y fundador) la Orden de Leopoldo (Reino de Bélgica, 11/07/1832).

#### Extranjeras
- 947.ºCaballero de la Orden del Toisón de Oro, Rama española. (1835)
- Caballero de la Orden Imperial de Nuestra Señora de Guadalupe.[126]
- Caballero gran cruz de la Real Orden de San Fernando y el Mérito.[127] (Reino de las Dos Sicilias)
- Caballero gran cruz de la Orden de la Casa Ernestina de Sajonia.[128] (Ducados Ernestinos, 12/1833)

## Ancestros
| \| \| \| \| \| \| \| \| \| \| \| \| \| \| \| \| \| \| \| \| Juan Ernesto IV de Sajonia-Coburgo-Saalfeld \| \| \| \| \| \| \| \| \| \| \| \| \| \| \| \| \| \| \| \| \| \| \| \| \| \| \| \| \| \| \| \| \| \| \| \| \| \| \| \| \| \| \| \| \| \| \| \| \| \| \| \| \| \| Francisco Josías de Sajonia-Coburgo-Saalfeld \| \| \| \| \| \| \| \| \| \| \| \| \| \| \| \| \| \| \| \| \| \| \| \| \| \| \| \| \| \| \| \| \| \| \| \| \| \| \| \| \| \| \| \| \| \| \| \| \| \| \| \| \| \| Carlota Juana de Waldeck-Pyrmont \| \| \| \| \| \| \| \| \| \| \| \| \| \| \| \| \| \| \| \| \| \| \| \| \| \| \| \| \| \| \| \| \| \| \| \| \| \| \| \| \| \| \| \| \| \| \| \| \| \| \| \| \| \| Ernesto Federico de Sajonia-Coburgo-Saalfeld \| \| \| \| \| \| \| \| \| \| \| \| \| \| \| \| \| \| \| \| \| \| \| \| \| \| \| \| \| \| \| \| \| \| \| \| \| \| \| \| \| \| \| \| \| \| \| \| \| \| \| \| \| \| Luis Federico I de Schwarzburgo-Rudolstadt \| \| \| \| \| \| \| \| \| \| \| \| \| \| \| \| \| \| \| \| \| \| \| \| \| \| \| \| \| \| \| \| \| \| \| \| \| \| \| \| \| \| \| \| \| \| \| \| \| \| \| \| \| \| Ana Sofía de Schwarzburgo-Rudolstadt \| \| \| \| \| \| \| \| \| \| \| \| \| \| \| \| \| \| \| \| \| \| \| \| \| \| \| \| \| \| \| \| \| \| \| \| \| \| \| \| \| \| \| \| \| \| \| \| \| \| \| \| \| \| Ana Sofía de Sajonia-Gotha-Altenburgo \| \| \| \| \| \| \| \| \| \| \| \| \| \| \| \| \| \| \| \| \| \| \| \| \| \| \| \| \| \| \| \| \| \| \| \| \| \| \| \| \| \| \| \| \| \| \| \| \| \| \| \| \| \| Francisco de Sajonia-Coburgo-Saalfeld \| \| \| \| \| \| \| \| \| \| \| \| \| \| \| \| \| \| \| \| \| \| \| \| \| \| \| \| \| \| \| \| \| \| \| \| \| \| \| \| \| \| \| \| \| \| \| \| \| \| \| \| \| \| Fernando Alberto I de Brunswick-Luneburgo \| \| \| \| \| \| \| \| \| \| \| \| \| \| \| \| \| \| \| \| \| \| \| \| \| \| \| \| \| \| \| \| \| \| \| \| \| \| \| \| \| \| \| \| \| \| \| \| \| \| \| \| \| \| Fernando Alberto II de Brunswick-Wolfenbüttel \| \| \| \| \| \| \| \| \| \| \| \| \| \| \| \| \| \| \| \| \| \| \| \| \| \| \| \| \| \| \| \| \| \| \| \| \| \| \| \| \| \| \| \| \| \| \| \| \| \| \| \| \| \| Cristina de Hesse-Eschwege \| \| \| \| \| \| \| \| \| \| \| \| \| \| \| \| \| \| \| \| \| \| \| \| \| \| \| \| \| \| \| \| \| \| \| \| \| \| \| \| \| \| \| \| \| \| \| \| \| \| \| \| \| \| Sofía Antonia de Brunswick-Wolfenbüttel \| \| \| \| \| \| \| \| \| \| \| \| \| \| \| \| \| \| \| \| \| \| \| \| \| \| \| \| \| \| \| \| \| \| \| \| \| \| \| \| \| \| \| \| \| \| \| \| \| \| \| \| \| \| Luis Rodolfo de Brunswick-Luneburgo \| \| \| \| \| \| \| \| \| \| \| \| \| \| \| \| \| \| \| \| \| \| \| \| \| \| \| \| \| \| \| \| \| \| \| \| \| \| \| \| \| \| \| \| \| \| \| \| \| \| \| \| \| \| Antonieta Amalia de Brunswick-Wolfenbüttel \| \| \| \| \| \| \| \| \| \| \| \| \| \| \| \| \| \| \| \| \| \| \| \| \| \| \| \| \| \| \| \| \| \| \| \| \| \| \| \| \| \| \| \| \| \| \| \| \| \| \| \| \| \| Cristina Luisa de Oettingen-Oettingen \| \| \| \| \| \| \| \| \| \| \| \| \| \| \| \| \| \| \| \| \| \| \| \| \| \| \| \| \| \| \| \| \| \| \| \| \| \| \| \| \| \| \| \| \| \| \| \| \| \| \| \| \| \| Leopoldo I de Bélgica \| \| \| \| \| \| \| \| \| \| \| \| \| \| \| \| \| \| \| \| \| \| \| \| \| \| \| \| \| \| \| \| \| \| \| \| \| \| \| \| \| \| \| \| \| \| \| \| \| \| \| \| \| \| Enrique X de Reuss-Ebersdorf \| \| \| \| \| \| \| \| \| \| \| \| \| \| \| \| \| \| \| \| \| \| \| \| \| \| \| \| \| \| \| \| \| \| \| \| \| \| \| \| \| \| \| \| \| \| \| \| \| \| \| \| \| \| Enrique XXIX de Reuss-Ebersdorf \| \| \| \| \| \| \| \| \| \| \| \| \| \| \| \| \| \| \| \| \| \| \| \| \| \| \| \| \| \| \| \| \| \| \| \| \| \| \| \| \| \| \| \| \| \| \| \| \| \| \| \| \| \| Edmunda Benigna de Solms-Laubach \| \| \| \| \| \| \| \| \| \| \| \| \| \| \| \| \| \| \| \| \| \| \| \| \| \| \| \| \| \| \| \| \| \| \| \| \| \| \| \| \| \| \| \| \| \| \| \| \| \| \| \| \| \| Enrique XXIV de Reuss-Ebersdorf \| \| \| \| \| \| \| \| \| \| \| \| \| \| \| \| \| \| \| \| \| \| \| \| \| \| \| \| \| \| \| \| \| \| \| \| \| \| \| \| \| \| \| \| \| \| \| \| \| \| \| \| \| \| Wolfgang Dietrich de Castell-Castell \| \| \| \| \| \| \| \| \| \| \| \| \| \| \| \| \| \| \| \| \| \| \| \| \| \| \| \| \| \| \| \| \| \| \| \| \| \| \| \| \| \| \| \| \| \| \| \| \| \| \| \| \| \| Sofía Teodora de Castell-Remlingen \| \| \| \| \| \| \| \| \| \| \| \| \| \| \| \| \| \| \| \| \| \| \| \| \| \| \| \| \| \| \| \| \| \| \| \| \| \| \| \| \| \| \| \| \| \| \| \| \| \| \| \| \| \| Dorotea Renata de Zinzendorf \| \| \| \| \| \| \| \| \| \| \| \| \| \| \| \| \| \| \| \| \| \| \| \| \| \| \| \| \| \| \| \| \| \| \| \| \| \| \| \| \| \| \| \| \| \| \| \| \| \| \| \| \| \| Augusta de Reuss-Ebersdorf \| \| \| \| \| \| \| \| \| \| \| \| \| \| \| \| \| \| \| \| \| \| \| \| \| \| \| \| \| \| \| \| \| \| \| \| \| \| \| \| \| \| \| \| \| \| \| \| \| \| \| \| \| \| Jorge Alberto II de Erbach-Fürstenau \| \| \| \| \| \| \| \| \| \| \| \| \| \| \| \| \| \| \| \| \| \| \| \| \| \| \| \| \| \| \| \| \| \| \| \| \| \| \| \| \| \| \| \| \| \| \| \| \| \| \| \| \| \| Conde Jorge Augusto de Erbach-Schönberg \| \| \| \| \| \| \| \| \| \| \| \| \| \| \| \| \| \| \| \| \| \| \| \| \| \| \| \| \| \| \| \| \| \| \| \| \| \| \| \| \| \| \| \| \| \| \| \| \| \| \| \| \| \| Ana Dorotea Cristina de Hohenlohe-Waldenburg \| \| \| \| \| \| \| \| \| \| \| \| \| \| \| \| \| \| \| \| \| \| \| \| \| \| \| \| \| \| \| \| \| \| \| \| \| \| \| \| \| \| \| \| \| \| \| \| \| \| \| \| \| \| Carolina Ernestina de Erbach-Schönberg \| \| \| \| \| \| \| \| \| \| \| \| \| \| \| \| \| \| \| \| \| \| \| \| \| \| \| \| \| \| \| \| \| \| \| \| \| \| \| \| \| \| \| \| \| \| \| \| \| \| \| \| \| \| Luis Cristián de Stolberg-Gedern \| \| \| \| \| \| \| \| \| \| \| \| \| \| \| \| \| \| \| \| \| \| \| \| \| \| \| \| \| \| \| \| \| \| \| \| \| \| \| \| \| \| \| \| \| \| \| \| \| \| \| \| \| \| Fernanda Enriqueta de Stolberg-Gedern \| \| \| \| \| \| \| \| \| \| \| \| \| \| \| \| \| \| \| \| \| \| \| \| \| \| \| \| \| \| \| \| \| \| \| \| \| \| \| \| \| \| \| \| \| \| \| \| \| \| \| \| \| \| Cristina de Mecklemburgo-Güstrow \| \| \| \| \| \| \| \| \| \| \| \| \| \| \| \| \| \| \| \| \| \| \| \| \| \| \| \| \| \| \| \| \| \| \| \| \| \| \| \| \| \| \| \| \| \| \| \| \| \| \| \| |                                               |  |  |  |  |  |  |  |  |  |  |  |  |  |  |  |
| |                                               |  |  |  |  |  |  |  |  |  |  |  |  |  |  |  |
| | Juan Ernesto IV de Sajonia-Coburgo-Saalfeld   |  |  |  |  |  |  |  |  |  |  |  |  |  |  |  |
| |                                               |  |  |  |  |  |  |  |  |  |  |  |  |  |  |  |
| |                                               |  |  |  |  |  |  |  |  |  |  |  |  |  |  |  |
| | Francisco Josías de Sajonia-Coburgo-Saalfeld  |  |  |  |  |  |  |  |  |  |  |  |  |  |  |  |
| |                                               |  |  |  |  |  |  |  |  |  |  |  |  |  |  |  |
| |                                               |  |  |  |  |  |  |  |  |  |  |  |  |  |  |  |
| | Carlota Juana de Waldeck-Pyrmont              |  |  |  |  |  |  |  |  |  |  |  |  |  |  |  |
| |                                               |  |  |  |  |  |  |  |  |  |  |  |  |  |  |  |
| |                                               |  |  |  |  |  |  |  |  |  |  |  |  |  |  |  |
| | Ernesto Federico de Sajonia-Coburgo-Saalfeld  |  |  |  |  |  |  |  |  |  |  |  |  |  |  |  |
| |                                               |  |  |  |  |  |  |  |  |  |  |  |  |  |  |  |
| |                                               |  |  |  |  |  |  |  |  |  |  |  |  |  |  |  |
| | Luis Federico I de Schwarzburgo-Rudolstadt    |  |  |  |  |  |  |  |  |  |  |  |  |  |  |  |
| |                                               |  |  |  |  |  |  |  |  |  |  |  |  |  |  |  |
| |                                               |  |  |  |  |  |  |  |  |  |  |  |  |  |  |  |
| | Ana Sofía de Schwarzburgo-Rudolstadt          |  |  |  |  |  |  |  |  |  |  |  |  |  |  |  |
| |                                               |  |  |  |  |  |  |  |  |  |  |  |  |  |  |  |
| |                                               |  |  |  |  |  |  |  |  |  |  |  |  |  |  |  |
| | Ana Sofía de Sajonia-Gotha-Altenburgo         |  |  |  |  |  |  |  |  |  |  |  |  |  |  |  |
| |                                               |  |  |  |  |  |  |  |  |  |  |  |  |  |  |  |
| |                                               |  |  |  |  |  |  |  |  |  |  |  |  |  |  |  |
| | Francisco de Sajonia-Coburgo-Saalfeld         |  |  |  |  |  |  |  |  |  |  |  |  |  |  |  |
| |                                               |  |  |  |  |  |  |  |  |  |  |  |  |  |  |  |
| |                                               |  |  |  |  |  |  |  |  |  |  |  |  |  |  |  |
| | Fernando Alberto I de Brunswick-Luneburgo     |  |  |  |  |  |  |  |  |  |  |  |  |  |  |  |
| |                                               |  |  |  |  |  |  |  |  |  |  |  |  |  |  |  |
| |                                               |  |  |  |  |  |  |  |  |  |  |  |  |  |  |  |
| | Fernando Alberto II de Brunswick-Wolfenbüttel |  |  |  |  |  |  |  |  |  |  |  |  |  |  |  |
| |                                               |  |  |  |  |  |  |  |  |  |  |  |  |  |  |  |
| |                                               |  |  |  |  |  |  |  |  |  |  |  |  |  |  |  |
| | Cristina de Hesse-Eschwege                    |  |  |  |  |  |  |  |  |  |  |  |  |  |  |  |
| |                                               |  |  |  |  |  |  |  |  |  |  |  |  |  |  |  |
| |                                               |  |  |  |  |  |  |  |  |  |  |  |  |  |  |  |
| | Sofía Antonia de Brunswick-Wolfenbüttel       |  |  |  |  |  |  |  |  |  |  |  |  |  |  |  |
| |                                               |  |  |  |  |  |  |  |  |  |  |  |  |  |  |  |
| |                                               |  |  |  |  |  |  |  |  |  |  |  |  |  |  |  |
| | Luis Rodolfo de Brunswick-Luneburgo           |  |  |  |  |  |  |  |  |  |  |  |  |  |  |  |
| |                                               |  |  |  |  |  |  |  |  |  |  |  |  |  |  |  |
| |                                               |  |  |  |  |  |  |  |  |  |  |  |  |  |  |  |
| | Antonieta Amalia de Brunswick-Wolfenbüttel    |  |  |  |  |  |  |  |  |  |  |  |  |  |  |  |
| |                                               |  |  |  |  |  |  |  |  |  |  |  |  |  |  |  |
| |                                               |  |  |  |  |  |  |  |  |  |  |  |  |  |  |  |
| | Cristina Luisa de Oettingen-Oettingen         |  |  |  |  |  |  |  |  |  |  |  |  |  |  |  |
| |                                               |  |  |  |  |  |  |  |  |  |  |  |  |  |  |  |
| |                                               |  |  |  |  |  |  |  |  |  |  |  |  |  |  |  |
| | Leopoldo I de Bélgica                         |  |  |  |  |  |  |  |  |  |  |  |  |  |  |  |
| |                                               |  |  |  |  |  |  |  |  |  |  |  |  |  |  |  |
| |                                               |  |  |  |  |  |  |  |  |  |  |  |  |  |  |  |
| | Enrique X de Reuss-Ebersdorf                  |  |  |  |  |  |  |  |  |  |  |  |  |  |  |  |
| |                                               |  |  |  |  |  |  |  |  |  |  |  |  |  |  |  |
| |                                               |  |  |  |  |  |  |  |  |  |  |  |  |  |  |  |
| | Enrique XXIX de Reuss-Ebersdorf               |  |  |  |  |  |  |  |  |  |  |  |  |  |  |  |
| |                                               |  |  |  |  |  |  |  |  |  |  |  |  |  |  |  |
| |                                               |  |  |  |  |  |  |  |  |  |  |  |  |  |  |  |
| | Edmunda Benigna de Solms-Laubach              |  |  |  |  |  |  |  |  |  |  |  |  |  |  |  |
| |                                               |  |  |  |  |  |  |  |  |  |  |  |  |  |  |  |
| |                                               |  |  |  |  |  |  |  |  |  |  |  |  |  |  |  |
| | Enrique XXIV de Reuss-Ebersdorf               |  |  |  |  |  |  |  |  |  |  |  |  |  |  |  |
| |                                               |  |  |  |  |  |  |  |  |  |  |  |  |  |  |  |
| |                                               |  |  |  |  |  |  |  |  |  |  |  |  |  |  |  |
| | Wolfgang Dietrich de Castell-Castell          |  |  |  |  |  |  |  |  |  |  |  |  |  |  |  |
| |                                               |  |  |  |  |  |  |  |  |  |  |  |  |  |  |  |
| |                                               |  |  |  |  |  |  |  |  |  |  |  |  |  |  |  |
| | Sofía Teodora de Castell-Remlingen            |  |  |  |  |  |  |  |  |  |  |  |  |  |  |  |
| |                                               |  |  |  |  |  |  |  |  |  |  |  |  |  |  |  |
| |                                               |  |  |  |  |  |  |  |  |  |  |  |  |  |  |  |
| | Dorotea Renata de Zinzendorf                  |  |  |  |  |  |  |  |  |  |  |  |  |  |  |  |
| |                                               |  |  |  |  |  |  |  |  |  |  |  |  |  |  |  |
| |                                               |  |  |  |  |  |  |  |  |  |  |  |  |  |  |  |
| | Augusta de Reuss-Ebersdorf                    |  |  |  |  |  |  |  |  |  |  |  |  |  |  |  |
| |                                               |  |  |  |  |  |  |  |  |  |  |  |  |  |  |  |
| |                                               |  |  |  |  |  |  |  |  |  |  |  |  |  |  |  |
| | Jorge Alberto II de Erbach-Fürstenau          |  |  |  |  |  |  |  |  |  |  |  |  |  |  |  |
| |                                               |  |  |  |  |  |  |  |  |  |  |  |  |  |  |  |
| |                                               |  |  |  |  |  |  |  |  |  |  |  |  |  |  |  |
| | Conde Jorge Augusto de Erbach-Schönberg       |  |  |  |  |  |  |  |  |  |  |  |  |  |  |  |
| |                                               |  |  |  |  |  |  |  |  |  |  |  |  |  |  |  |
| |                                               |  |  |  |  |  |  |  |  |  |  |  |  |  |  |  |
| | Ana Dorotea Cristina de Hohenlohe-Waldenburg  |  |  |  |  |  |  |  |  |  |  |  |  |  |  |  |
| |                                               |  |  |  |  |  |  |  |  |  |  |  |  |  |  |  |
| |                                               |  |  |  |  |  |  |  |  |  |  |  |  |  |  |  |
| | Carolina Ernestina de Erbach-Schönberg        |  |  |  |  |  |  |  |  |  |  |  |  |  |  |  |
| |                                               |  |  |  |  |  |  |  |  |  |  |  |  |  |  |  |
| |                                               |  |  |  |  |  |  |  |  |  |  |  |  |  |  |  |
| | Luis Cristián de Stolberg-Gedern              |  |  |  |  |  |  |  |  |  |  |  |  |  |  |  |
| |                                               |  |  |  |  |  |  |  |  |  |  |  |  |  |  |  |
| |                                               |  |  |  |  |  |  |  |  |  |  |  |  |  |  |  |
| | Fernanda Enriqueta de Stolberg-Gedern         |  |  |  |  |  |  |  |  |  |  |  |  |  |  |  |
| |                                               |  |  |  |  |  |  |  |  |  |  |  |  |  |  |  |
| |                                               |  |  |  |  |  |  |  |  |  |  |  |  |  |  |  |
| | Cristina de Mecklemburgo-Güstrow              |  |  |  |  |  |  |  |  |  |  |  |  |  |  |  |
| |                                               |  |  |  |  |  |  |  |  |  |  |  |  |  |  |  |
| |                                               |  |  |  |  |  |  |  |  |  |  |  |  |  |  |  |